# Уличное искусство в России
Уличное искусство в России своими корнями уходит в граффити — субкультуру тиражирования своего никнейма или названия команды с целью маркирования пространства и завоевания авторитета среди других райтеров. В конце 1990-х, начале 2000-х граффити эволюционирует к появлению авторских, индивидуальных художественных форм, направленных на изменение городской образности. Произведения уличного искусства создаются в городском пространстве с использованием наклеек, трафаретов, плакатов, аэрозольной краски, валиков, кистей и других материалов, а также скульптуры и городских интервенций. Особенностью уличного искусства является то, что площадкой для художественного высказывания становятся общественные, уличные пространства, а его основными чертами являются несанкционированный характер.
Уличное искусство — в российской практике понятие более емкое, используется для обозначения широкого спектра художественных практик, в их числе: граффити, стрит-арт, городские интервенции, акционизм и т. д. В мировой практике для описания этих явлений часто используют термин «урбанистическое искусство» (англ. urban art).

Художники и писатели обязаны немедля взять горшки с красками и кистями своего мастерства иллюминовать, разрисовать все бока, лбы и груди городов, вокзалов и вечно бегущих стай железнодорожных вагонов.
Пусть отныне, проходя по улице, гражданин будет наслаждаться ежеминутно глубиной мысли великих современников.
Пусть улицы будут праздником искусства для всех.
— В. Маяковсий, Д. Бурлюк, В. Каменский «Газета футуристов», 1918 год

## Города

### Москва
Большинство современных крупных городов сегодня сложно представить без граффити и стрит-арта. Но столица России сильно стерильный город, в центре которого обычно быстро уничтожают работы уличных художников. Однако и в Москве можно найти любопытные объекты стрит-арта, выполненные как московскими, так и зарубежными художниками. Преимущественно в центре городе можно встретить только согласованные муралы (от англ. mural — настенная роспись), монументальные авторские работы сделанные на торцевых стенах домов. В разные годы такие работы появлялись в рамках международных проектов, таких как биеннале искусства уличной волны «Артмосфера», проходящих в Москве с 2014 года, и в рамках фестиваля «Лучший город Земли», прошедшего в 2013 году. Московское уличное искусство также можно встретить на территории различных арт-класстеров, таких как центр дизайна «Artplay», дизайн-завод «Флакон», ЦСИ «Винзавод» с проектом «Стена» и др. Традиционное граффити тем временем можно встретить преимущественно только на окраинах города и вдоль линий железных путей. В центре города все нелегальные работы быстро закрашиваются коммунальными службами.
На улицах Москвы появилось более 100 объектов созданных художниками в рамках московского фестиваля «Лучший город Земли». В проекте приняли участие российские райтеры и гости из Европы и Америки. Полотнами уличных художников становились и небольшие трансформаторные будки, и целые фасады многоэтажек.
В 2019 году в Москве были закрашены многие монументальные работы известных уличных художников, которые ранее были согласованы организаторами фестивалей. Была закрашена работа австралийского художник-монументалиста Fintan Magee, уничтожена работа московского художника Вовы Nootk, работа казанского автора Рустама Qbic и многих других. В 2022 году в Москве была закрашена монументальная работа известного американского художника Шепарда Фейри, созданная в 2018 году. Уничтожение уличных работ связано с тем, что летом 2019 года правительство Москвы утвердило постановление номер 877, по которому в монументальных росписях разрешены только темы спорта, науки, искусства, а также посвященные историческим событиям и выдающимся личностям. В 2022 году Мосгордума приняла закон о повышенных штрафах до 300 тысяч рублей за нанесение на фасады домов и зданий граффити надписей и изображений, запрещенных установленными в столице правилами.

### Санкт-Петербург
Санкт-Петербург — город музеев, дворцов, храмов и разводных мостов. Таков он для большинства туристов. Между тем в Санкт-Петербурге много уличного искусства, зачастую тщательно скрытого от глаз посторонних. Центральная часть Санкт-Петербурга находится под защитой ЮНЕСКО, поэтому даже незначительные изменения облика зданий здесь запрещены законом. За «рисование» на исторических зданиях предусмотрена уголовная ответственность. Поэтому любое произведение стрит-арта воспринимается как вызов, борьба и попытка художника отвоевать пространство у застывшего во времени города. Перед художниками Санкт-Петербурга стоит очень непростая задача — создавать гармоничные произведения, которые не сразу будут заметны, а значит, и не сразу уничтожены. Поэтому поиск интересных объектов превращается в своего рода квест: увлекательный, требующий подготовки, понимания культурного контекста и закрытых потайных мест города.
Если вы хотите увидеть уличное искусство в Санкт-Петербурге, почувствовать его дух, энергию, вам просто необходимо свернуть с протоптанных троп или поехать в единственный в стране Музей уличного искусства открытый в 2013 году на территории действующего завода слоистых пластиков. Цель постоянной экспозиции Музея стрит-арта — формировать историю современного уличного искусства, сохранять произведения, изучать жанры, стили и техники. В коллекции музея находятся произведения таких художников как Паша 183, SpY, Кирилл Кто, Escif, Тимофей Радя, Gio Pistone, Слава Птрк, Kouka Ntadi, Никита Nomerz, Guido Bisagni (108) и многих других. Постоянная экспозиция регулярно пополняется.

### Нижний Новгород
Нижний Новгород получил широкую известность в сфере уличного искусства. За несколько десятилетий в Нижнем Новгороде сформировались целые пласты активных и знаковых авторов, появились художественные комьюнити, было организовано множество тематических фестивалей, выставок и мастерских. Нижегородское уличное искусство стало ярким феноменом получив неофициальный статус «Столицы стрит-арта России». Одной из важнейших особенностей нижегородского стрит-арта последнего десятилетия стало взаимодействие художников с контекстом и историей места. Многие авторы начали работать со старым фондом и руинами города, возникшими в связи с социально-политической обстановкой. В свою очередь городская среда во многом сформировала своеобразный почерк локальной сцены.
Игорь Кобылин, доцент кафедры социально-гуманитарных наук Приволжского исследовательского медицинского университета (ПИМУ), старший научный сотрудник ИОН ШАГИ РАНХиГС:

Нижегородское уличное искусство обладает уникальным стилем. Узнаваемый дух местного стрит-арта складывается из особенного подхода к работе со средой и наследием, а также культурными кодами города и его историей. Эти факторы можно проследить в совершенно разных жанрах и у разных поколений нижегородских уличных художников.
Анна Нистратова, сотрудник «Института исследования стрит арта»:

Когда я стала ездить по России у меня сложилось мнение, что как и раньше Россия была каким-то набором отдельных княжеств, так и сейчас у каждого города есть свой уклад, который невозможно сравнить с другими местами. Стрит-арт в Нижнем Новгороде радикально отличается от Екатеринбурга, Москвы или Владивостока или Калининграда или Самары.
Нижний Новгород выделяется на карте, я бы сказала мировой. Благодаря городской ситуации, обилию старой архитектуры и деревянных или заброшенных домов, выселенных заводских территорий, уличное искусство расцвело ярким цветом. Это очень старый город с богатейшей историей и прекрасным местоположением. До революции там была огромная международная ярмарка, Нижегородский край всегда был центром художественных промыслов, купечества и технических нововведений. Все это вместе, на мой взгляд, наложило отпечаток на современную ситуацию с уличным искусством. Наши художники несмотря на то, что они совсем молодые люди, кажутся мне продолжением всей этой большой культурной истории, которая тянется несколько сотен лет. Когда ребята начали рисовать на улице они были подростками и эволюционировали под воздействием и города и среды. Началось уличное движение лет 10 назад. За это время, с тех пор, что они увлеклись граффити и западным уличным искусством им удалось постепенно выработать свой собственный «нижегородский» стиль, что произошло и под воздействием деревянной архитектуры и всего вышеперечисленного.
То есть если говорить о русском стрит-арте, то стрит-арт в Нижнем Новгороде — это наверное и есть русский стрит-арт. Он сильно отличается от всего остального.

На улицах Нижнего Новгорода можно встретить десятки работ уличных художников сделанных в разных стилях и техниках. В городе андеграунд вполне уживается с согласованными монументальными росписями. Часть работ сделаны в рамках крупных фестивалей уличного искусства, таких как «Место», другие работы сделаны самовольно, партизанским методом, традиционном для стрит-арта. Профессиональные гиды, а также локальные кураторы и художники регулярно проводят пешие и автобусные экскурсий по объектам нижегородского уличного искусства. Кроме этого существует онлайн-карта уличного искусства Нижнего Новгорода, которая насчитывает более 300 точек. Среди них можно встретить работы художников: Александр Жунёв (Пермь), Алексей Luka (Москва), Андрей Бергер (Москва), Андрей Оленев (Нижний Новгород), Владимир Абих (Санкт-Петербург), Дмитрий Аске (Москва), Дмитрий Каштальян (Минск), Иван Найнти (Протвино), Иван Серый (Нижний Новгород), Илья Мозги (Екатеринбург), Максим Трулов и Ксюша Ласточка (Нижний Новгород), Марат Morik (Новосибирск), Никита Nomerz (Нижний Новгород), Покрас Лампас (Санкт-Петербург), Роман Мураткин (Серпухов), Рустам Qbic (Казань), Слава Птрк (Москва), Стас Багс (Санкт-Петербург), Юрий Аверин (Красноярск), Ян Посадский (Воронеж), Алексей Kislow (Севастополь), Aifo (Тель Авив), Jon (Калининград), NDWZ (Вена), Petro (Москва), Skirl (Вена), Wuper Kec (Нови-Сад), Zak Mini Monster (Москва) и многие другие.

### Екатеринбург
Екатеринбург получил всероссийскую известность благодаря разнообразному спектру стрит-арта и связанных с ним субкультур. История уличного искусства города началась в 1980-х годах, но период расцвета и наиболее активного развития стрит-арта приходится на 2010-е. Ныне Екатеринбург, на равне с Нижнем Новгородом, имеет репутацию «столицы российского стрит-арта», где проводятся крупные фестиваля, посвящённых этому виду искусства.

Стрит-арт в Екатеринбурге сегодня стал мейнстримом и одним из главных языков, с помощью которого город разговаривает с властями, собой, соседями. Пусть уличное искусство не вечно, в этом один из его смыслов. Многие арт-объекты уже стерты с лица нашего города, однако они остались в истории, а на смену им появились не менее интересные работы, которые невероятно украшают наш город.
— Уличное искусство Екатеринбурга. Вчера и сегодня
На улицах Екатеринбурга можно найти несколько сотен масштабных согласованных с администрацией объектов современного уличного искусства. На международной стрит-арт карте можно найти отметки работ известных иностранных авторов — Sam3, Herakut, Fanakapan, Ampparito, Iнтереснi казки, Peeta, приезжавших в Екатеринбург в разные годы на фестиваль «Стенограффия». Ещё больше работ несогласованных — многие из них ежегодно появляются после партизанского фестиваля уличного искусства «Карт-бланш», и частично исчезают после жилищно-коммунальных работ.

## Художники

### Владимир Абих
Владимир Абих (1987, Екатеринбург) — современный российский художник. Работает на стыке различных медиа и направлений: стрит-арт, инсталляция, видео-арт. Владимир Абих получил образование в области современного искусства (Фонд «ПРО АРТЕ») и кинорежиссуры. Лауреат Премии Сергея Курёхина (специальный приз Французского института, 2019). Участник основных программ Триеннале российского современного искусства в музее «Гараж», Уральской индустриальной биеннале, Красноярской биеннале, биеннале уличного искусства «Артмоссфера», биеннале цифрового искусства Némo (Париж), а также многих других международных выставок и фестивалей.  

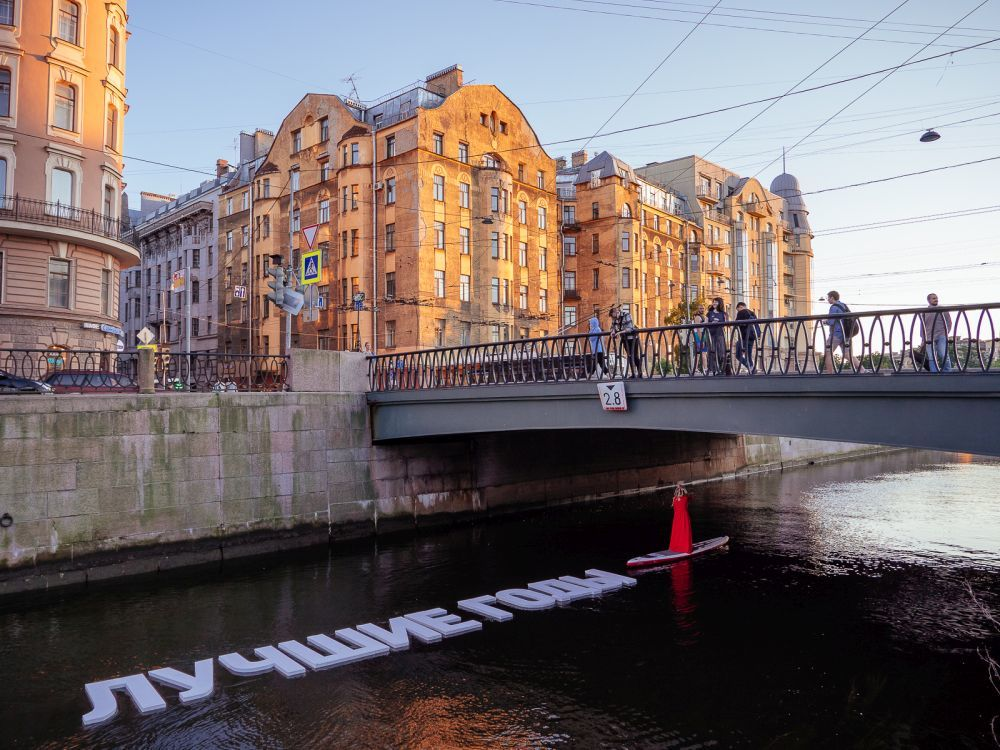
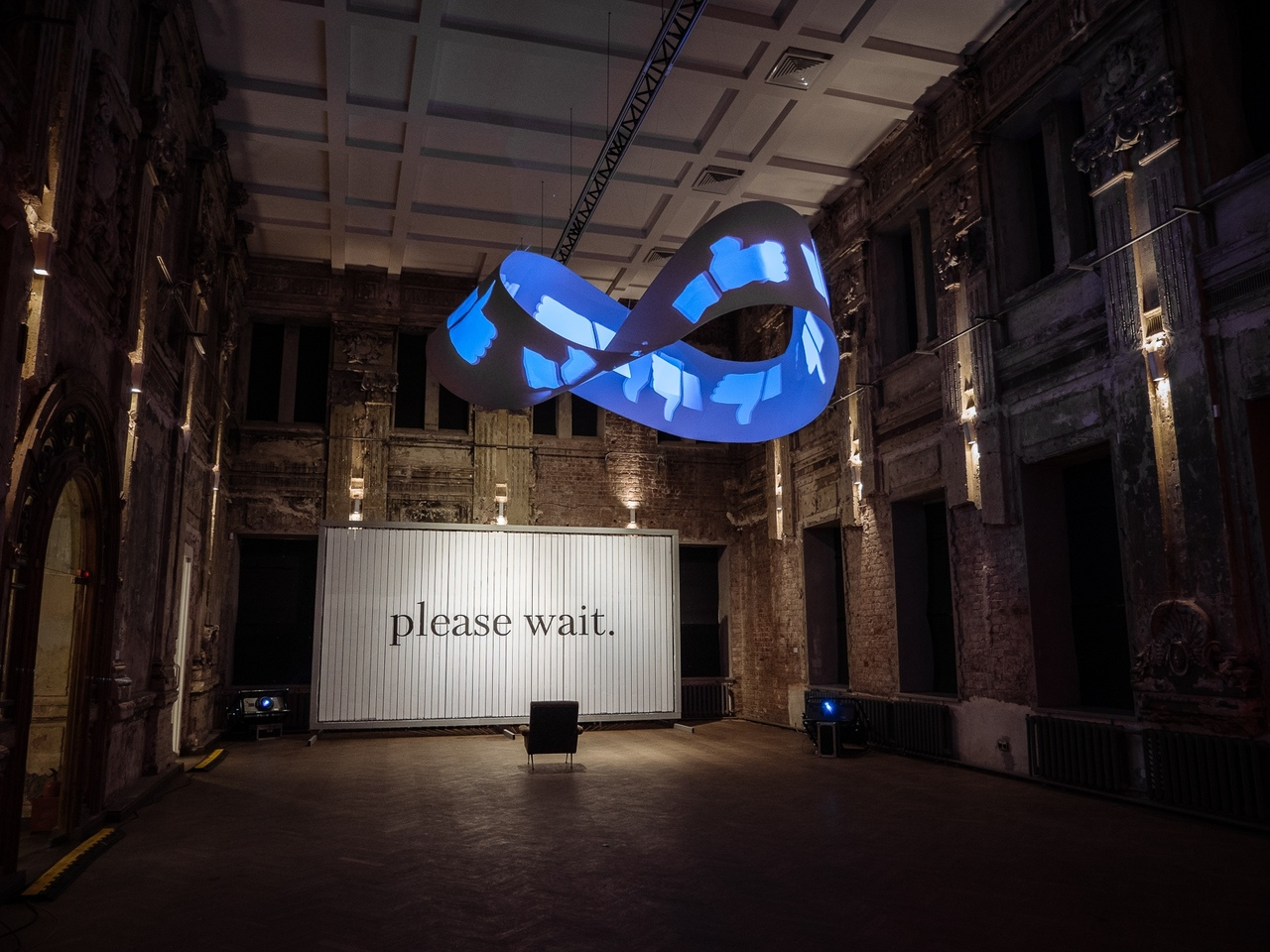
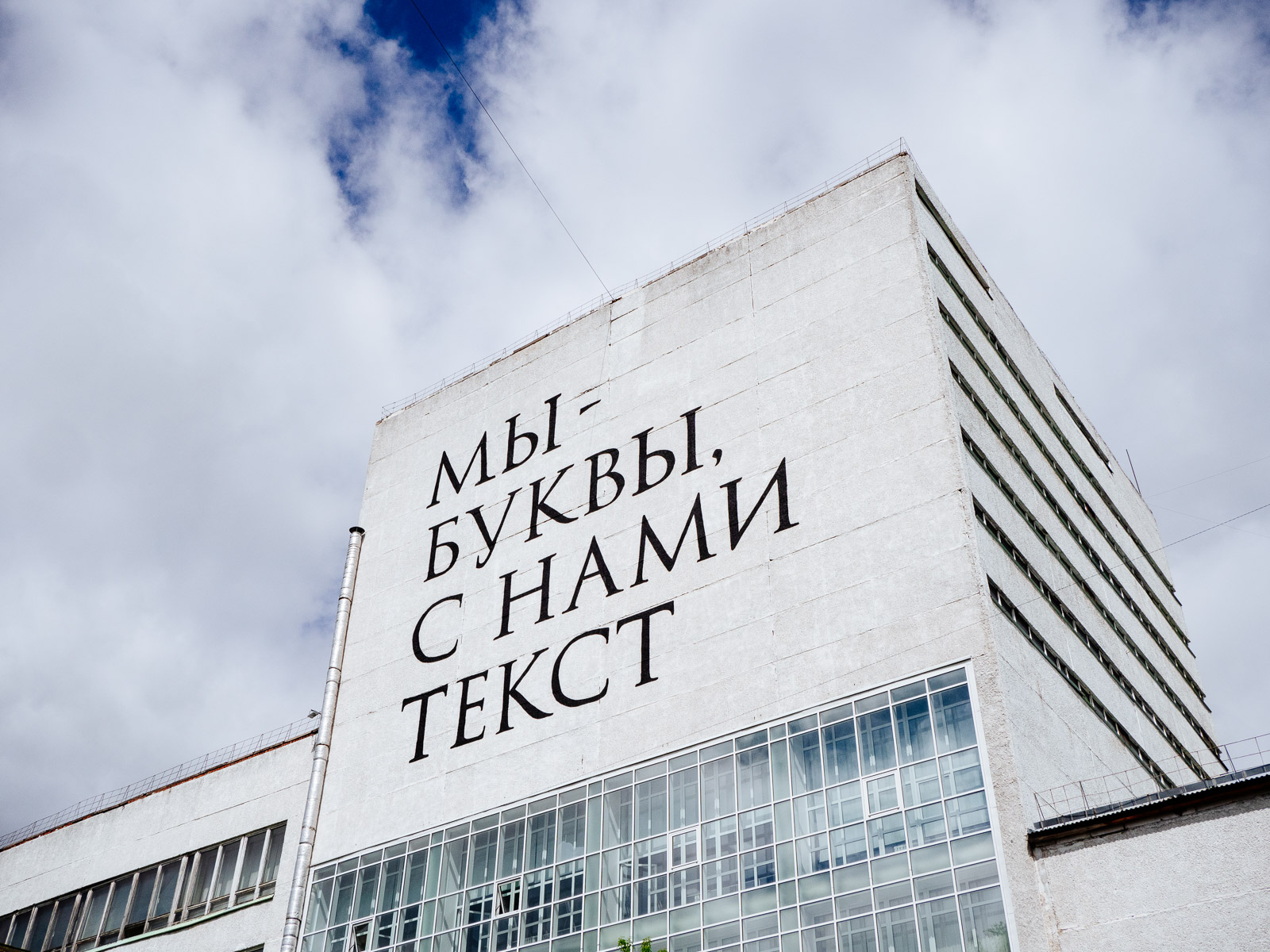

В своих произведениях размышляет об изменениях, вызванных ускорением информационных потоков, феномене времени, раскрывает функционирование языковых и культурных явлений в лаконичных и зачастую ироничных формах. Использует текст как один из основных художественных приемов, точно вписывая его в окружающую среду или превращая в перформативный акт. Постоянно экспериментирует с новыми способами взлома городского пространства.

### Анатолий Акуе
Анатолий Акуе (1986, Москва) — представитель московского уличного искусства, начал рисовать граффити ещё будучи подростком в 1997 году. В 2004 году начал заниматься трейн-бомбингом или трейнрайтингом и присоединился к команде граффити-художников KGM. В 2005 году создал свое первое граффити на фасаде дома в Москве. Был соорганизатором и участником фестиваля «Paint Methods», фестиваль проходил в четырёх российских городах: Красноярск, Омск, Новосибирск, Барнаул. С 2009 года занимается просветительской деятельностью: проводит лекции и мастер-классы по всей России. В 2014 году в рамках проекта Retreat в Музее стрит-арта создал масштабное граффити площадью около 300 кв.м. Уже в 2019 году реализовал проекты «Королевство богов» площадью в 1569 м² и «Без названия» в МПЗ им. Казакова площадью 2000 м².
Его работы основаны на синтезе экспрессии и выразительности, точности к деталям, пропитаны смелостью, которая сочетается с некоторым классицизмом. Если он работает со стеной, то это будет огромное художественное произведение, которое не совсем соответствует тому, что обычно понимают под мурал-артом. Буддийские мотивы просматриваются во многих произведениях. Художник Анатолий Aкуе — буддист, который постигает мир и себя самого. Он сочетает различные техники изобразительного искусства и постоянно ищет самые лучшие способы передачи своих идей многочисленным зрителям.

Сегодня Анатолий Аkue продолжает развивать свой индивидуальный язык и художественное мышление в направлении современного искусства. Как отмечает сам художник, сегодня поверхность — стена это или холст — уже не имеет дня него первостепенного значения, выступая просто в качестве носителя изображения. Со времени рисования на улице Akue изучил множество техник и подходов, в том числе живопись, которую он удачно комбинирует со спреем, сосредоточившись на геометрической и беспредметной абстракции и философских темах. Свой индивидуальный художественный стиль Анатолий Akue выработал в процессе многочисленных путешествий по Европе и Азии, фокусируясь на развитии своих внутренних качеств через медитацию и искусство. Его работы отражают попытки найти новый язык, при помощи которого можно выразить идеи буддизма и жизненный опыт посредством искусства.
— Энциклопедия российского уличного искусства. М.: 2019
Работы художника представлены в коллекциях в Испании, Италии, Канаде, Швейцарии, Дании, Голландии и других странах. Также зрителям известны коллаборации Анатолия Акуе с такими популярными брендами, как Nike, Suzuki, Starbucks, Adidas и МТС.

### Дмитрий Аске
Дмитрий Аске (1985, Москва) — художник, который пришел в современное искусство, имея за плечами опыт граффити-райтера. Несколько лет Аске издавал русскоязычный журнал Code Red. Впоследствии издание перешло в сетевой формат и сменило название на Vltramarine. Параллельно Аске работал с цифровой графикой и иллюстрацией, сотрудничал с такими брендами, как Nike и Reebok, и был сооснователем отечественной марки уличной одежды Code Red. Сейчас Дмитрий — участник музейных и галерейных выставок. В 2010-х он ярко заявил о себе на двух Московских биеннале искусства уличной волны «Артмоссфера», где выступал одновременно как художник и куратор. В 2018 году в рамках биеннале он подготовил документальную выставку об истории уличного искусства в России с середины 1980-х по сегодняшний день. А его цикл лекций на данный момент является наиболее полным исследованием мирового граффити и стрит-арта на русском языке. Параллельно со студийными произведениями художник создает скульптуры и монументальные росписи, которые можно увидеть на домах в Москве, Нижнем Новгороде, Салавате, Выксе и Мангейме.
Аске сделал свою первую работу из дерева в 2009 году для ежегодной выставки Faces & Laces, посвященной уличной культуре. Два года спустя этот опыт послужил толчком для изобретения собственной оригинальной техники мозаичного рельефа. В его основе лежит реалистическое изображение — фотография или кадр из фильма, по которым художник делает авторские эскизы. Они переводятся в векторный формат, а затем в чертежи для лазерной резки деталей. После чего картина собирается из фанерных элементов как конструктор. Сам Аске говорит, что на его творчество повлияли Lego, видеоигры, советские мозаики и плакаты, которые остались в его памяти с детства. Яркие цветные произведения состоят порой из нескольких сотен фрагментов, напоминая мозаику, рельеф и витраж. При этом стиль этих объемных картин отсылает к компьютерной графике, напоминая кадры из анимационных фильмов или изображения, увиденные в очках виртуальной реальности. Таким образом, художник визуализирует взгляд человека сквозь призму цифровых технологий.
В 2019 году Дмитрий создал панно в здании Ленинградского вокзала в Москве и принял участие в групповой выставке «Русская сказка: от Васнецова до сих пор» в Новой Третьяковке. Вошел в состав редакции «Энциклопедии российского уличного искусства» (2019). В 2020 году в галерее «Ruarts» прошла персональная выставка под названием «За мгновение до рассвета». В 2021 году прошла персональная выставка Дмитрия «Отблеск будущего» в «Галерее 9Б» в Нижнем Новгороде.

### Андрей Бергер
Андрей Бергер (1986, Барнаул) — российский мультимедиа художник, работающий на стыке искусства, науки и новых технологий. Пришел в современное искусство через граффити. Занимается скульптурой, графикой, инсталляцией. В 2009 году окончил Алтайский государственный технический университет, получив квалификацию по специализации «Дизайн архитектурной среды». Интерес к изучению города как среды обитания органично применяет в стрит-арте уже более 20 лет. В 2018 году стал членом Творческого союза художников России. Организует стрит-арт проекты и фестивали. Занимается кураторской поддержкой молодых российских художников уличной волны. Основатель стрит-арт платформы FGA.

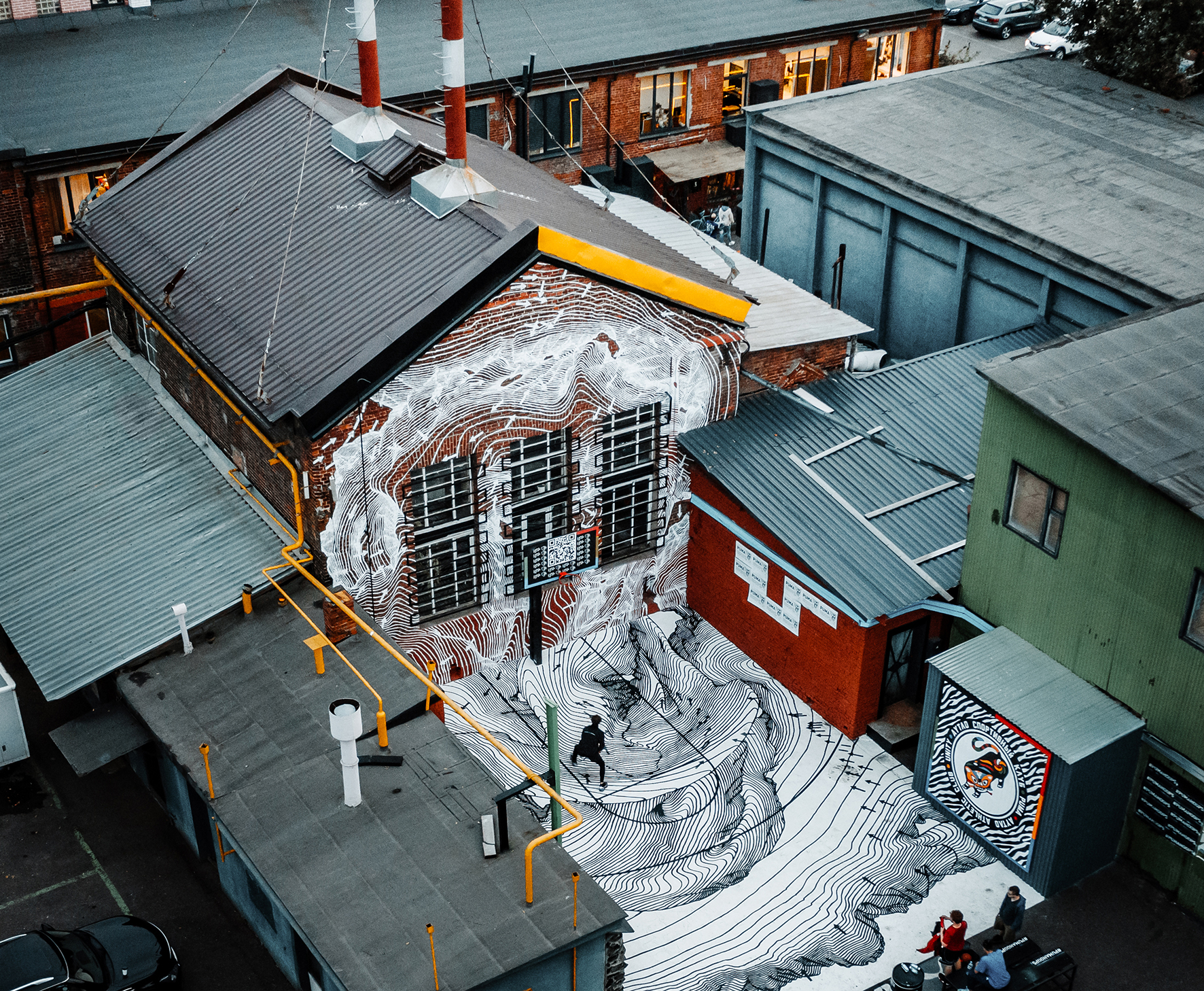
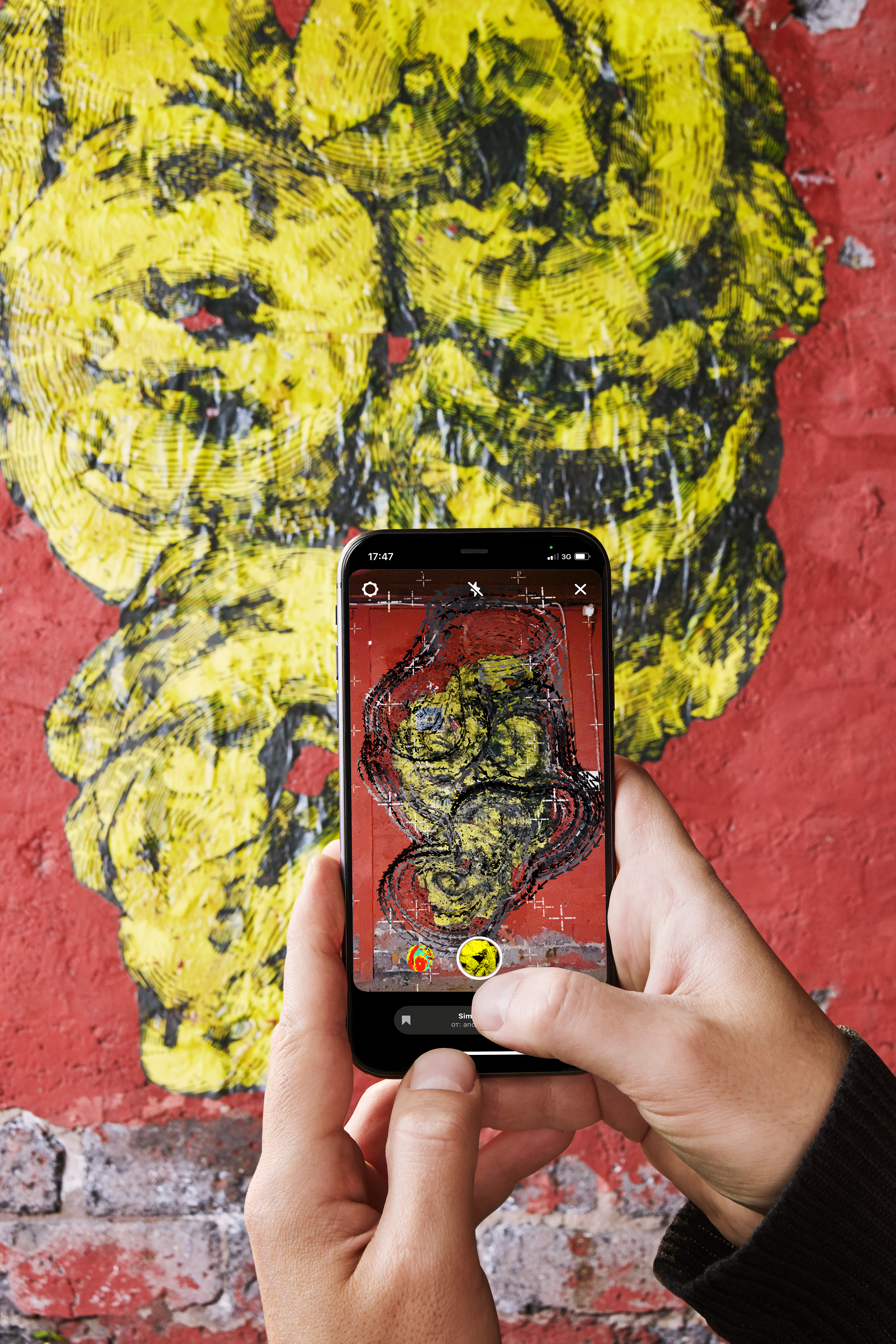
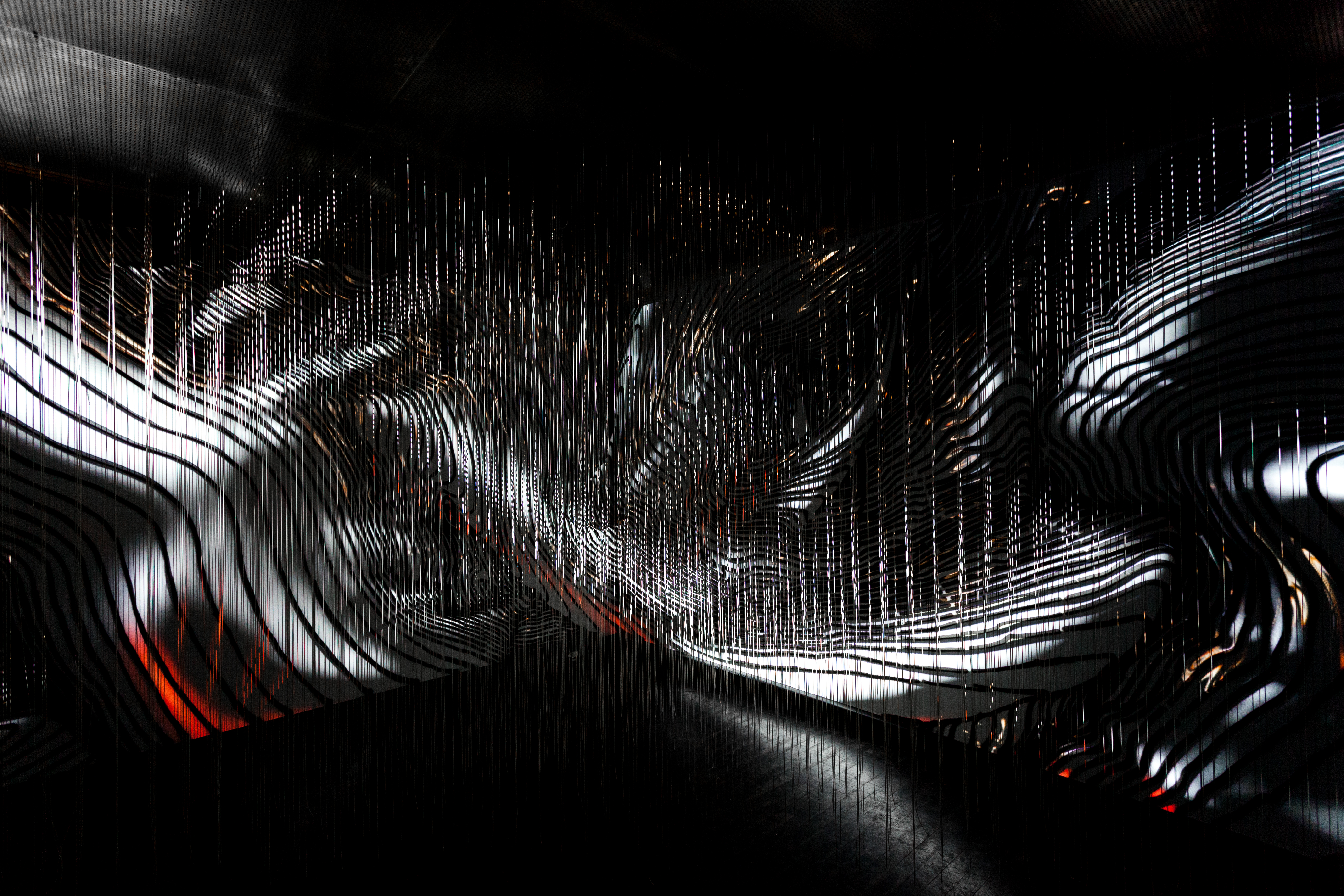

В 2019 году в Нижнем Новгороде в рамках фестиваль аудиовизуального искусства «Intervals» Андрей Бергер расписал здание заброшенного элеватора мукомольного завода. Проект был аудиовизуальной коллаборацией с командой Dreamlaser. На время фестиваля роспись здания дополнили анимированной проекцией по технологии paint mapping. В сентябре 2021 года проект «Режим Видимости» Андрея Бергера получил приз российской премии в области современного искусства «Инновация» в номинации «Проект года». На выставке был представлен многосоставной проект «Режим Видимости», включающий в себя: кинетический объект — движущуюся трёхмерную модель Китай-города, одного из районов Москвы, электронную начинку, лазерную установку, элементы 3D печати. Андрей также активно сотрудничает с международными компаниями и создает проекты в рамках коллабораций с известными брендами, среди которых Art Made, Adidas, Superdry, Xiaomi, Swatch и другими. Темой новых технологий и дигитализации городского пространства увлечен последние четыре года. Создает муралы на стенах зданий по всему миру. Работы находятся в коллекциях Государственного музея архитектуры имени А. В. Щусева, Фондов RuArts и Artmossphere. Живёт и работает в Москве.
Андрей Бергер (Абер) отличается проработкой деталей и стремится к синтезу граффити и абстрактного рисунка. Он всегда был далёк от стандартного понимания граффити как райтинга. Какие-то надписи встречались в его произведениях лишь в самом начале пути. Впоследствии он практически полностью от них отказался и стал художником линий. По его мнению, сибирские школы граффити, к которым он имеет непосредственное отношение, появлялись в наиболее благоприятных условиях.
Совместно с коллекционером уличного искусства, куратором Романом Жавнером основал проект Urban Files. Urban Files — первая NFT-коллекция в мире, посвящённая уличному искусству. Проект Urban Files позволяет купить граффити или мурал в том виде, в каком он был создан художником на стенах в городском пространстве. Urban Files — это не просто первая попытка архивация мирового уличного искусства в формате NFT, а бессмертие, возможное благодаря блокчейн-технологиям. Проект создаётся и курируется совместными усилиями российского стрит-арт комьюнити.

### Александр Блот
Александр Блот (1990, Пенза) — современный художник, преимущественно занимается стрит-артом, работает на улице с 2008 года. На стенах и холстах работает над персонажами в сюрреалистической манере. Образный ряд его произведений построен на символах и визуальных аллегориях. В живописи обращается к философским темам и «вечным» вопросам. Работы Блота гармонично вплетаются в пространство вокруг и по цвету, и по форме. Часто своих героев, воплощающих альтер-эго художника, создает в заброшенных зданиях. Он мастерски работает с интерьером покинутых домов — в рисунках часто обыгрывается фактура стен или рисунок обоев, а также предметы обстановки, оставленной хозяевами.
Фирменными работами художника стали люди-насекомые/животные, которые выглядят чаще всего жутко и на первый взгляд провоцируют дискомфорт. Но чем больше работ просматриваешь, тем глубже проникаешься этой неудобностью, создается впечатление, что перед глазами визуальное воплощение романов Кафки. В этом отношении Саша выработал индивидуальный стиль и жанр, и после знакомства с его творчеством на улице наверняка с ходу опознаешь работу автора.

За весь свой период рисования, мне кажется я поменялся, взрослее стал, более жизнерадостным, рисунки стали более позитивными и более осмысленными. Раньше я вкладывал в них больше энергетического посыла, чисто эмоции. Очень помогало избавляться от негативного, нервного внутреннего состояния, в жизни был более спокойным от этого. Это была одна из важных причин идти и рисовать. Сейчас по мимо эмоционального очень хочется вкладывать замысел, идею, историю в рисунок, то что беспокоит, то о чём нельзя не думать, то что происходит со мной и с людьми. Часто я вкладываю идею, о которой нужно напомнить не только людям, но и себе самому.
— Александр Blot (Пенза) // Граффити-каталог «Urban Roots»
В 2015 году в Санкт-Петербурге создал работу на территории «Музея уличного искусства», в 2017 году кураторы музея пригласили художника на масштабную выставку «Праздник к вам приходит», на которой Блот создал монументальную работу «Переворот». Также в 2017 году в Санкт-Петербурге стал участником проекта «Артификация». В 2017, 2018 и 2020 годах стал участником международного фестиваля «Место» проходящего в Нижнем Новгороде. В 2018 году стал участником Биеннале искусства уличной волны «Артмоссфера» проходящего в Москве. В 2019 году приняла участие в испанском фестивале «PaRedes festival». В 2022 году стал художником в коллективной выставке «TRUE ЛИ» в московском фонде «Ruarts».

### Александр Демкин
Александр Демкин (Рязань) — уличный художник из Рязани, также известный как Dyoma 21, активный участником фестивалей уличного искусства по всей России. Начал свою творческую деятельность в качестве граффити райтера в середине 2000-х. На пути становления он прошёл путь от традиционного написания своего псевдонима, до работы с образами в контексте города. Эксперименты с различными стилями и граффити бэкграунд — дали почву для формирования индивидуального узнаваемого стиля и техники. Основным жанром его работ является — сюрреализм. Этот визуальный язык наиболее органично перекликается с мироощущением художника и в большей мере позволяет раскрыть аллегоричные замыслы его произведений.
Обычно в произведениях Александра изображены образы людей в разных ситуациях. Чаще всего они словно искажены цифровыми помехами. Этот авторский прием отсылает к произведениям глитч-арта, что производит гипнотизирующий эффект на зрителя. Например, как огромный мурал «Без контакта» с распадающимися на части скейтерами, созданный для арт-проекта «Сказки о золотых яблоках» в Альметьевске. Или в питерском Севкабеле монументальная работа «Погружение», которая была создана для фестиваля Present perfect и посвящена растворению человека в электронной музыке.

### Александр Жунёв
Александр Жунёв (1984—2018, Пермь) — уличный художник из Перми, куратор и организатор фестиваля уличного искусства «Экология пространства», проходившего в Перми и Пермском крае в 2012, 2013 и 2014 годах. Художник работал с разными стилями и направлениями стрит-арта, придумывал свои уникальные техники. Александр Жунёв активно создавал проекты по всей России — от монументальных росписей на высотных фасадах до небольших партизанских изображений, вписанных в городские объекты.
В 2009 году Александ Жунёв создал портрет Сергея Есенина высотой свыше 12 метров и площадью 160 м². на заброшенном долгострое на перекрёстке улиц Куйбышева и Луначарского в Перми. На здании примыкающем слева от портрета Жунёв поместил два первых четверостишия стихотворения «Не жалею, не зову, не плачу…», написанного Есениным в 1921 году.
В 2015 году Александ Жунёв получил всероссийскую известность после того как 12 апреля (в День космонавтики) разместил работу «Гагарин. Распятие» на перекрёстке улиц Советской и Куйбышева в Перми. На рисунке был изображён первый космонавт Юрий Гагарин, распятый на кресте. На следующий день работа «Гагарин. Распятие» была уничтожена по заявлению депутата Пермской городской думы, заммэра Перми Юрия Уткина — наклеенный рисунок соскоблили болгаркой, а через некоторое время закрасили всю стену, хаотично расписанную «тегами». Инцидент с публикацией рисунка «Гагарин. Распятие» и его уничтожением вызвал бурную дискуссию. Александр разрешил свободно использовать его работу.
В 2017 году в рамках проекта «Место» Александр Жунёв создал работу «Горький-Пешков» и провел мастер-класс, на котором рассказал про свою уникальную технику под названием «пиксель-скотч-арт».
Скончался во сне от остановки сердца в ночь с 9 на 10 августа 2018 года, направляясь в поезде из Москвы в Пермь.
В 2021 году в Перми в Центре городской культуры в память о художнике состоялось открытие выставки «Укрась\измени город». На выставке представлены произведения из личного архива Александра Жунёва.

### Арт-группа «Злые»
Арт-группа «Злые» (2004, Каменск-Уральский) — российская группа мультижанровых художников с постоянно меняющимся составом, основана в 2004 году. Начав путь как граффити-команда в городе Каменск-Уральский Свердловской области, «Злые» постепенно отошли от эстетики граффити и начали заниматься стрит-артом и современным искусством.
Первые крупные проекты арт-группы были созданы в Екатеринбурге, и в них сразу обозначилась стилистика арт-группы: «Мрачная ирония и зачастую жёсткая подача работ выявляет социально-культурные противоречия и создаёт иммунитет против бреда.» Затем география и форматы деятельности «Злых» расширилась — их уличные работы стали появляться в других крупных городах России и за рубежом, творчество группы было представлено на крупных культурных событиях6 на III, II биеннале искусства уличной волны «Артмоссфера», в 2017 году «Злые» участвовали на Триеннале российского современного искусства (Гараж), в 2015 году их работы были представлены в Екатеринбургне на III Уральской индустриальной биеннале современного искусства.

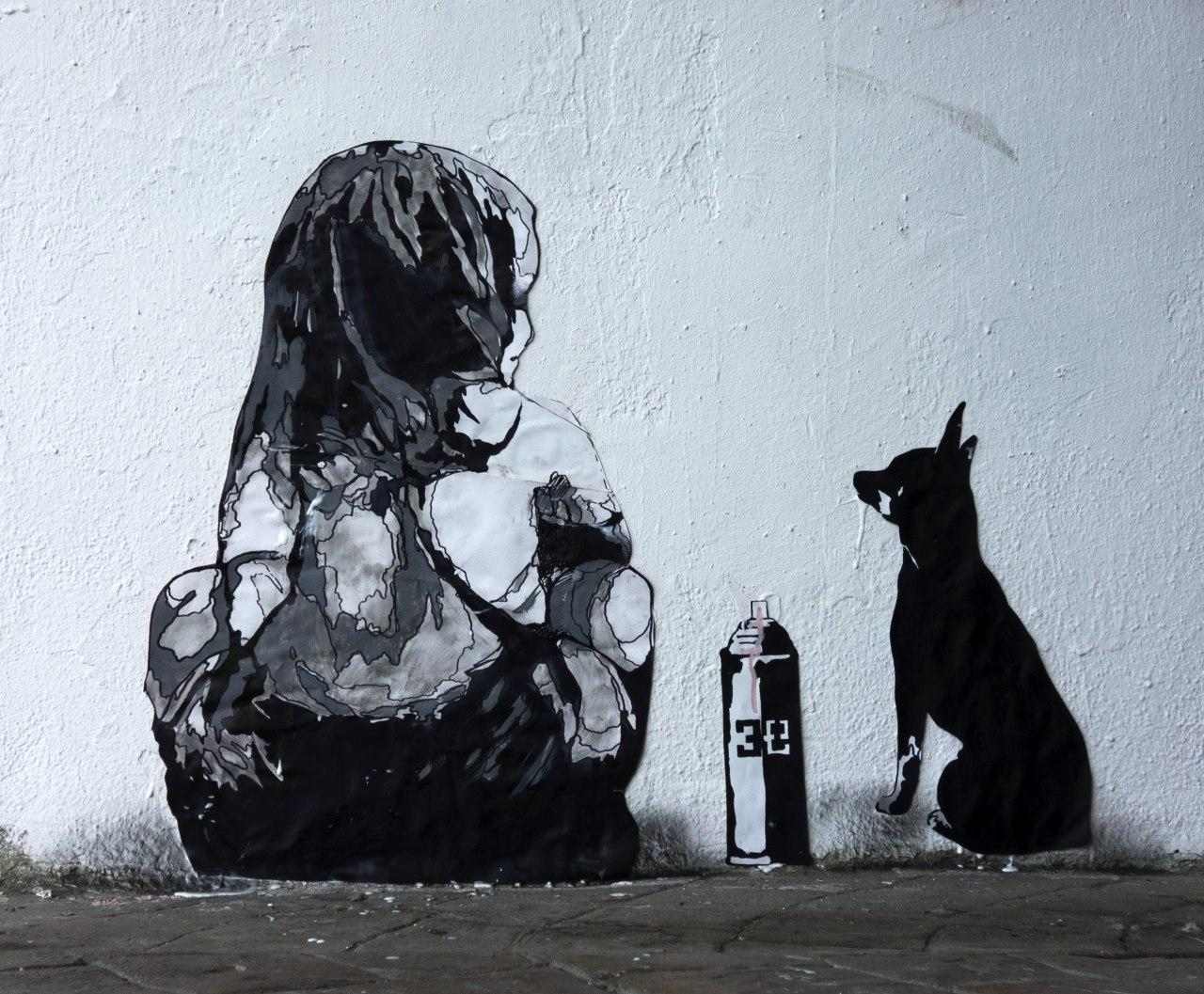
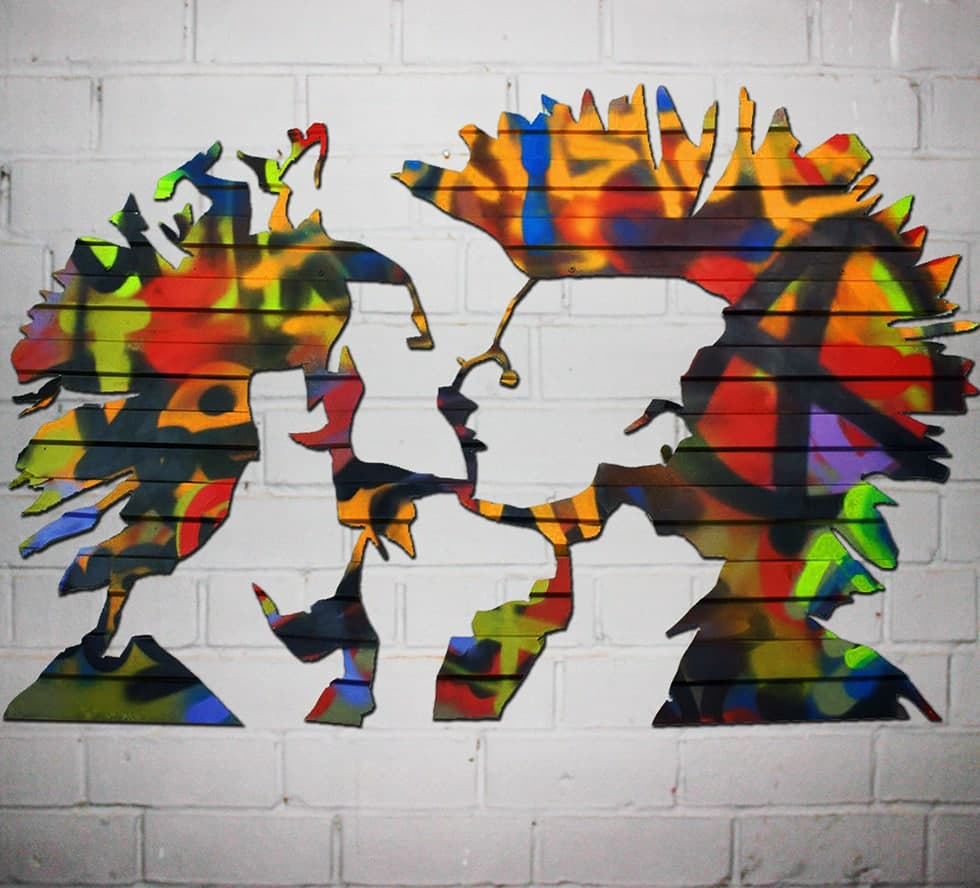
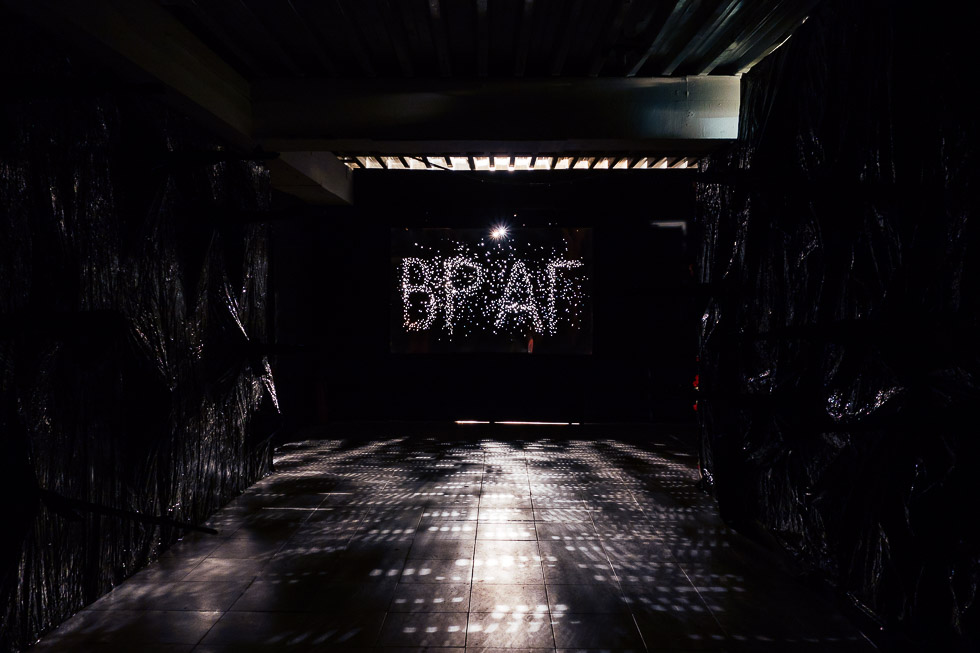
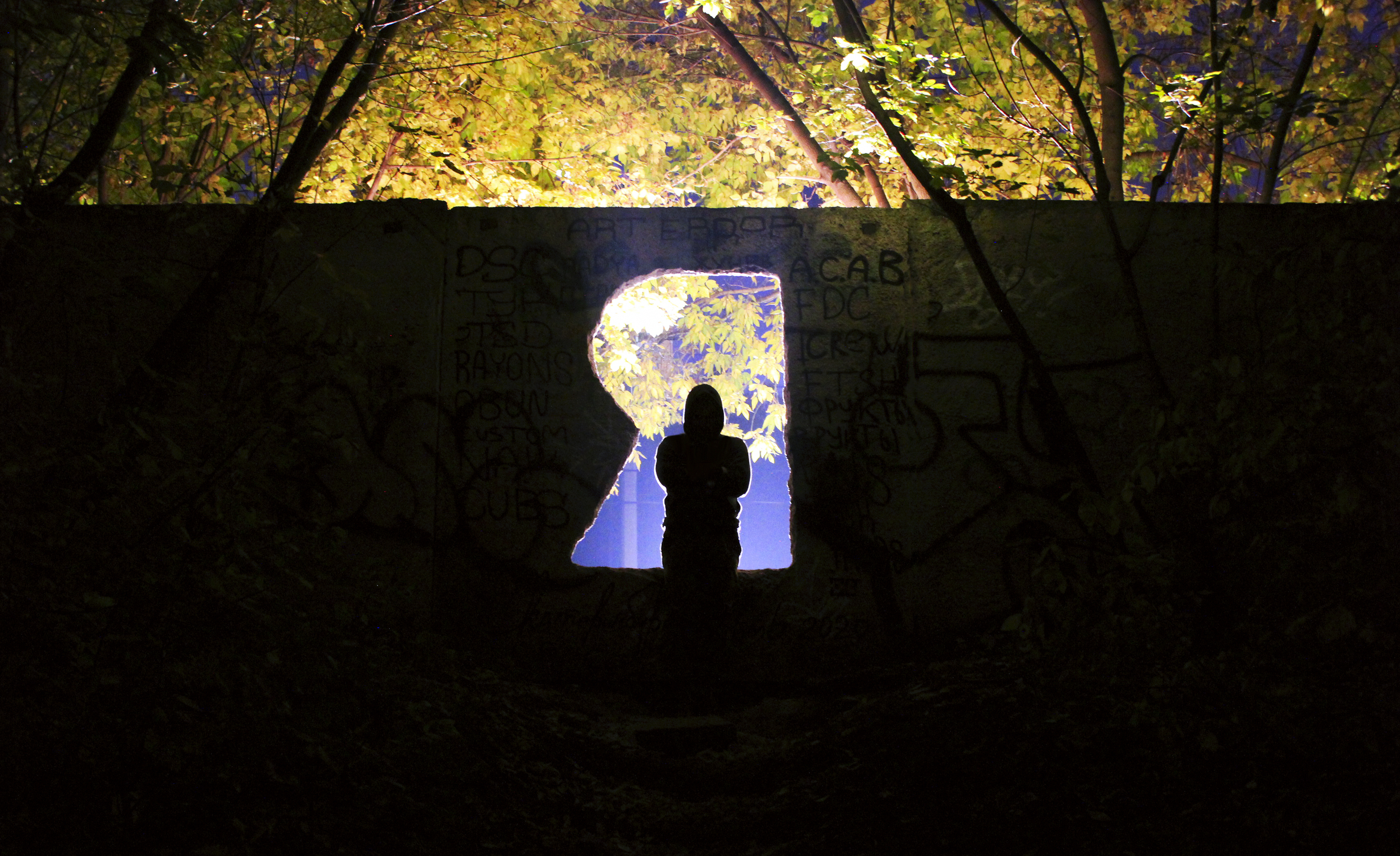

### Кирилл Кто
Кирилл Кто (1984, Зеленоград) — уличный художник, куратор и исследователь уличного искусства. В 1999—2000 годах он вступает в группу T4R, организовывает Зеленоградский фестиваль граффити. В 2001 году —становится участником знаменитой граффити-команды «Зачем» (из команды уходит в 2009 году). Уже в это время Кирилл пытается, по его выражению, «разгерметизировать» стрит-арт, обратиться через него не только к «своим», но и к любому зрителю-прохожему. В 2005 году формирует свою команду — No Future Forever, в рамках её работы осмысляя тупик, в который зашло тогда уличное искусство, сосредоточенное на бесконечном самоутверждении в тегах и никнеймах. В 2005—2008 годах, работая в только-только образовавшимся ЦСИ «Винзавод», участвует в организации фестиваля уличного искусства «Граффити-Винзавод». В 2010—2013 там же делает несколько проектов: с 2010 года на «Винзаводе» появляется место для легального рисования и создаётся платформа для взаимодействия уличных художников в рамках проекта «Стена» — за два года на специально отведенной длинной стене было создано более 20 художественных работ, в 2012 году Кирилл расписывает переход от Курского вокзала к «Винзаводу». В 2011—2013 годах художник развязывает личную эстетическую «войну» с теггерами, либо закрашивая их, либо сопровождая ироничными надписями. Вместо них Кирилл предлагает ироничные и парадоксальные афоризмы, сначала подслушанные, затем и собственного сочинения. Более того, он начинает сопровождать надписями различные проблемные места в районе своего жительства.
Во второй половине 2000-х формируется узнаваемый стиль Кирилла Лебедева (Кто): лоскут из ярких, сочных цветных квадратов, разноцветные буквы (этот графический язык родился благодаря тому, что Кирилл в определённый момент пользовался остатками красок, доставшихся от других художников), странные персонажи (например, Пуговица и Лестница-Самолазка), логоцентричность — слово его основная стихия. Цитаты, афоризмы цитированные и собственного сочинения, неожиданные вопросы, написанные разноцветным «скачущим» шрифтом, — в них ирония и парадокс повседневной действительности, постоянное сомнение как в реалиях жизни, так и в самом себе. По сути каждое из «изречений» — концентрированное философское исследование, которое Кирилл выражает формульно и вместе с тем многослойно, тонко работая с особенностями орфографии, пунктуации и многозначностью слов русского языка. Начиная с 2010 года Кирилл вырезает в виниловых баннерах, заполонивших Москву и скрывающих от прохожих стены домов, глаза: они и наблюдают за прохожим, и дают ему возможность увидеть, что происходит «за занавесом».
С 2013 года Кирилл Лебедев редко работает на улице, сосредоточившись на «интерьерных», по его определению, работах, выполненных в традиционных техниках графики и живописи: краски, холст, фломастер, бумага. Однако в его работах все равно живёт пытливый ум, постоянно задающий себе и окружающему вопросы, отвечающий на них все в той же парадоксальной манере. Впрочем, во многих из них Кирилл оправдывается за то, что его работы «живут в интерьере», а не на улице. Хотя современный стрит-арт, как кажется, во многом изменил своему полемическо-демократическому призванию, все равно художник чувствует свою ответственность за него и его историю. И в коллекцию его парадоксов добавлены ироничные размышления о «прирученном», «домашнем» стрит-арте.

В 2022 году Институт исследования стрит-арта при поддержке фонда InLoco выпустил книгу Кирилла Лебедева (Кто) «Беседы с самим собой Пашей 183, Худым, Шухером, Чубом, Реном, Баскетом, Ликвидом, Шоном, Поносовым, Алексом, Блезом, Целуйко, Акуе, Мэйком, Максом Навигатором». В книге с каждым собеседником Кирилл обсуждает разные темы, но общим знаменателем всё равно остаётся диалог двух схожих по духу людей. Книга бесед знаковой фигуры российского уличного искусства Кирилла Лебедева (Кто) с наиболее заметными четырнадцатью представителями граффити-движения конца 2000-х даёт возможность заглянуть внутрь этого закрытого сообщества. Документальное и одновременно художественное повествование о современности, улице и искусстве. Работа над книгой продолжалась с 2009 по 2022 год.
Дело в том, что я так или иначе наблюдал за всем путём развития тех людей, которых знал. Видел их взлёты и падения, мог расходиться с ними во мнениях, ругаться и потом сходиться. Короче, это можно было бы назвать «Кирилл и его друзья».

### Алексей Лука
Алексей Лука (1983, Москва) — современный художник, представитель движения уличного искусства в России, чей творческий метод обращен к абстрактной живописи, а также переосмыслению модернистских традиций неопластицизма и конструктивизма в городском пространстве. Алексей Лука много работает с архитектурной формой и фактурой материалов, создавая произведения в техниках коллажа и ассамбляжа и используя различные медиа, будь то живопись, графика, объекты, инсталляции и site-specific проекты.
Интерес к архитектурной составляющей, как и увлечение граффити и стрит-артом появились у Алексея Луки еще в годы учебы в Московском архитектурном институте. Постепенно уличное искусство становилось в России все более заметным художественным течением, вместе с фестивалями и биеннале приобретая институциональное признание. Параллельно с этим процессом росло желание Луки трансформировать свое хобби и способ самовыражения в профессиональную художественную практику. Уже в это время, после окончания МАРХИ в 2006 году, он начинает активно заниматься паблик-артом в городских пространствах.
На протяжении своей творческой карьеры Алексей Лука сохраняет приверженность сдержанной, преимущественно теплой гамме и точному обращению с фактурой и материалами, однако начинает работать во все более разнообразных техниках, не ограничиваясь форматом настенной росписи. Он не только переносит свои геометрические работы на холсты, но и много внимания уделяет коллажу и ассамбляжу.
Для Алексея Луки нет существенного противоречия между галерейным и общественным пространством, поэтому его ассамбляжные конструкции можно встретить как в нишах городских стен, так и в галерейном пространстве: в виде отдельных панно или скульптурных композиций, составленных из найденных на улице объектов. Так, в Галерее Ruarts работы Луки были представлены на совместных и коллективных выставках («Части стен» 2014; «Непредвиденные обстоятельства» 2015; «Дачный сезон» 2017; «Части стен 2» 2018). Отдельного внимания заслуживают масштабные муралы, создаваемые художником в рамках различных паблик-арт фестивалей во всех точках мира с 2012 года: Москве, Санкт-Петербурге, Нижнем Новгороде, Ростове-на-Дону, Астрахани, а также во многих городах Италии, Испании, Германии, Дании, Франции, Эстонии, Словакии и Марокко.
Опираясь на свое архитектурное образование и собственные исследования фактуры и геометрии урбанистических пространств, Лука создает муралы, которые не скандально врываются в привычный ландшафт, а органично встраиваются в визуальный образ города, учитывая его архитектуру и цветовую гамму. Цвет у Луки не перебивает форму, а лишь лучше выявляет ее, подчеркивая фактуру материалов стен. Работа художника становится естественной частью городского района, но дает зрителю его новое прочтение, представляя в виде своеобразного пазла, который нужно расшифровать и собрать воедино.
Алексей Лука — регулярный участник российских и международных биеннале (8-я Московская международная биеннале современного искусства; I, II и III Биеннале искусства уличной волны «Артмоссфера» (2014,2016, 2018 гг.), 6-я Биеннале в Марракеше, Марокко (2016 г.), а также крупных групповых проектов в сфере уличного искусства: фестиваль «Новый Город: Древний» (2014), фотоальманах Алексея Партола «Части стен 2» (2018), выставка «Части Стен» в ЦВЗ Манеж в Санкт-Петербурге (2018), выставка «Стена» в рамках Форума уличного искусства в ММОМА (2019), фестиваль «Место» (2021). В 2020 году выполнил дом-антресоль в арт-парке Никола-Ленивец и принял участие в фестивале «Здесь и сейчас». В 2021 году сделал мурал на административных зданиях музея Москвы.

### Илья Мозги
Илья Мозги (1988, Шадринск) — современный художник из Екатеринбурга. Он работает в самых разных техниках стрит-арта. Начинал с традиционного граффити в 2004 году. Окончил Уральский федеральный университет имени первого Президента России Б. Н. Ельцина по специальности «Реклама и маркетинг». В работах преобладают монохромные цвета, четкие трафаретные формы и минималистичные шрифты. Визуальная часть рисунка сведена к минимуму, а на первый план выходит ироничный остросоциальный текст, вдохновленный рекламными слоганами. Илья Мозги занимается также занимается студийной практикой, участвует в выставках и ярмарках современного искусства и международных паблик-арт фестивалях. Является соорганизатором партизанского фестиваля уличного искусства «Карт-бланш», который проходит в Екатеринбурге с 2018 года.

### Марат Морик
Марат Морик (1982, Академгородок) увлекаться живописью еще в раннем возрасте посещая художественную школу и изучая альбомы с работами великих мастеров прошлого. В 1998 году с появлением интернета Марат узнал о хип-хоп культуре и увлекся граффити, получил навыки рисования аэрозольной краской и начал много экспериментировать со шрифтами.
В середине 2000-х годов Морик начинает сотрудничать с Андреем Бергером (Aber). Вместе они организуют различные мероприятия, связанные с граффити и стрит-артом, в том числе фестиваль Paint Methods, проходящий в крупных городах Сибири, а также открывают тематическое граффити-агентство FGA. В 2010-х Марат перестал связывать свое творчество исключительно с хип-хоп культурой и начал экспериментировать с сюжетами и техниками, смешивать абстрактную и фигуративную живопись, изучать современные художественные тенденции. Для художника важна работа с фактурой и материалом, элементами типографики. Помимо создания настенных росписей, он также делает иллюстрации и акварели, пишет на холстах.
Если раньше он работал преимущественно с акрилом и аэрозольными баллонами, которые позволяли ему создавать градиент и необходимую текстуру, то теперь отдает предпочтение маслу. Коллажный метод, широко применяемый Маратом Мориком, позволяет ему сочетать разные приемы и техники. Как правило, его работы не связаны между собой одной темой, а воплощают отдельные впечатления от пережитого опыта. Марат много работает с архивами, компонуя в своих работах найденные интересные сюжеты с ситуациями, увиденными им в обычной жизни. Опыт в создании городских муралов обогатил творческий метод художника: в работах Морика прослеживается сильное влияние школы монументального искусства.
В проекте под названием «Слабые места» Морик затрагивает тему человеческой уязвимости и слабости. Работы Марата Морика выставляются не только в России, но также в Европе и США. Он активно сотрудничает с галереями уличного искусства по всему миру и является постоянным участником крупных международных стрит-арт фестивалей в Испании, Франции, Италии, Дании, Чехии, Польше, Украине, Канаде, США, Китае и других странах.

### Миша Мост
Миша Мост (1981, Москва) российский художник, работающий так же в области граффити, стрит-арт, паблик-арт. Начал свой творческий путь в 1997 году на заре развития российского уличного искусства. С 2004 создает также живописные работы. В 2006 — начало выставочной деятельности. Произведения художника были представлены на выставках в России, Украине, Азербайджане, Великобритании, США, Италии, Швейцарии, Германии, Франции и других странах Европы. Участник Московской международной биеннале современного искусства и Московской международной биеннале молодого искусства (2011, 2012). Номинант на премию Кандинского (2008). Организатор фестивалей, куратор выставок и проектов, автор лекций, посвященных разным направлениям уличного искусства. Куратор проекта «Стена» на «Винзаводе» (2013).
Работы Миши посвящены проблематике восприятия будущего, таким темам как, влияние науки и технологий на общество в целом, и человека в частности. В 2016 году в Бронксе (Нью-Йорк, США) Миша Most создал одну из своих крупнейших работ за границей (300 м².). В 2017 году на фасаде металлургического завода в городе Выкса (Нижегородская область) художником была создана монументальная работа размером 10 000 кв метров, что является мировым рекордом. Миша также создает работы на стыке искусства и технологий. В сентябре 2017 на персональной выставке на «Винзаводе», Миша представил уникальную разработку, первого в мире запрограммированного рисующего дрона. С 2021 году также создаёт произведения компьютерного искусства, распространяя их в виде NFT.

### Иван Серый
Иван Серый (1991, Нижний Новгород) — нижегородский художник, начинал с традиционного граффити в 2006 году. Участник творческого объединения Your mum’s knight. В основном специализируется на персонажах, сочетающих разные формы и стили — от комических до фотореалистичные изображений. В студийной живописи Иван использует свой граффити-опыт и создает работы с помощью валика и аэрозоля. Получил известность благодаря проекту «Маленькие миры», созданному в 2017 году в соавторстве с Татьяной Константиновой. В пустые ниши в стенах домов монтировались миниатюрные объекты-комнаты, каждая из которых несла посыл к зрителю. Например: «Позвони маме» — история о неосознанном одиночестве, принятии старости и равнодушии близких, а «Рогатка» — о том, как рождается неравенство. Через сюжеты своих произведений автор рассуждает на морально-этические темы, поднимая вопросы взросления человека, взаимоотношений с близкими людьми, затрагивает социально-политические проблемы и т. д.

### Команда «Такнадо»
«Такнадо» (2008, Новосибирск) — команда уличных художников и граффити-райтеров, в состав которой входят: Иван Ягода, Марина Ягода, Иван Fans и Миша Mack. Участники группы «Такнадо» имеют высшее образование в сфере архитектуры, строительства и монументально-декоративного искусства, что позволяет имреализовывать масштабные и средовые работы в их родном Новосибирске и других городах России. Участники команды успели попробовать себя почти во всех актуальных жанрах: граффити, светотеневой живописи, объектно-средовом стрит-арте, мурализме, абстракции, иллюстрации и каллиграфии. В своей деятельности художники стараются готовить горожан к восприятию уличного искусства: «Рисование на улице способно разбавить типовую серость города, показав, что горожанин способен найти ответ своей уникальности в уникальности окружающего пространства, а не просто быть частью безликой массы».
Одной из самых заметных работ группы является композиция из двух башен, расписанных под этикетки советской сгущенки и супа Campbeel’s, выполненная художниками в 2010 году в рамках екатеринбургского, фестиваля «Стенограффия». По словам авторов, этой работой они сопоставляют популярные культуры СССР и США: «Поводом для создания работы стала интересная форма сооружений, Мы как архитекторы любим анализировать такое, а как фантазёры — представить, на что это похоже».

### Максим Трулов и Ксюша Ласточка
Максим Трулов (1991, Нижний Новгород) и Ксюша Ласточка (1991, Санкт-Петербург) — дуэт художников, идеологов и основателей нижегородской арт-группы Your mum’s knight. Максим Трулов — художник из Нижнего Новгорода, который начинал свой путь в 2006 году с классического граффити. Ксюша Ласточка — художница из Санкт-Петербурга, преимущественно работавшая в жанре иллюстрации. В 2015 году она переехала в Нижний Новгород, после чего художники образовали дуэт. Узнаваемый художественный стиль авторов базируется на двух принципах: черно-белая гамма и графичность образов. Художники создают работы внутри собственной Вселенной персонажей. Сегодня она насчитывает около 50 героев. Среди них можно встретить богов и воинов, обычных людей и фантастических живых существ. География Вселенной разнообразна, она включает в себя норвежские берега, заселённые великанами, и маленькие канадские города, колонизированные скейтерами. Вселенная с каждым годом увеличивается и развивается. Художники активно участвуют в выставках современного искусства, а так же в стрит-арт фестивалях.

### Андрей Оленев
Андрей Оленев (1993, Нижний Новгород) приобрел известность в середине 2010-х годов благодаря масштабным росписям, которые создавал на старых деревянных домах в историческом центре Нижнего Новгорода. Актуализация уходящей натуры причудливо сочеталась с авторскими сюжетами, навеянными искусством Северного Возрождения. Участник неформального художественного объединения Muddlehood и сооснователь галереи «ТОЛК», с 2014 года поддерживающей уличных художников Нижнего Новгорода. Работает в разных формах и техниках (живопись, пирография, объект, инсталляция, книга художника). Сегодня Андрей развивает свой живописный метод и в студийных практиках, и в паблик-арт-проектах, и в инсталляциях, где живописные образы получают объём и материальное воплощение.

Участник исследовательского проекта 5-й Уральской индустриальной биеннале современного искусства. Участник групповых и персональных художественных выставок, фестивалей и проектов уличного искусства в Нижнем Новгороде, Москве, Санкт-Петербурге, Перми и других городах России. Является резидент мастерской «Тихая».
Во время своей резиденции в Сатке художник посещал карьеры, производственные цеха, общался с сотрудниками предприятия «Магнезит» и в результате создал собирательный образ работника. Роспись под названием «Рекультивация» расположена на фасаде здания высокотемпературных шахтных печей департамента по производству порошков и занимает площадь 4 600 м2. Её смысловой центр — руки, оберегающие побег растения. Мы не видим лицо человека; герой не помещается в рамке композиции. Такой прием Оленев постоянно использует в своих произведениях. Обезличенность персонажа говорит о том, что ответственность за растение не лежит на конкретной личности — она общая.

### Паша 183
Павел Пухов (1983—2013, Москва), работавший под псевдонимом Паша 183, — московский уличный художник. Работы Павла оказали значительное влияние на развитие и, что не менее важно, на восприятие стрит-арта в России, позволив многим впервые увидеть в акте реапроприации городского пространства полноценное художественное высказывание. Творческий путь Паши 183 во многом уникален для российской художественной сцены: когда-то неформал-граффитчик, за 14 лет он стал автором масштабных инсталляций, разнообразных интерактивных проектов и акций, от стен перешел к холстам и сложным объектам. Работая в подземных туннелях Москвы над уникальным авторским проектом U.L.A. (Underground Light Art), Павел Пухов сумел поставить под вопрос границу, разделявшую в общественном сознании нелегальное уличное искусство и паблик арт.
Работы Паши 183 в основном направлены на расширение видения обычных вещей. Он умел посмотреть на что-то совершенно другими глазами. В результате уличный фонарь становится душкой от очков, изменяется гештальт привычных объектов. Обложка шоколадки «Алёнка», ставшая образом использования ностальгии по СССР в коммерческой продукции «нулёвых», претерпевает ещё одно изменение. Паша 183 монстрирует образ, в нём появляются сюрреалистические черты.

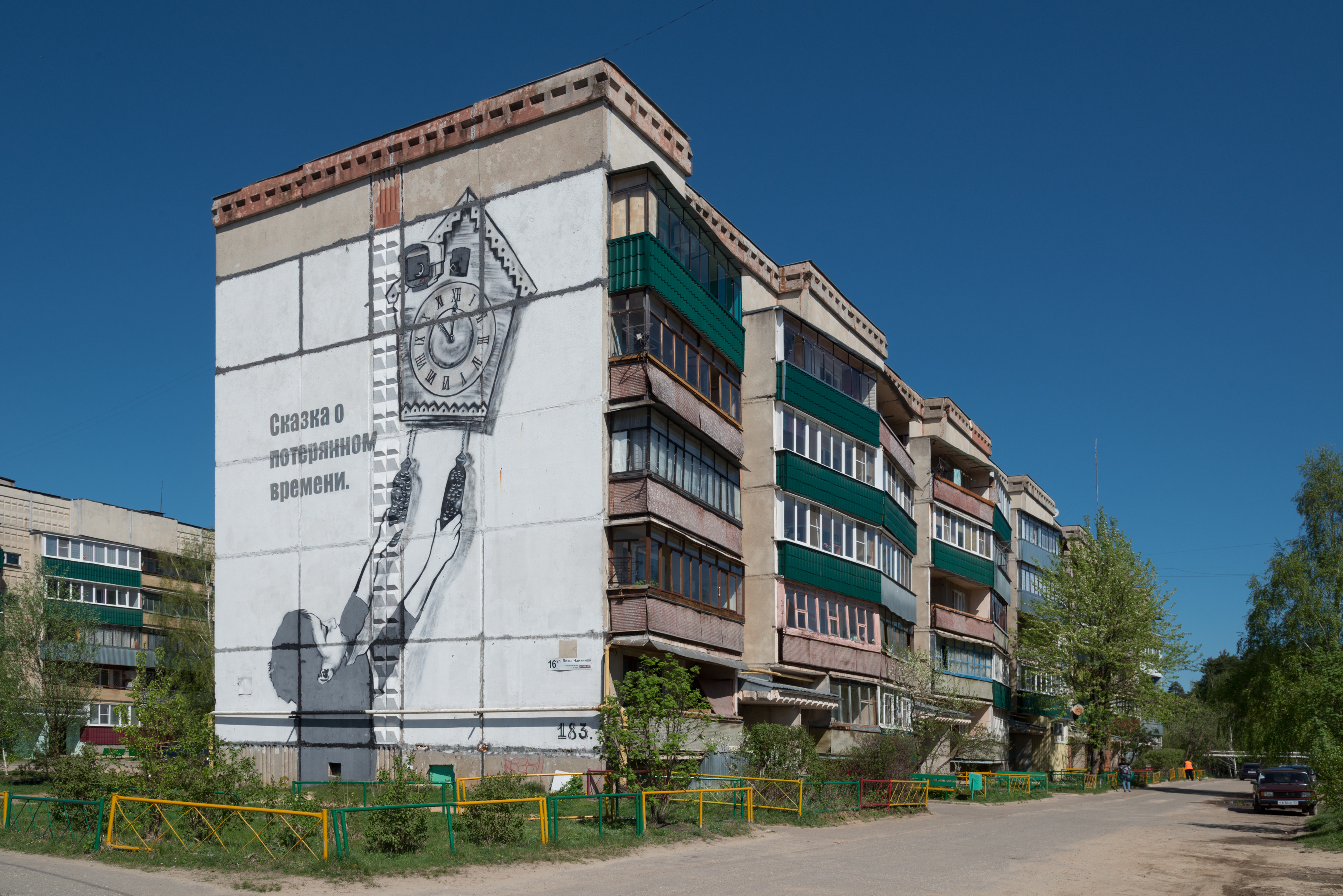
«Сказка о потерянном времени»

В 2003 Паша 183 выпустил печатный зин «Silver Lines». На момент создания Павел рисовал классическое граффити под псевдонимом Хекс.
В 2005 году Паша 183 снял авторский фильм «Сказка про Алёнку 2005».
В 2008 году Паша 183 создал работу «Алёнка», одну из самых цитируемых работ в истории российского уличного искусства. Она была сделана на дорожных плитах на заброшенной стройке национального парка «Лосиный остров» в пригороде Москвы. С годами работа сильно выцветала и была испорчена вандалами. После смерти художника было принято решение вывезти огромную плиту, весом 4, 5 тонны, в Музей уличного искусства. При содействии администрации «Национального парка „Лосиный остров“» удалось вывезти и доставить «Алёнку» в Санкт-Петербург на территорию Музея, где она в течение всего летнего сезона выставляется для широкой публики.
В 2010 году на территории ЦСИ «Винзавод» (Москва) в рамках проекта «Стена» создал монументальную работу «Индустрия». В своей работе автор предельно жестко проблематизирует даже отчасти вульгаризирует современное положение уличного художника в системе рынка и арт-индустрии, так как именно в контексте уличного искусства вечная борьба творческого гения с культурно-политическим заказом власти становится наиболее острой.
В 2012 году в рамках фестиваля «Арт-овраг» в городе Выксе создал монументальную работу «Сказка о потерянном времени». Работа стала самой масштабной в биографии художника. Через несколько лет из-за строительных работ роспись была утрачена. Но в 2020 году работу восстановили по оригинальным эскизам художника.
В 2012 году он принял участие в создании декораций зонг-оперы «TODD» совместно с группой «Король и шут». А в начале 2013-го состоялась выставка живописных работ уличных художников P183 и Nebay в рамках фестиваля «RussenKo» во Франции.
В 2012 году Паша 183 стал известен всему миру благодаря публикациям о его работе в ряде зарубежных изданий, среди которых были The Guardian, The Huffington Post и The Telegraph.
В 2013 году для постоянной экспозиции Музея уличного искусства (Санкт-Петербург) Паша 183 создал монументальную работу «Стены не спят».
Павел Пухов скончался на 30-м году жизни 1 апреля 2013 года в Москве. Вскоре после смерти Павла, британский художник Бэнкси посвятил его памяти работу «P183 R.I.P.».
11 августа 2013 года, в память о Паше 183 нижегородский художник Никита Nomerz презентовал документальный фильм «Паша 183». Показ фильма состоялся в десятках городов России, а позже был представлен в Лондоне и Осло.
В 2014 году в Московском музее современного искусства состоялась ретроспективная выставка художника «Наше дело подвиг!», которая вошла в шорт-лист премии «Инновация». Кураторами выставки выступили Полина Борисова и Кирилл Кто. Выставка так же была показана в ЦСИ «Заря» (Владивосток) и в Музее уличного искусства (Санкт-Петербург). По итогу выставки появилась одноимённая книга с обзором работ Паши 183.

### N888K
Николай Николаев (1986, Москва) — российский художник, работающий под псевдонимом N888K, известный в стрит-арт кругах прежде всего своими нелегальными уличными работами выполненными в трафаретной технике. За свой стиль рисования и метод нанесения изображений на стены с помощью трафаретов, введенный в широкое употребление всемирно известным британцем, получил прозвище «русский Бэнкси» (до него так, по аналогии, называли умершего в 2013 году Пашу 183). Его забавные, смешные, злободневные и остросоциальные партизанские работы вызывают живой отклик и реакцию у проходящего зрителя. Помимо нелегального рисования на улице Николай так же рисует картины на холстах, не ограничивая себя одними лишь трафаретами; он экспериментирует с техниками и материалами, участвует в выставочных проектах, работает с рекламными компаниями и международными брендами (Intel, CAT, PayPal и т. д.).

### Никита Nomerz
Никита Nomerz (1990, Горький) — современный российский художник, куратор, документалист и исследователь уличного искусства. В художественных практиках работает в направлениях: стрит-арт, паблик-арт, инсталляция и др. Первые художественные опыты автора относятся к 2005 году. Кроме объектов уличного искусства создает живописные и графические студийные работы для экспонирования в выставочных пространствах. Для произведений художника характерна категория «site-specific» — использование специфики пространства — его истории, функции, материала, структуры.
Никита Nomerz — участник значительного количества фестивалей современного уличного искусства в России и за рубежом. Работал над проектами в России, Германии, Франции, Финляндии, Испании, Китае, ОАЭ, Таиланде и других странах. Принимал участие в выставках «CrossPoint» (2010), «SubWay» (2011), «Проект 64» (2015), «Части стен» (2018) «Ау!» (2021), «Переходное состояние» (2022) и др. Получил широкую популярность в России и за границей в 2012 году, благодаря проекту «Живые стены». По версии международного портала «Street Art Utopia» две работы из серии попали в мировую сотню лучших работ в области городского искусства за 2011 год. С 2013 года Никита Nomerz основное внимание в творчестве уделяет работам получившим общее название «Части целого», их отличает лаконичность образов и графичность рисунка. Одна из работ серии в 2013 году вошла в основную экспозицию «Музея стрит-арта» в Санкт-Петербурге, где представлены произведения значимых уличных художников России и зарубежья. В 2017 году художник презентовал в Нижнем Новгороде проект «Точки», и принял участие в арт-резиденции «Заря» в городе Владивосток. В 2020 году реализовал серию социальных проектов, таких как «Режим повышенной готовности», «Баланс», «Неприемлемый контент» и др. В 2021 году на главном фасаде «Музея стрит-арта» создал масштабную работу «Когда уже звезды?», общей площадью более 1600м2. В 2022 году создал обложку альбома «Меланж» для музыкальной группы Krec.
Никита Nomerz автор документального фильма «Паша 183» (2013), созданного в память о уличном художнике Павле Пухове и автор «В открытую» (2017) — первого масштабного документального фильма про граффити и стрит-арт в России. В проекте приняли участие более 60 художников со всей страны. Публичные показы фильмов прошли во многих городах России и за рубежом. Художник занимается выпуском печатных изданий, связанных с современной уличной культурой. Автор книги «Энциклопедия уличного искусства Нижнего Новгорода (1980—2020)» (2022). В 2012 и 2013 годах выступил куратором площадки уличного искусства на фестивале «Art Ovrag», проходящего в городе Выкса. Инициатор и куратор международного фестиваля уличного искусства «Место», ежегодно проходящего в Нижнем Новгороде с 2017 года.

### Слава Ptrk
Слава Ptrk (1990, Шадринск)— стрит-арт-художник из Екатеринбурга. В своих работах Слава Ptrk исследует окружающую нас социальную и политическую реальность, создавая точные и острые высказывания, понятные широкому кругу зрителей. Он работает в самых разных техниках стрит-арта, помимо этого, он создает акции, перформансы, инсталляции, коллажи, графику и нет-арт (Internet art). Для него не существует жанровых и инструментальных ограничений, основная задача художника — донести суть своего высказывания до зрителя в ясной и лаконичной форме.
Широко известна документация уличной акции Славы Ptrk «Похуй пляшем» (2018) — пятьдесят пар танцуют вальс на льду замерзшего пруда в Екатеринбурге, в какой-то момент они останавливаются и с высоты птичьего полета становится видна та самая надпись, саркастически призывающая не прекращать веселиться даже в самой безнадежной ситуации. Акция получила широкий резонанс в СМИ, как и работа «Совсем рядом» (2018), созданная в соавторстве со скульптором Сергеем Каревым: на набережной напротив Кремля в Москве художники установили канализационную решетку с приваренными к ней с обратной стороны руками: как будто человек держится за прутья тюремной камеры. «Дню милиции посвящается», — сказал об этой работе один из авторов, имея в виду громкие судебные процессы последних лет, уголовное преследование за репосты в социальных сетях и превращение страны в «одну большую зону». Несмотря на то что Слава Ptrk обращается к постиронии, намеренно размывая границы серьёзности, часто он осознанно создает смелые и вовсе не иронические политические высказывания.
В последних проектах художник приходит образной системе, из которой уходит текстуальная составляющая: он обращается к повседневным предметам, характеризующим быстро эволюционирующий быт. В экспозиции персональной выставки художника «Не нужен там, не нужен тут» в Московском музее современного искусства в 2019 году были представлены инсталляции из разрисованных школьных парт, вызывающие ностальгию видеомагнитофоны и образы массовой культуры 1990-х, составившие подлинный рассказ о сложном и незавершенном взрослении целого поколения.

### Рустам Qbic
Рустам QBic (1985, Республика Татарстан) — художник родился в 1985 году, в Республике Татарстан. В 2003 году переехал в Казань, где обучался в Казанском Художественном училище им. Фешина. Успешно занимался иллюстрацией, дизайном, граффити. После окончания обучения преподавал в детской Школе Дизайна и стал все больше времени посвящать работе на улицах. Шрифтовые композиции сменились сюрреалистичными сюжетами, в работах проявился новый стиль, в котором органично слились пастельные тона, плавные линии, растительные мотивы и необычные образы.
Работы Рустама впервые были представлены в 2013 году на его дебютной персональной выставке в московской галерее Street Kit. Вдохновленные жизнью, семьей, природой и книгами, образы Рустама несут в себе доступные каждому послания любви, знаний и духовности. Его творчество постепенно приобретало свой особый, сюрреалистический характер. Мечтательный и спокойный настрой его работ выделяет их среди прочих. Постоянно развивая свой визуальный язык и технику, художник активно работает как над масштабными муралами так и над холстами. Активно принимает участие в международных стрит-арт фестивалях, а также в благотворительных аукционах. Художник активно развивается и завоевывает все больше внимания, как в России, так и за рубежом.

### Николай Super158
Николай Super 158 (1986—2022, Санкт-Петербург) — райтер, знаковая личность российской граффити сцены, начинал в начале 2000-х. Одним из первых российских райтеров начал посещать Европейские страны с целью граффити туризма. В 2005 году примкнул к трейн-бомбинг команде 158 Crew. Стоял у истоков творческого объединения Funk Fanatix, вобравшего в себя все элементы хип-хоп культуры. С середины 2000-х, а затем и в 10-х выступал организатором фестивалей Nevsky Style, Битва 3-х Столиц, Meeting of Styles, Piter Street Games, Grafffest и многих других. В последние несколько лет выступал организатором поединков граффити райтеров в рамках ежегодного масштабного фестиваля V1 Battle в Санкт-Петербурге. В 2017 году в Музее стрит-арта в Санкт-Петербурге в честь 30-ти летия граффити в России создал проект «Поколения», где собрал наиболее известных райтеров с середины 80-х годов до наших дней. Более 300 квадратных метров истории российского граффити легли в основу выставочного пространства. Принимал участие в выставочном проекте уличного искусства «Части стен» в Манеже в августе 2018, где были представлены более 100 работ 70 авторов из 17 городов России от Калининграда до Петропавловска-Камчатского. В 2018 году, легендарный Hugo Martinez — основатель United Graffiti Artists пригласил Николая в Нью-Йорк принять участие в выставочном проекте Methodology, объединившего райтеров со всего мира в своей галерее. Super 158 принял участие в документальных фильма «В открытую» и «Движ», в которых можно увидеть интервью с рейтером и процесс рисования. В палитре граффити краски Arton есть цвет A513, он имеет именную маркировку «Super». Так же и в палитре краски Trane есть именной цвет в честь Super 158.

В результате тяжёлого заболевания Николай умер 23 февраля 2022 года. После смерти друзья и товарищи со всего мира создали работы в память о петербургском райтере.
«Сейчас уже не вижу себя вне граффити, оно очень много мне дало и забрало, открыло множество интересных людей и стран. Даже если я перестану писать своё имя, ментально я всё равно останусь райтером.»

### Zmogk
Константин Данилов (1979, Москва) — творческий псевдоним Zmogk. С семи лет Константин занимался рисованием в студии на Малой Грузинской, 28. В 1997 году начал заниматься граффити, которое было его единственной страстью до 2010 года. Змогк был членом первых в России граффити-команд. Долгое время в творчестве Константина знаковое место занимали изображения роботов-трансформеров; к настоящему времени он выработал свой уникальный фирменный стиль и стал заметной фигурой среди сверстников и поклонников граффити и стрит-арта. Zmogk был одним из первых русских, кто вышел на международный уровень со своим граффити. В 2010—2011 годах он находился в Марокко в качестве резидента Jardin Rouge, что побудило его сознательно переключиться на живопись. Его работы динамичны, гармонично сложены, ярко окрашены и кажутся хаотичными. Zmogk регулярно участвует в различных фестивалях уличного искусства и граффити.

### ZOOM
Анонимный уличный художник, начавший свою творческую деятельность на центральных улицах Москвы летом 2015 года. Один из немногих уличных художников до сих пор скрывающих свою личность. Так же получивший прозвище «Московский Бэнкси» (по аналогии с остальными художниками, использующими трафаретную технику, популяризированную именитым британцем). Что бы избавиться от маркера «Московский» в 2020 году переехал в Санкт-Петербург. Изначально позиционировавший свою деятельность как «стрит-арт без вандализма», но позже отошедший от этого принципа. Активно использует в своем творчестве культовые лица отечественного и мирового кинематографа, образы масскультуры и поп-символы, особенно советской эпохи, так же экспериментирует с техниками и материалами. Начавший свою карьеру в Москве несколько лет очень активно работал с уличным пространством, делая новую работу в центре города почти каждую неделю и сделавший на этом свое имя — сегодняшняя его активность это, в основном, перепродажа «реплик» на холстах и других материалах, ранее сделанных им на улице успешных работ.
Московского художника Zoom не стало 24 мая 2023 года.

## Фестивали

### Фестиваля «Кофемолка»
В Чебоксарах в период c 2000—2010 года проводился крупный хип-хоп фестиваль «Кофемолка». За 11 лет своего существования проект вырос с регионального до международного уровня. За всю историю проекта «Кофемолка» было проведено более 70 концертных, обучающих и спортивных конкурсных мероприятий, в которых приняло участие более 7500 участников из 73 регионов России и 13 стран Мира. Всего на мероприятиях фестиваля побывало более 400 тысяч зрителей. Одним из направлений фестиваля были выступления рэп-артистов. В разные годы в фестивале принимали участие: Децл, Мистер Малой, Лигалайз, Bad Balance, Многоточие, Дельфин, Карандаш, Центр, Каста и др. Отдельной частью программы было создания приглашенными райтерами масштабных коллективных граффити работ. Среди граффити райтеров в разные годы были: Александр Stan, Aeropop, Sjam, Swamp, Max13, Медной, Echo, Константин Zmogk и др.

### Фестиваль «Snickers Урбания»
В крупных городах России в период c 2001—2010 года проходил фестиваль уличной культуры «Snickers Урбания». Фестиваль охватывал такие направления, как: экстремальный спорт, граффити, брейк-данс, битбокс, фристайл. Зона граффити называлась «BombArt». Жюри конкурса — Матрас и Топор из Jam Style Crew & Da Boogie crew. Участники соревнования рисовали на специальных щитах. Для участия в соревновании необходимо принести заранее подготовленный эскиз. Цель фестиваля — дать шанс современной молодёжи заявить о себе и о своём таланте. На главной музыкальной сцене в разные годы выступали: Дельфин, Каста, Noize MC, Bomfunk DJ’s, Лигалайз и др. Города проведения фестиваля: Москва, Санкт-Петербург, Нижний Новгород, Ростов-на-Дону, Волгоград, Самара, Казань, Екатеринбург, Новосибирск, Красноярск. Среди граффити участников в разные годы были: Александр Stan, Sjam, Max13, Медной, Echo, арт-группа «Злые», Иван Серый, Максим Трулов и др.

### Фестиваль «Длинные истории Екатеринбурга»
В Екатеринбурге в период c 2003—2010 года проходил фестиваль «Длинные истории Екатеринбурга», в рамках которого городские власти поддерживали стрит-арт. Как описывали идею фестиваля его организаторы, художник Арсений Сергеев и арт-менеджер Наиля Аллахвердиева: «Это срочная реанимация городской среды. Работы участников фестиваля исполняются в техниках монументальной живописи, суперграфики или граффити на бетонных заборах, огораживающих строительные и промышленные площадки города».

### Фестиваль «Граффити. Винзавод»
В 2006 году прошел фестиваль «Граффити. Винзавод» — первое важное событие, проводимое на территории ЦСИ «Винзавод» — московском арт-центре в районе метро «Курская», где вскоре после фестиваля открылись галереи и офисы дизайнерских компаний. В настоящее время «Винзавод» представляет собой замкнутый комплекс промышленных построек позапрошлого века площадью более 20.000 метров — фактурную среду для проведения разнообразных стрит-арт акций. В фестивали участвовали: 56 crew, 158 crew, 310 crew, KGS crew, MDT crew, ИСК crew, RNG crew, KGM crew, Миша Мост, ЗАЧЕМ famiglia, НУТК, Кирилл Кто, NAMER, PASTEK, TRUE STILO, RUS crew, Iнтереснi казки, Константин Zmogk, SICK SYSTEMS company, MESR, НЁК crew, YKOR, CHES, INEY, D2, BTK crew, Анатолий Акуе, Паша 183, DS crew, NO FUTURE FOREVER, Oskes и др. Кураторы: Николай Палажченко, Миша Мост, Кирилл Кто.

### Фестиваль «Paint methods»
В Сибири в период c 2007—2009 года проходил «Paint methods» — самоорганизованный российскими рейтерами граффити фестиваль. Фестиваль проходил в четырёх городах: Красноярск, Барнаул, Омск и Новосибирск. Целью проекта стало популяризация граффити, как искусства и создания масштабных коллективных работ с привлечением граффити-художников со всей страны. В разные годы в проекте принимали участие Yanke, 5nak, Анатолий Акуе, Марат Morik, Zak MiniMonster, Андрей Бергер, Max 13, Petro, Robe, Александр Stan, Константин Zmogk и многие другие.

Впервые фестиваль «Paint methods» состоялся в Красноярске летом 2007 года, была создана совместная работа общая площадью 80 квадратных. Осенью в Барнауле прошел «Paint Methods 2: Hardcore», организованный в заброшенном павильоне ВДНХ, во время которого участники создали коллективное полотно размером более 120 квадратных метров.
Если два года назад в профессиональной среде бытовало мнение, что граффити-культуры в Сибири как таковой не существует, то сейчас оно меняется. Впервые «Paint methods» прошел летом в Красноярске, но еще большее количество персонажей современной граффити-сцены соберется в Барнауле. Скажу точно, что за Уралом такого мероприятия еще не проводилось. 
В мае 2008 года в Красноярске был организован «Paint Methods 3: In the city», общая площадь коллективной работы: 200 квадратных метров. Монументальная работа попала в европейское издание о настенных рисунках «Mural art vol. 3». Летом 2008 года в Новосибирске состоялся «Paint Methods 4: Write 4 Food», а осенью в Омске «Paint Methods 5: Far From Town». В 2009 году в Барнауле в рамках фестиваля состоялась выставка «Paint Methods exhibition». В музее «Город» были представлены фотоработы, живопись, графика, а также инсталляции, выставка стала первой в Алтайском крае, посвященной современному уличному искусству и граффити. Центральным событием барнаульского «Paint methods» 2009 года стало создание совместной работы на бортах прицепов тяжелых грузовиков.

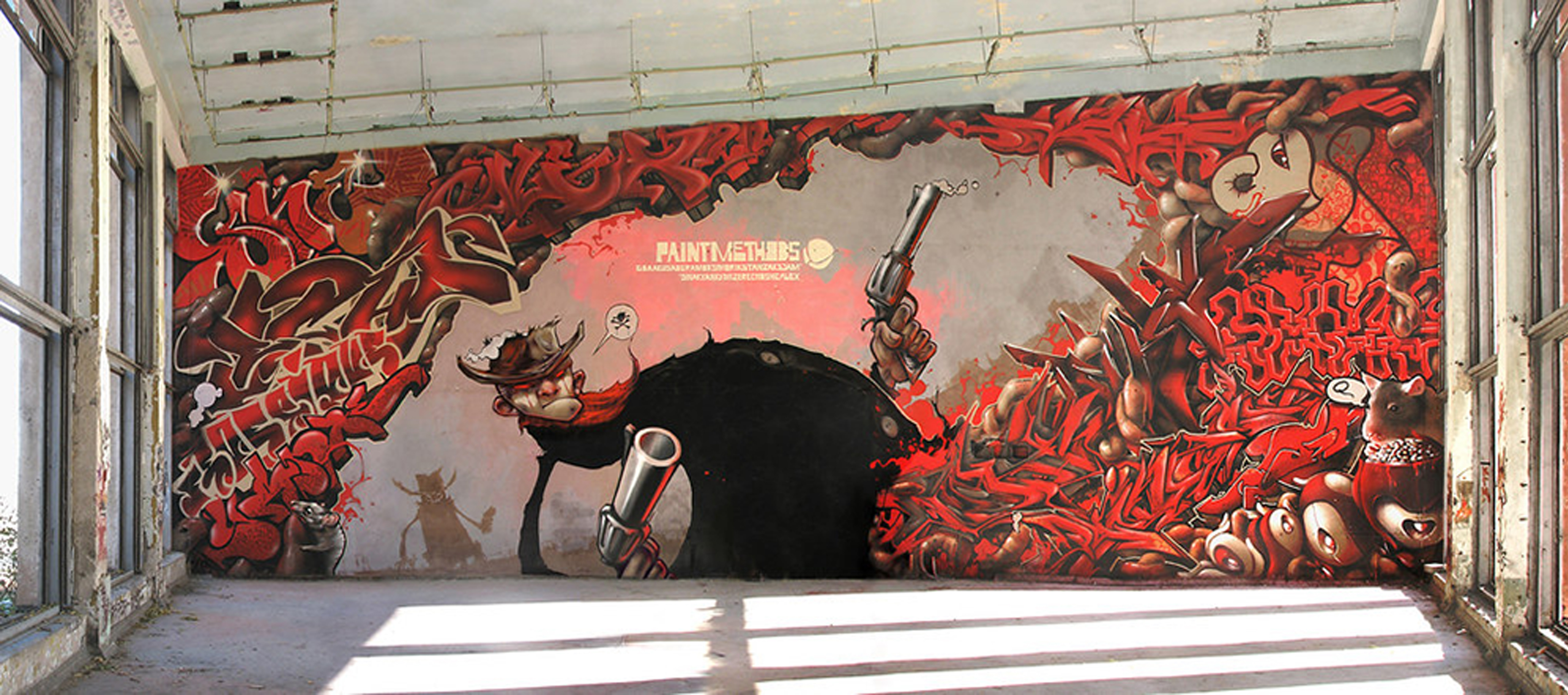

### Фестиваль «Крась»
С 2009 года в Красноярске проходит международный фестиваль уличного искусства «Крась». В рамках проекта организовываются мастер-классы, лекции и создания масштабных работ на стенах. Первые коллективные акции по росписи городских объектов проходили в режиме самоорганизации сибирских райтеров. Позже в проекте приняли участие художники со всей России и из Европы. Несколько лет основной площадкой для практики участников фестиваля «Крась» оставалось здание молодёжного центра «Пилот», на фасаде которого и создавались монументальные работы. По подсчетам организаторов, за всю историю фестиваля рисунки его участников покрыли площадь более 2000 квадратных метров. Среди участников в разные годы были: Zak MiniMonster, Александр Блосяк, Илья Wince, Иван Ўсякин, Evgeniy Intrip, Крепкий палец, Иван Jovanny, Вадим Mezzo, Никита Nomerz, Dems333, Михаил Mack, Иван Fans и др. Куратор и идеолог фестиваля — красноярский художник Юрий Аверин.

### Фестиваль «Длинные истории Перми»
С 2010 года в Перми проходит фестиваль «Длинные истории Перми». Идея проекта отталкивалась от ленточного формата бетонных заборов и их модульной структуры. Секции бетонных ограждений стали площадкой для «длинной истории» в картинках. Работы участников фестиваля были исполнены в техниках монументальной живописи или граффити на бетонных заборах, огораживающих строительные и промышленные площадки города. Главное требование к проектам — развёрнутое (длинное) художественное высказывание. Художникам предложили создать визуальные истории, развёрнутые в пространстве города, которые «считывались» бы по мере продвижения зрителя вдоль них. Каждый проект придумывали для конкретного места, по принципу: один забор — одна история или серия коротких историй одного автора.

### Фестиваль «Стенограффия»
С 2010 года в Екатеринбурге проходит международный фестиваль уличного искусства «Стенограффия». Организаторы ставят перед собой цель примирить человека с городским пространством и изменить отношение общества к уличному искусству. До 2013 года фестиваль определял темы работ. Летом 2010 года создавались проекты на тему «Европа и Азия: столкновение противоположностей». Темой 2011 года стали «Образы счастья», а в июле 2012 года художники представили в Екатеринбурге своё видение темы «Глобальный разум». С 2013 года организаторы фестиваля предложили художникам творить на свободные темы. В 2015 году фестиваль кроме Екатеринбурга стал проходить уже 7 городов России, а к 2019 году их число увеличилось до 13.

Ежегодно фестиваль объявляет сбор поверхностей для создания объектов. Горожане могут прислать организаторам адреса зданий с фотографиями и описанием. За всю историю фестиваля было создано более 500 объектов. За все время в фестивале приняли участие художники из 15 стран, в том числе: Sam3, Herakut, Fanakapan, Ampparito, Iнтереснi казки, Peeta, Покрас Лампас, Никита Nomerz, Слава Птрк, Саша Блот, Илья Мозги, Владимир Абих, Стас Багс и др.
Мы открываем городам новых авторов, помогаем переосмыслить окружающее пространство и превратить безликие серые постройки в местные достопримечательности. Фестиваль является площадкой для творческих экспериментов, где каждый может открыть для себя новую грань города, ощутить ответственность за его изменения и попробовать себя в новой роли.

### Фестиваль «Арт-Овраг»
С 2011 года в Выксе проходит фестиваль «Арт-Овраг», так же известный как «Выкса-фестиваль». За это время паблик-арт, концерты, перформансы, выставки, творческие сообщества и арт-резиденции стали неотъемлемой частью городского ландшафта. Долгое время основной частью фестиваля было создание стрит-арт объектов. За время существования фестиваля в городе Выкса было создано около 100 стрит-арт-работ, паблик-арт-объектов и объектов городского дизайна, запущена программа промышленного туризма и открыта арт-резиденция «Выкса», где побывали уже более 50 художников со всего мира.
Фестиваль организованпо инициативе соучредителя благотворительного фонда «ОМК-Участие» Ирины Седых при поддержке Объединённой металлургической компании, в которую входит градообразующее предприятие Выксы — Выксунский металлургический завод. Каждые три года меняется команда кураторов/организаторов. Кураторами первых трех фестивалей были Константин Гроусс и Дмитрий Алексеев. Куратором площадки «уличное искусство» выступил нижегородский уличный художник Никита Nomerz. Куратором фестивалей в 2014—2016 годов был Олег Шапиро. Кураторами фестивалей 2017—2019 годов были Юлия Бычкова и Антон Кочуркин. В июне 2017 году в рамках фестиваля художником Миша Most в Выксе был создан самый большой мурал в мире. Размер работы 10800 м². является мировым рекордом. В 2020 году артистическим директором фестиваля стал Фёдор Павлов-Андреевич. В 2020 году в Выксе прошли мероприятия в рамках «Сезона Эрика Булатова». Они стали первыми событиями в программе десятого, юбилейного фестиваля городской культуры «Арт-Овраг», запланированного на будущее лето. Главным в программе «Сезона» стало открытие фрески Эрика Булатова, одного из самых известных современных русских художников. Картина появилась в Индустриальном стрит-арт парке Выксунского металлургического завода.

Художниками фестиваля в разные годы были: Андрей Бергер, Марат Morik, Рустам QBic, Василий Lst, Алексей Kislow, Андрей Оленев, Виталий Sy, Максим Реванш, Дмитрий Аске, Алексей Luka, Стас Добрый, Evol, Philippe Baudelocque, Илья Мозги, Покрас Лампас, Роман Мураткин, Паша 183, Слава Ptrk, Константин Zmogk, Тимофей Радя, Стас Багс, Саша Блот и др.

Миша Мост

### Фестиваль «Новый Город: Древний»
В 2015 году в Нижнем Новгороде был организован фестиваля уличного искусства «Новый Город: Древний» — художественное переосмысление исторического наследия города, привлечение внимания к его ярким особенностям и проблемам. В 2015 году в рамках фестиваля 8 художников расписали 7 исторических домов, жители которых подали заявки на участие в фестивале. Специально для создания работ каждый художник изучал историю дома, воспоминания живущих в нём жильцов, чтобы создать произведение, которое максимально отражает особенность выбранного места. В 2016 году в рамках фестиваля прошла не только основная программа с росписью домов, но и масштабная выставка в галереи Futuro, показ фильма о жителях-героях программы фестиваля в 2015 году, лекции, мастер-классы, а также экскурсии по объектам уличного искусства. Создатель и идеолог фестиваля — нижегородский художник Артем Филатов.

Нижегородские уличные художники, начиная с 2011 года все чаще стали обращаться к исторической застройке, выбирая её поверхности в качестве объекта для создания художественной работы, будь то глухая стена или ниши здания. Выбор художников определялся ввиду разных причин. С одной стороны здания, на которых остается художественное высказывание, в своем большинстве забыты, покинуты или давно заброшены. В таком случае создание несогласованной работы в условиях, когда у дома давно нет хозяина, становится наиболее безопасным и комфортным для художника. С другой стороны — это эстетические критерии и исторически сложившиеся особенности места. Деревянная архитектура отражает культурное своеобразие города и подчеркивает его уникальный характер. Художники формируют новые социальные связи, вступая в диалог с жителями домов исторического центра. Последние дают не только свое неформальное согласие художнику на создание работы, но и проявляют настоящее гостеприимство: за чашкой чая делятся историей дома, предоставляют возможность художникам хранить материалы до окончания работ.

Фестиваль уличного искусства «Новый Город: Древний» представляет собой соединение опыта нижегородских уличных художников и активных жителей исторической застройки, которые своими собственными силами сохраняют или защищают уникальные дома Нижнего Новгорода. Одной из целей фестиваля являлась попытка заявить о существовании жильцов старых домов, которые, вопреки устоявшемуся стереотипу, не хотят уезжать, менять деревянный дом на высотку, сами заботятся о том месте, где они живут.

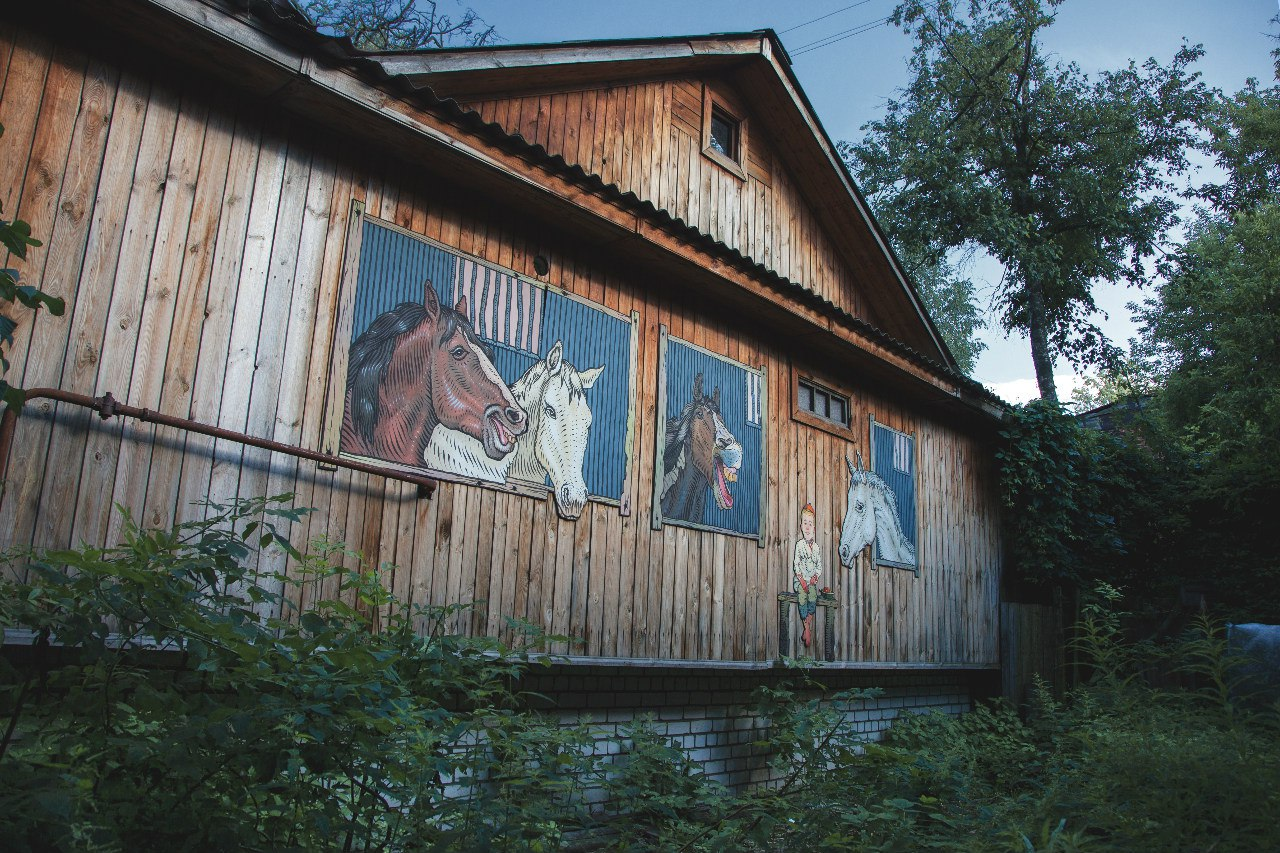
Роман Мураткин (ул. Короленко, 13)
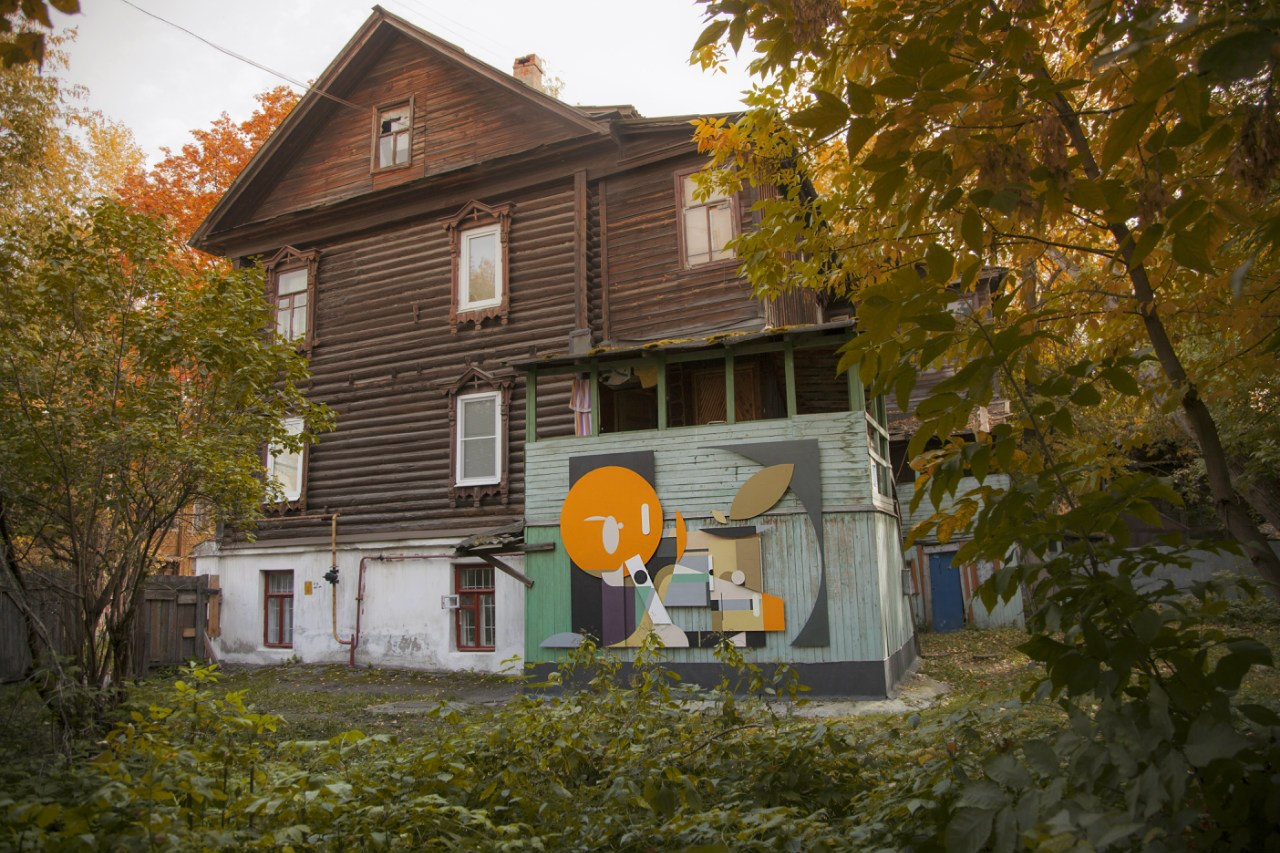
Алексей Лука (ул. Анри Барбюса,17)
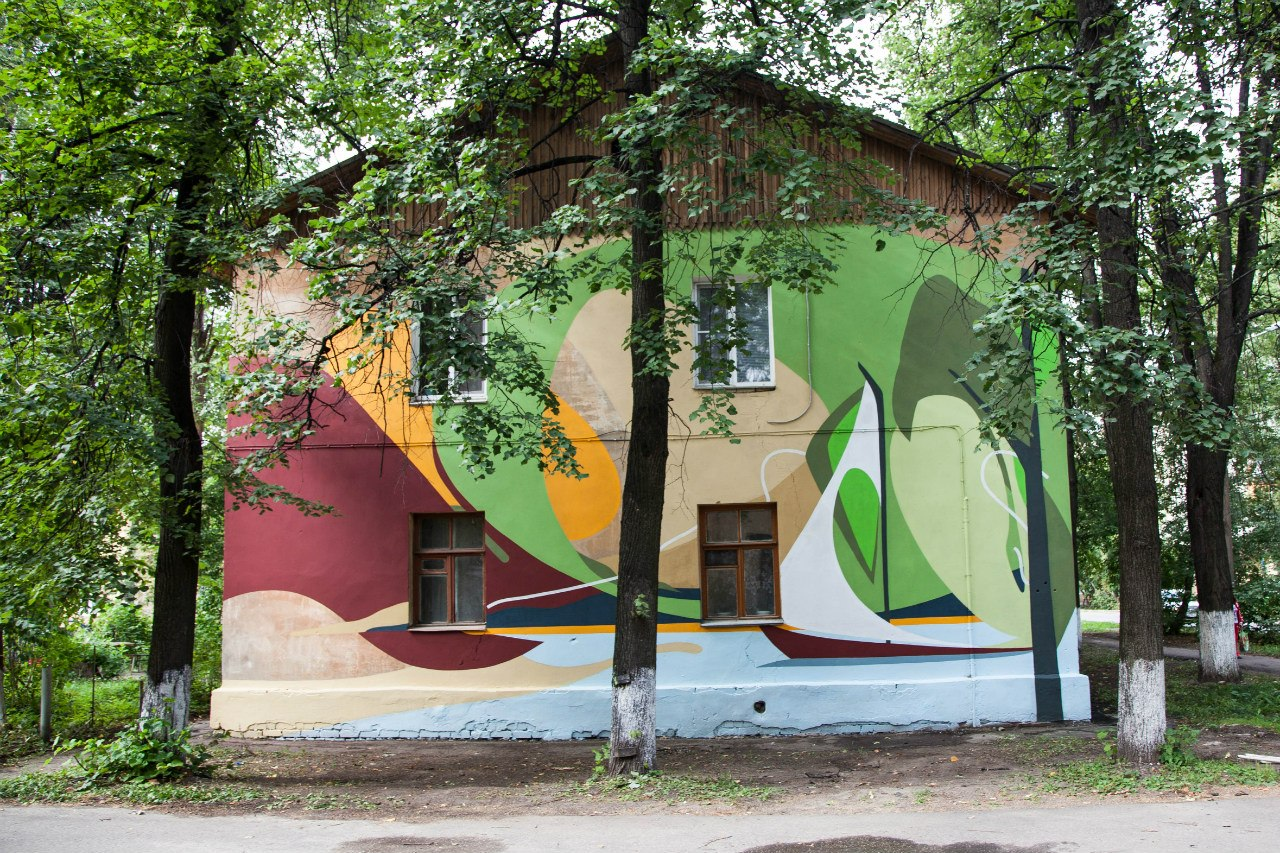
Евгений Диксон (ул. Саврасова, 7)
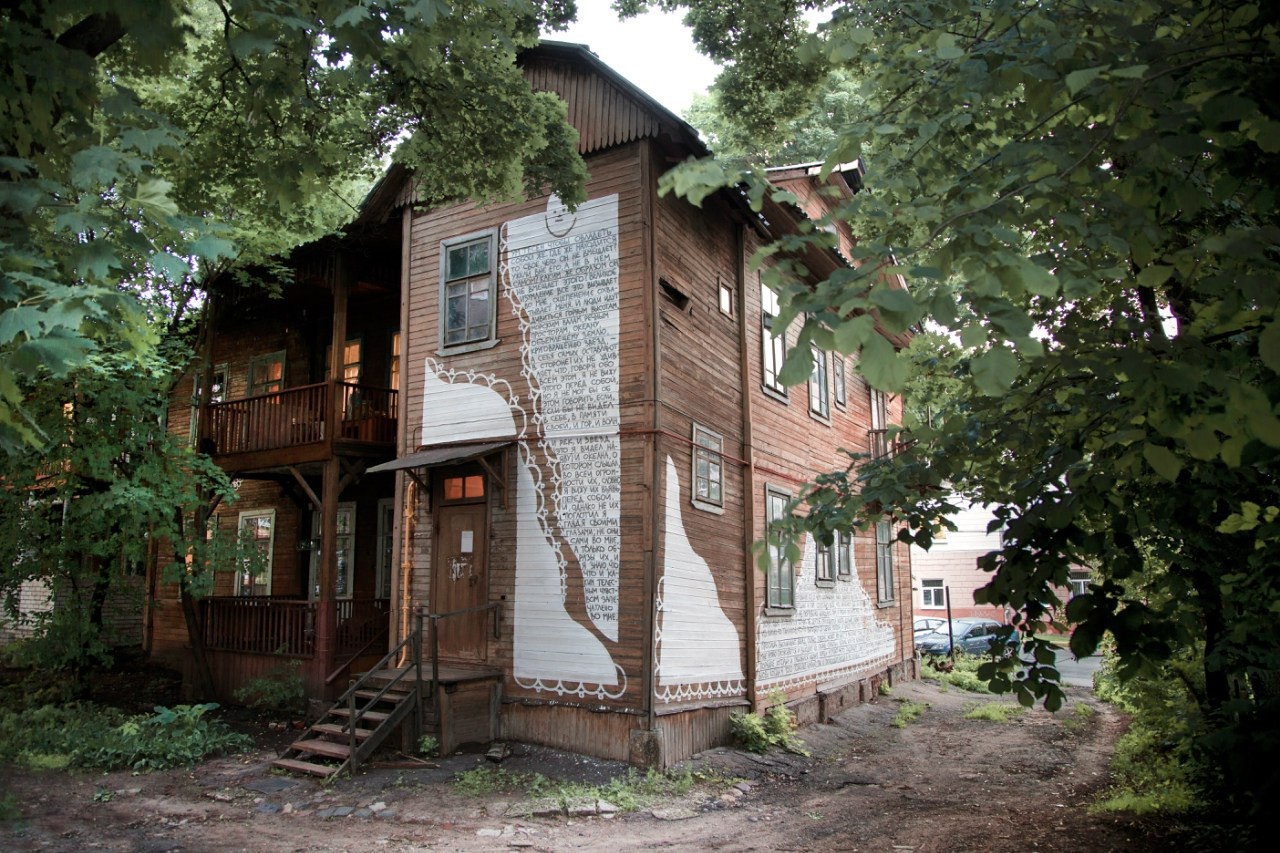
Тимофей Радя и Стас Добрый (ул. Нестерова, 35)
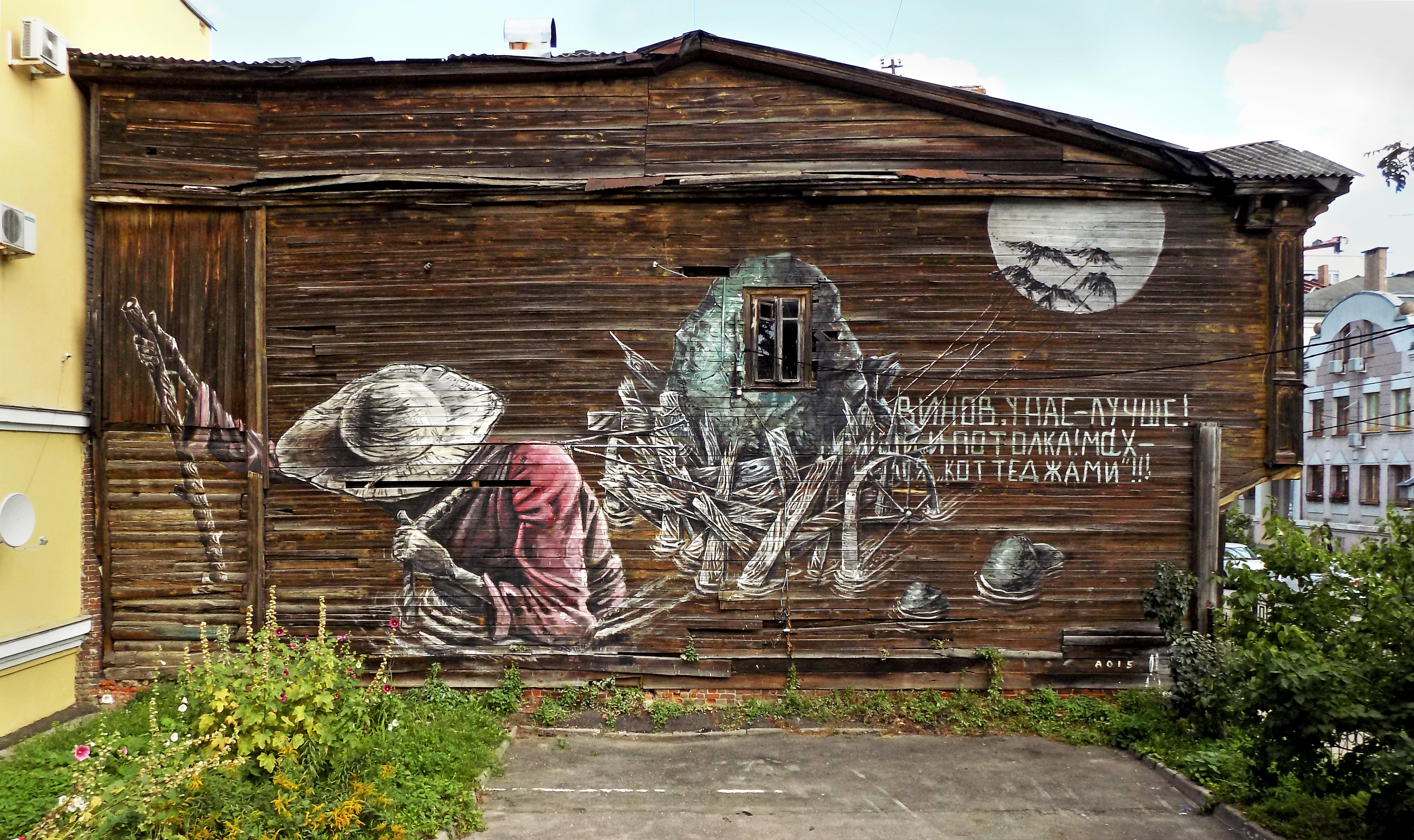
Андрей Оленев (Ул. Славянская, 4)
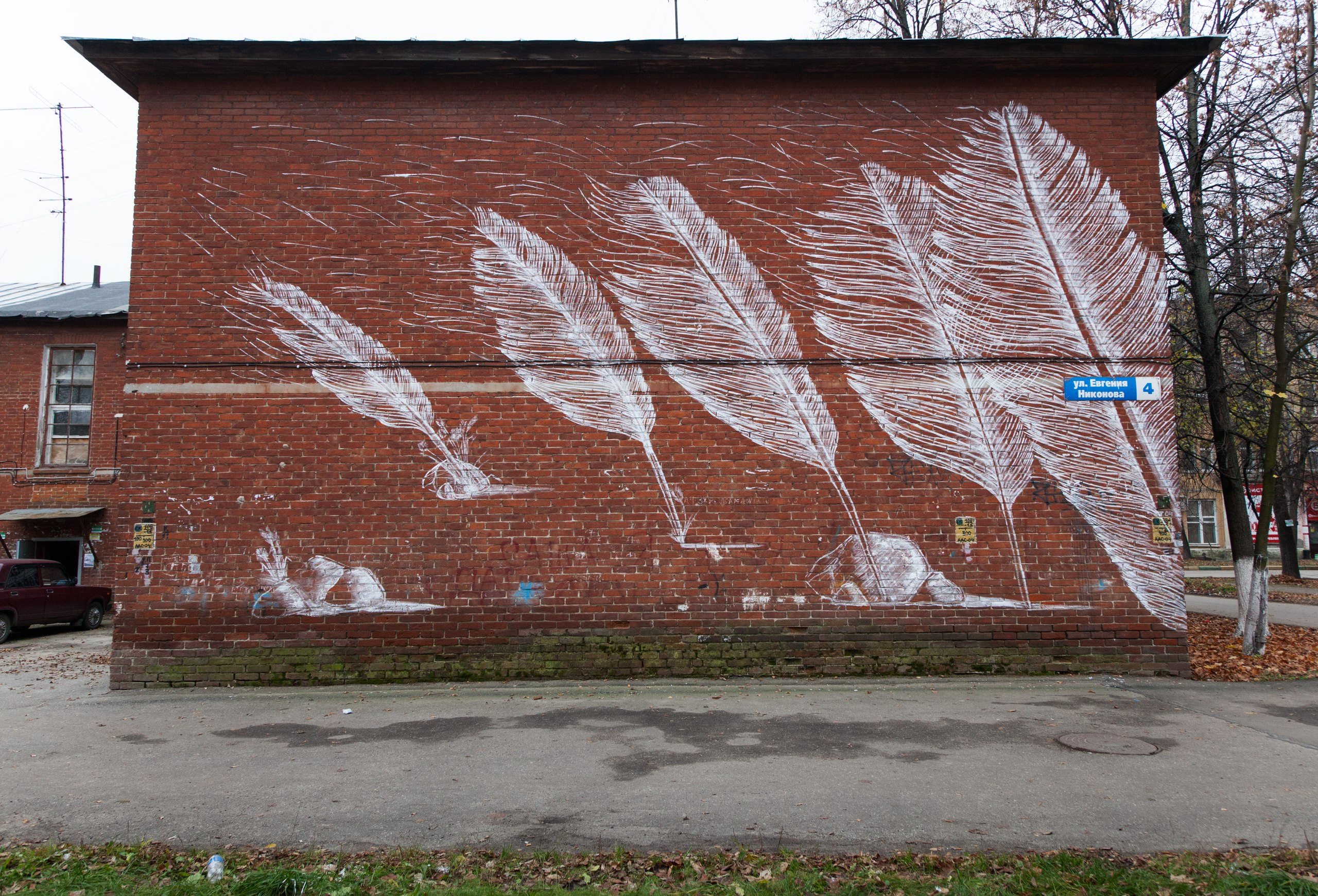
Антон Мороков (ул. Евгения Никонова, 4)

### Фестиваль «Intervals»
Международный фестиваль аудиовизуального искусства «Intervals» проходит в Нижнем Новгороде с 2017 года . В рамках события задействуют уникальные городские архитектурные площадоки с внедрением медиаинсталляций. Так же в рамках программы проходит культурная и образовательная часть.

В 2019 году московский художник Андрей Бергер расписал здание заброшенного элеватора мукомольного завода на улице Черниговской. Проект был аудиовизуальной коллаборацией с командой Dreamlaser. На время фестиваля роспись здания дополнили анимированной проекцией по технологии paint mapping. Мурал на фасаде элеваторов стал самым масштабным в Нижнем Новгороде. Весной 2020 года заброшенный мукомольный завод с монументальной росписью был снесен. Накануне сноса командой Dreamlaser на стенах завода была создана масштабная видеоинсталляция Game Over. Она демонстрировала постепенное разрушение элеваторов.
Более 80 тысяч человек посетили Международный фестиваль медиаискусства Intervals 2021 в Нижнем Новгороде, ещё почти 1,2 млн интернет-пользователей присоединились к программе в режиме онлайн. В качестве локаций были задействованы фасады и внутренние пространства архитектурных объектов Нижнего Новгорода, где были представлены инсталляции ключевых российских и мировых представителей медиаарта. В их числе проекционные инсталляции на фасаде главного ярмарочного дома, на внутреннем фасаде Никольской башни нижегородского Кремля и на втором этаже Красных казарм, видеомэппинги на фасаде бывшей фабрики «Маяк».

### Фестиваль «Место»
С 2017 года в Нижнем Новгороде проходит международный фестиваль уличного искусства «Место». Основной задачей проекта является переосмысление городской среды Нижнего Новгорода. За семь лет в рамках фестиваля было создано более 260 новых объектов уличного искусства. Участниками стали около 150 художников из разных городов России и из-за рубежа. Проект охватывает многие практики уличного искусства — граффити, стрит-арт, неомурализм, городские интервенции, уличные перформансы, микро-стрит-арт и др. Для многих произведений характерна категория «site-specific» — художественные практики, вдохновленные конкретной локацией, её архитектурой и функционалом. При подготовки эскизов художники изучают исторический контекст делая на него отсылки в своих работах. В рамках фестиваля также были организованы выставки, показы документальных фильмов, экскурсии, мастер-классы и лекции от знаковых представителей стрит-арта и граффити. Создатель и идеолог фестиваля — нижегородский художник Никита Nomerz.

Нижний Новгород — город контрастов, как бы банально это не звучало. Отголоски купечества вступают в симбиоз с индустриальным прошлым, даже ландшафт намекает на то, что городу было суждено стать центром Приволжья, не только крупнейшим торговым центром, но и культурным, вдохновляющим мастеров и художников на создание шедевров. В последние годы в Нижнем Новгороде начала активно развиваться городская среда и уличная культура. Нижегородские стрит-арт художники внесли огромный вклад в это развитие, преобразили дома и улицы города, сделали общественные пространства интересными и приветливыми для жителей и туристов.
За последние 10 лет нижегородский стрит-арт из локальной субкультуры превратился в самостоятельное, полноценное направление в искусстве. Работы нижегородских уличных художников стали узнаваемы за пределами родного города, появились экскурсии по местам стрит-арта.

Особое место в нижегородском стрит-арте занимает фестиваль «Место», организатором которого является нижегородский художник Никита Nomerz. Во многом благодаря фестивалю уличного искусства в столицу Приволжья стали съезжаться художники со всей России и из других стран, а Нижний Новгород негласно прозвали столицей российского стрит-арта.
В 2022 году впервые в фестивале приняли участие исключительно локальные художники, а создание почти всех работ происходило в партизанском формате. 54 участника сделали более 40 объектов. В пространстве «Кинофактура» прошла презентация «Энциклопедии уличного искусства Нижнего Новгорода» и премьера документального фильма про фестиваль. Основной этап проекта прошел летом. В галерее «9Б» состоялась коллективная выставка «Совместимость». В библиотеке «Партнерского материала» была представлена коллекция печатных изданий, связанных с уличным искусством, и организованы тематические лекции. В пространстве «1221» прошел маркет, на котором художники выставляли на продажу свои работы, печатные издания и мерч. Впервые был организован «Poster jam» — коллективная рассклейка постеров в одной уличной локации. Традиционно было организовано много стрит-арт экскурсий, а также туры в художественные мастерские. Также в рамках проекта был разработан и презентован Spot Bot — онлайн-гид по уличному искусству Нижнего Новгорода. 

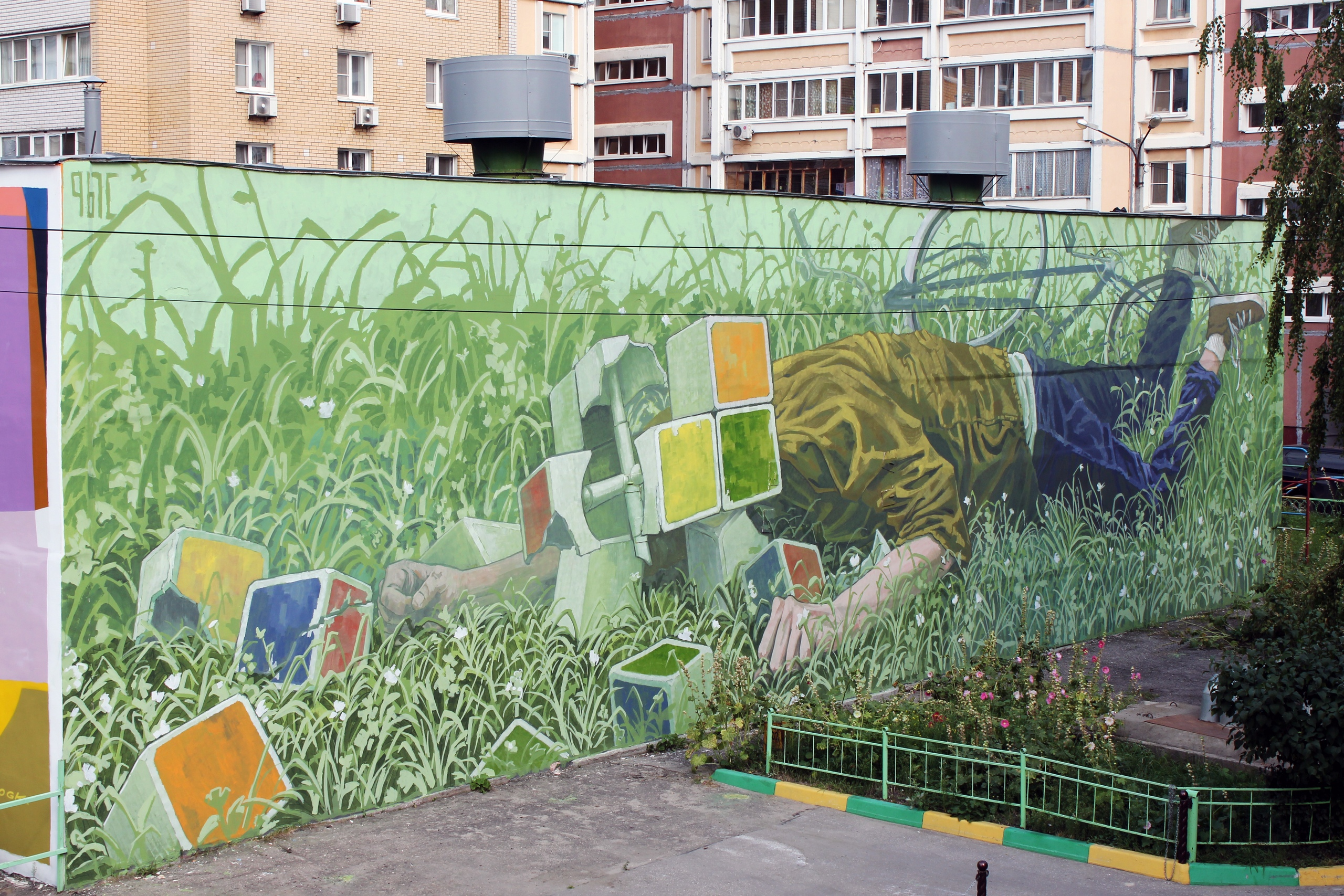
«Падение II», Рустам Qbic (2019)
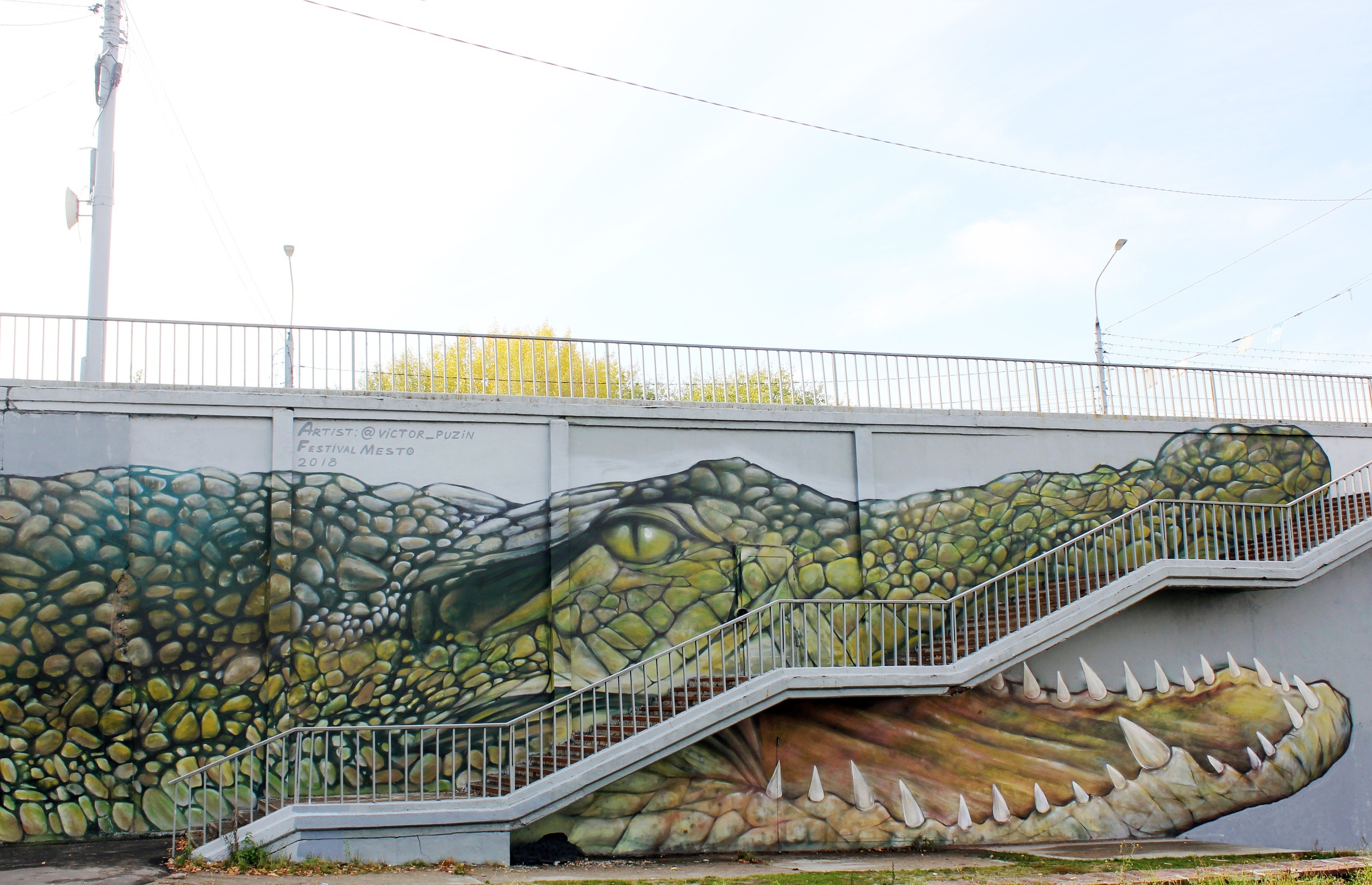
«Крокодил», Виктор Пузин (2018)
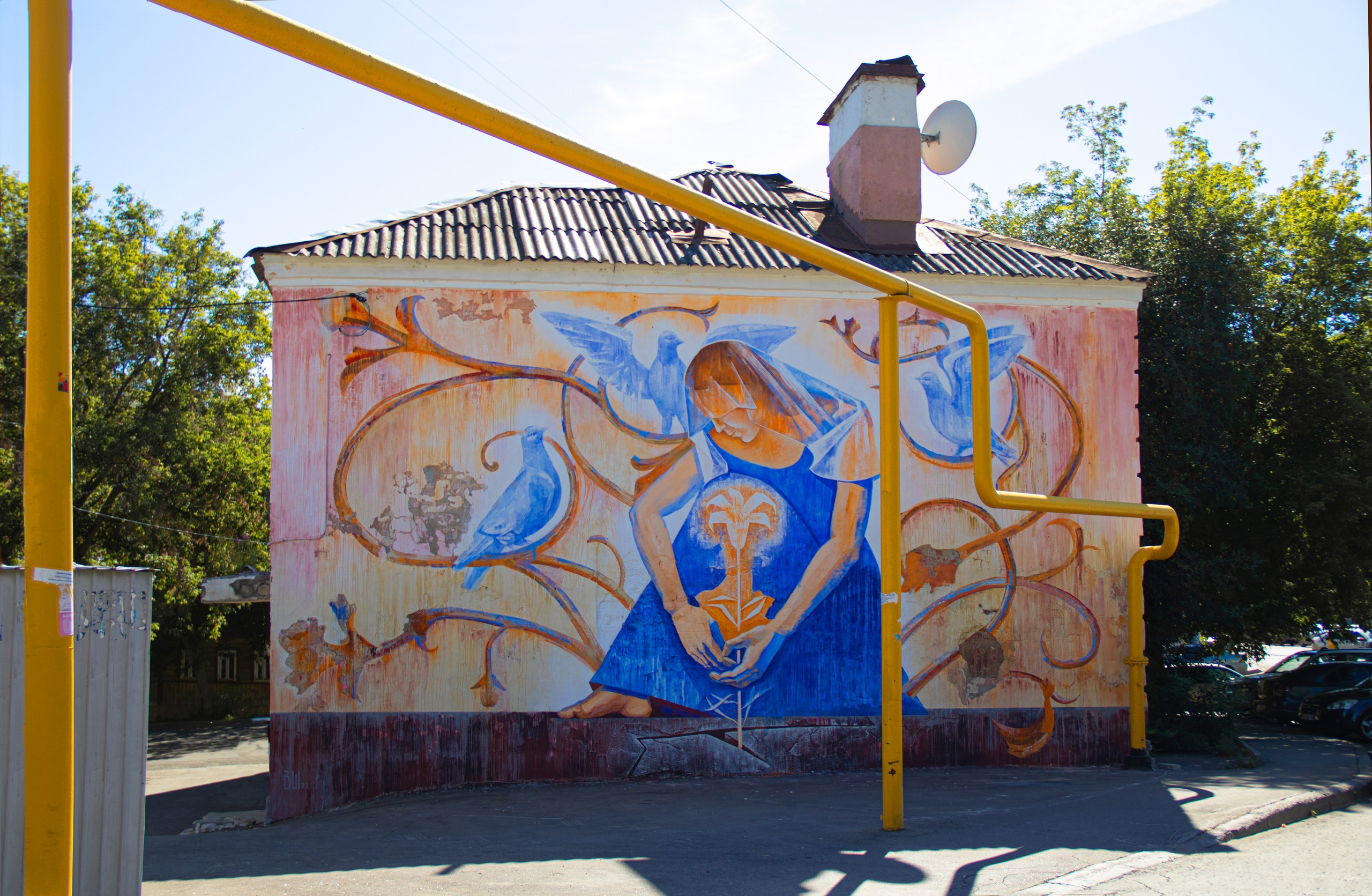
«Сияние», Вера Ширдина (2022)

Участники разных лет: Александр Dyoma (Рязань), Александр Блот (Пенза), Александр Жунёв (Пермь), Алексей Kislow (Севастополь), Алексей Luka (Москва), Анатолий Akue (Москва), Андрей Бергер (Москва), Андрей Оленев (Нижний Новгород), Арт-группа 33+1 (Владивосток), Арт-группа Zuk club (Москва), Владимир Абих (Санкт-Петербург), Дмитрий Аске (Москва), Дмитрий Каштальян (Минск), Иван Найнти (Протвино), Иван Серый (Нижний Новгород), Илья Мозги (Екатеринбург), Кирилл Ведерников (Вязники), Команда Фрукты (Пермь), Костя Zmogk (Москва), Максим Реванш (Екатеринбург), Максим Трулов и Ксюша Ласточка (Нижний Новгород), Марат Morik (Новосибирск), Михаил Psof (Москва), Никита Ходак (Москва), Никита Nomerz (Нижний Новгород), Павел Rtue (Севастополь), Покрас Лампас (Санкт-Петербург), Роман Мураткин (Серпухов), Рустам Qbic (Казань), Слава Птрк (Москва), Стас Багс (Санкт-Петербург), Юрий Аверин (Красноярск), Ян Посадский (Воронеж), Aifo (Тель Авив), Jon (Калининград), NDWZ (Вена), Petro (Москва), Skirl (Вена), Wuper Kec (Нови-Сад), Zak Mini Monster (Москва) и другие.

### Фестиваль «Okrasheno»
В 2017 году в Новосибирске впервые прошел фестиваль уличного искусства «Okrasheno». За два дня 20 художников из Новосибирска, Омска, Красноярска, Нижнего Новгорода, Киргизии и Германии разрисовали около 400 м² стен одного из кварталов в центре города. Организаторы окрестили квартал, ограниченный улицами Фрунзе, Державина, Советской и Красным проспектом стрит-арт музеем Новосибирска и пообещали, что он будет включен в туристическую карту города. В 2018 году фестиваль продолжил деятельость в том же квартале, а в 2019 году фестиваль переместился во двор дома на ул. Романова, 23 — здесь появились 15 арт-объектов. С 2021 года фестиваль проходит в поселке Шерегеш, который известен своим горнолыжным курортом. Итогами «Okrasheno» 2021 и 2022 года стали 25 арт-объектов площадью более 2000 м² от стрит-арт художников со всей России. Создатель и идеолог фестиваля — сибирский художник Иван Ягода.

### Фестиваль «Морфология улиц»
В 2017 году в Тюмени впервые прошел фестиваль для уличных художников «Морфология улиц». Тогда его организовали художник Дмитрий Зеленин с сообществом «Цвет города» и команда мультицентра «Моя территория». «Морфология улиц» — проект, развивающий уличное искусство Тюмени. Он состоит из лаборатории и фестиваля паблик-арта, кэмпа для волонтеров, экскурсий и образовательной программы для горожан. За пять лет благодаря проекту на зданиях города появилось более 100 работ, обновленный арт-квартал под открытым небом на улице Северной, два маршрута для прогулки по стрит-арту Тюмени с онлайн-гидом. Экспертами в 2017 стали художники Виктор Фрукты, Никита Nomerz, Олег Иванов, Иван и Марина Ягода, Александр Жунёв, куратор фестиваля «Стенограффия» Евгений Фатеев. После годовой паузы, фестиваль перезапустился и стал ежегодным проектом. В 2019 году команда фестиваля сменилась, руководителем «Морфологии улиц» стала Юлия Саначина. Темой второго фестиваля стала коллаборация, участники могли объединиться друг с другом, придумать взаимодействие с городом или местным брендом. В 2019 году организаторы привезли в Тюмень рассказывать об уличной культуре Габонскую Гадюку, Василия Волчка, Александра Селиванова, Владимира Абиха, Ольгу Чередниченко и Вячеслава Moff. Всего к сентябрю 19-го года в Тюмени появились 25 стрит-артов: 9 больших, 14 малых и 2 от экспертов. В 2020 году в рамках проекта появились уличные работы таких художников, как Слава ПТРК, Александр Демкин, Алексей Бархан, ZTWINS, Ян Посадский и других. В 2021 году за лето на улицах Тюмени появилось 13 новых работ и обновленный арт-квартал под открытым небом на улице Северной.

### Фестиваль «Карт-бланш»
С 2018 года в Екатеринбурге проходит партизанский самоорганизованный фестиваль уличного искусства «Карт-бланш». Основная идея проекта — дать площадку для свободного самовыражения художников без какой либо цензуры. Участники проекта экспериментируют, пробуют новые техники, непривычные материалы и делают работы не согласовывая их ни с кем. Многие работы проекта имеют социально-политический подтекст, поэтому некоторый стрит-арт с фестиваля живёт несколько часов, а некоторый живёт до сих пор.

С 2018 по 2021 год фестиваль ежегодно проходил в Екатеринбурге, в общей сложности уличные художники создали около 400 арт-объектов. В 2022 году фестиваль впервые вышел за пределы родного Екатеринбурга и охватил десятки городов России и других стран. Участниками разных лет стали художников из России, Белоруссии, Украины, Киргизии, Испании. Среди них: Слава Ptrk, Илья Мозги, Владимир Абих, Антония Лев, Николай N888K, Иван Серый, Никита Nomerz, Покрас Лампас, Игорь Поносов, Андрей Бергер, Максим Има, Миша Маркер, Арсений Сергеев, Amparrito, Филипп Phillippenzo и другие. 
У нас нет разрешений на рисование, согласований от администрации, крупных коммерческих спонсоров. Это самоорганизованный фестиваль, который делают художники и для художников. Главное для нас — свобода самовыражения наших авторов. Приглашенные художники не обязаны согласовывать с нами то, что и где они хотят рисовать. 

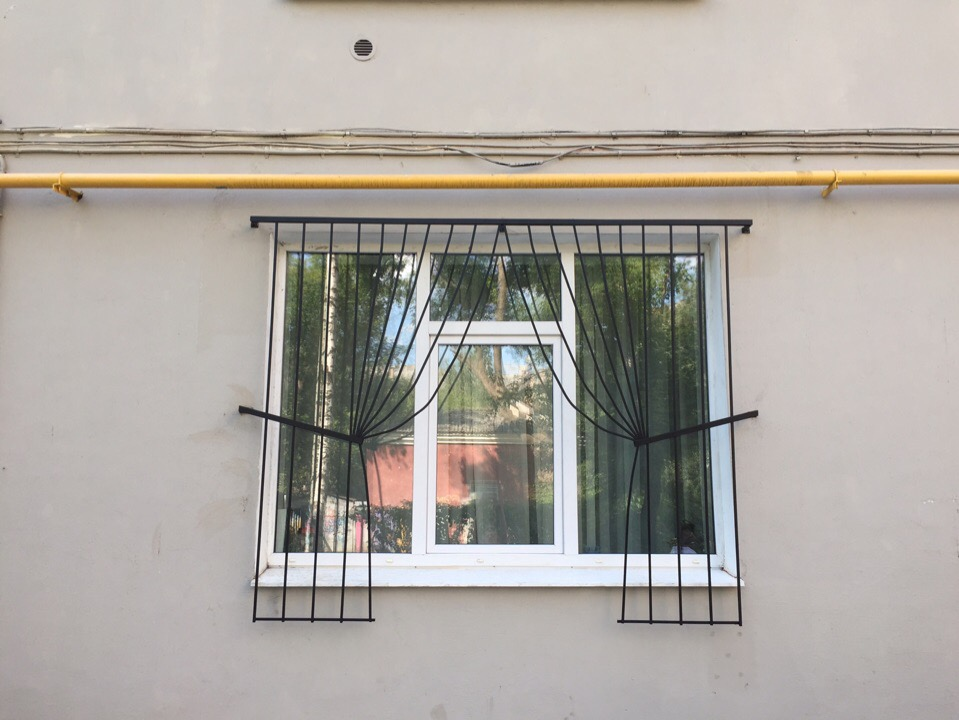
Игорь Поносов (2019)
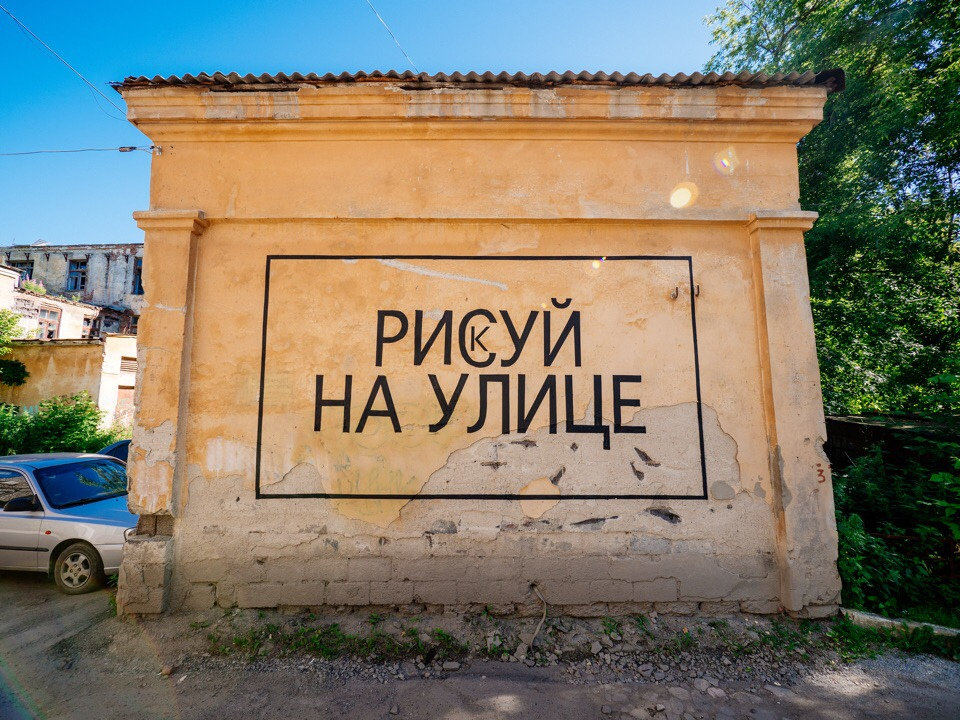
Никита Nomerz (2018)
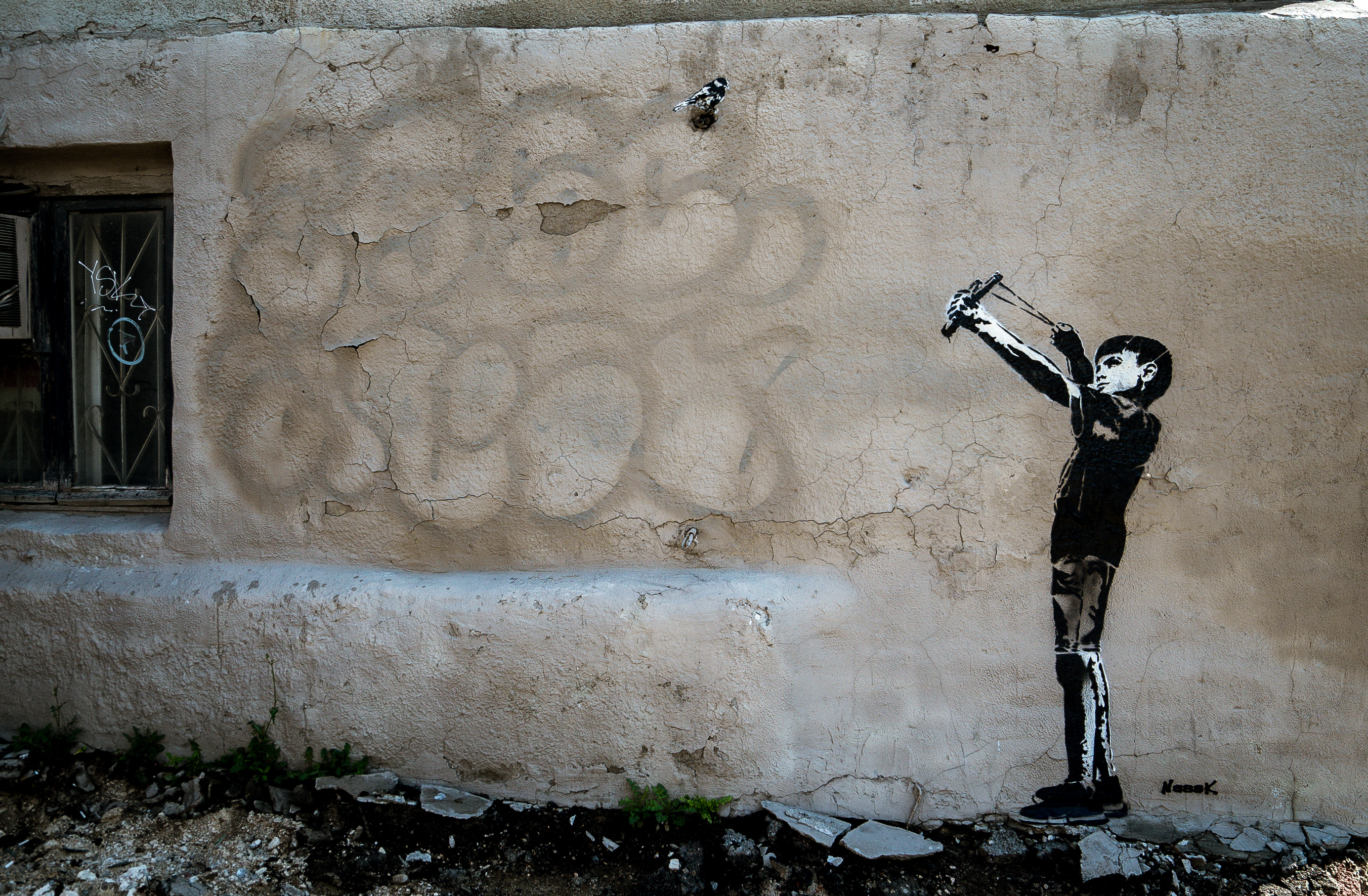
Николай N888K (2019)

### Фестиваль «Культурный код»
«Культурный код» или «Urban Morphogenesis» — это фестиваль, в рамках которого российские и зарубежные уличные художники, создают муралы в разных регионах России. Первой площадкой проекта в 2019 году стал микрорайон Новая Трёхгорка в подмосковном Одинцово, а затем был Солнечногорск, Москва, Челябинск, Солнечнодольск, Казань и Нижний Новгород. С 2019 года в рамках проекта было создано около 100 работ. Организаторами фестиваля выступают Фонд поддержки и развития современного искусства, некоммерческая организация «Россия — страна возможностей» и администрация города. Проект реализуется при поддержке Президентского фонда культурных инициатив.

### Фестиваль «Один за всех»
В 2020 году в Братске был организован первый фестиваль уличного искусства «Один за всех». Куратором и организатором выступил локальный художник Григорий Шаров, а участниками первого проекта стали художники из разных городов России, которые отправляли ему эскизы, а он предлагал возможные локации и самостоятельно реализовывал присланные идеи.
Григорий Шаров:
Я решил провести фестиваль стрит-арта в Братске. А это значит, что невероятные, искрометные и колоритные художники из Петербурга, Москвы, Красноярска, Перми, Омска и даже Екатеринбурга — не приедут в Братск. Но их работы появятся в городе. Такая уличная магия во плоти. Секретик в том, что все эскизы этих ребят здесь, на месте, буду реализовывать я. Поэтому фестиваль называется «Один за всех».

И да, авторство полностью и беспросветно принадлежит их авторам. Я не участвую в работе над эскизами. Моя задача — поработать принтером с кистью в ближайшие недели. 
В 2021 Гриша Шаров организовал второй сезон фестиваля, он стал международным, с приглашением художников со всего мира. Концепция фестиваля осталась прежней, куратор самостоятельно реализовывал все присланные эскизы художников. Проект органично вписался в главную тему 2020—2021 года — пандемию, и связанное с ней удаленное взаимодействие. В 2022 году были созданы только повторы работ прошлых лет. Все авторы третьего сезона — тоже уличные художники, но всех их уже нет, это фестиваль памяти. Фестиваль «Один за всех» не согласовывался с администрацией города и другими организациями. Проект был полностью реализован за счет личных средств куратора.

### Фестиваль «Rosbank Future Cities»
Первый Фестиваль цифрового паблик-арта «Rosbank Future Cities» прошел в июле 2021 года в шести городах России: Екатеринбурге, Краснодаре, Красноярске, Москве, Нижнем Новгороде, Санкт-Петербурге. В рамках фестиваля более 65 000 человек увидели AR-работы молодых художников и live-перформансы на стыке реального и виртуального, узнали о digital-искусстве, урбанистике и экологии современных городов в рамках событий дискуссионной программы.. «Rosbank Future Cities» — масштабный проект на стыке современного цифрового искусства, урбанистики и устойчивого развития, призванный способствовать децентрализации культуры. AR-работы были расположенных в городских локациях, их авторами стали: Ян Посадский, Софья Скидан, Digital Object Alliance, Анна Таганцева-Кобзева, Кирилл Макаров.

### Фестиваль «Сказки Просвещенца»
В декабре 2022 года в Нижнем Новгороде прошел стрит-арт-фестиваль «Сказки Просвещенца» организованный в маленьком квартале на улице Невзоровых. Квартал строила интеллигенция 1920-х годов. Нижегородские художники, взяв местный контекст, проявили на нём культурные коды места через свои работы. Идея фестиваля «Сказки просвещенца» родилась во дворах, когда выросшие здесь художники стали анализировать детство, время, прожитый здесь опыт и созданные миры. Ржавые стены гаражей и бесконечные сады, детский взгляд на старое и старинное — это вселенная «просвещенца», которую зритель смог увидеть глазами художника. Художники фестиваля: Елена Лисица, Синий Карандаш, Илья Барабин, Дмитрий Курбатов, Вера Ширдина, Lev Kise, Никита Mera, Никита Этогде, Алексей Старков и др.

## Выставки
- 2024 — Коллективная выставка «Части стен 3» / Россия, Москва, Фонд Ruarts»[186].
- 2023 — IV биеннале искусства уличной волны «Артмоссфера» / Россия, Москва, ЦСИ «Винзавод»[187].
- 2023 — Коллективная выставка «Хроника цветущих событий» / Россия, Москва, галерея «Триумф»
- 2023 — Коллективная выставка «Видеоформа 10» / Россия, Санкт-Петербург, ЦСИ им. Сергея Курёхина
- 2023 — Коллективная выставка «20/20» / Россия, Красноярск, Центр «Пилот»
- 2022 — Коллективная выставка «Оригинала нет» / Россия, Нижний Новгород, Студия «Тихая»
- 2022 — Лена Лисица и Алексей Старков: «Хрупкое»[188] / Россия, Нижний Новгород, Студия «Тихая»
- 2022 — Коллективная выставка «Переходное состояние»[189] / Россия, Нижний Новгород, «Заповедные кварталы»
- 2022 — Антон Мороков: «В ожидании правильного ветра»[190] / Россия, Нижний Новгород, Студия «Тихая»
- 2022 — Коллективная выставка «Совместимость»[191] / Россия, Нижний Новгород, галерея «9Б»
- 2021 — Выставка «АУ!» / Россия, Санкт-Петербург, Музей уличного искусства
- 2021 — Дмитрии Аске: «Отблеск будущего»[192] / Россия, Нижний Новгород, галерея «9Б»
- 2021 — Оля INEY: «20 кадров в секунду»[193] / Нижний Новгород, культурно-образовательный центр «Terminal A»
- 2021 — Коллективная выставка «ФАН» / Нижний Новгород, культурно-образовательный центр «Terminal A»
- 2021 — Александр Женев: «Укрась\измени город» / Россия, Пермь, Центре городской культуры
- 2020 — Коллективная выставка «Место»[194] / Россия, Нижний Новгород, галерея «9Б»
- 2019 — Марат Morik: «Слабые места»[195] / Россия, Нижний Новгород, галерея «9Б»
- 2019 — Выставка «Хоть стой, хоть падай» / Россия, Санкт-Петербург, Музей уличного искусства
- 2019 — Максим Трулов и Ксюша Ласточка: «Your mum`s knight»[196] / Россия, Нижний Новгород, галерея «Futuro»
- 2019 — Иван Серый: «Окраина»[196] / Россия, Нижний Новгород, галерея «Futuro»
- 2019 — Коллективная выставка «Last of» / Россия, Нижний Новгород, галерея «Futuro»
- 2018 — Выставка «Сказочная страна Стритартия» / Россия, Санкт-Петербург, Музей уличного искусства
- 2018 — Владимир Абих: «Там где нас нет» / Россия, Выкса, арт-резиденция VYKSA
- 2018 — Коллективная выставка «Части стен» / Россия, Санкт-Петербург, Манеж
- 2018 — III биеннале искусства уличной волны «Артмосфера» / Россия, Москва, ЦСИ «Винзавод»
- 2017 — Выставка «Праздник к Вам приходит» / Россия, Санкт-Петербург, Музей уличного искусства
- 2017 — Коллективная выставка «Свежий слой»[197] / Россия, Нижний Новгород, ГЦСИ «Арсенал»
- 2017 — Коллективная выставка «Обратно домой»[198] / Россия, Нижний Новгород, Музей нижегородской интеллигенции
- 2016 — Выставка «Через границы/Сквозь ограничения» / Россия, Санкт-Петербург, Музей уличного искусства
- 2016 — Коллективная выставка «Налицо» / Россия, Нижний Новгород, галерея «Futuro»
- 2015 — II биеннале искусства уличной волны «Артмосфера» / Россия, Москва, ЦВЗ Манеж
- 2015 — Выставка «Вспомни завтра» / Россия, Санкт-Петербург, Музей уличного искусства
- 2015 — Андрей Оленев и Андрей Дружаев: «АА»[199] / Россия, Нижний Новгород, галерея «Толк»
- 2015 — Команда «ТОЙ»: «Что такое хорошо и что такое плохо?» / Россия, Нижний Новгород, галерея «Толк»
- 2014 — I биеннале искусства уличной волны «Артмосфера» / Россия, Москва, «Art play»
- 2014 — Коллективная выставка «Транзитная зона» / Россия, Пермь, Музей «PERMM»
- 2014 — Выставка «Casus Pacis/Повод к миру» / Россия, Санкт-Петербург, Музей уличного искусства
- 2014 — Паша 183: «Наше дело подвиг!» / Россия, Москва, Московском музее современного искусства
- 2014 — Андрей Оленев: «Окна» / Россия, Нижний Новгород, галерея «Толк»
- 2011 — Коллективная выставка «SubWay» / Россия, Нижний Новгород, ГЦСИ «Арсенал»
- 2010 — Коллективная выставка «CrossPoint» / Россия, Нижний Новгород, Нижегородский государственный выставочный комплекс
- 2009 — Коллективная выставка «Артерия» / Россия, Нижний Новгород, Центр «Рекорд»

## Музей уличного искусства
Музей стрит-арта располагается в Санкт-Петербурге, на территории действующего завода слоистых пластиков. Завод был основан в 1945 году в Ленинграде и в первые послевоенные годы располагался на территории Петроградской стороны. В 1950 году завод переехал в район Большой Охты и теперь располагается по адресу Шоссе Революции д. 84. Сейчас предприятие занимает почти 11 гектаров индустриальной зоны. Территория музея делится на две зоны — постоянную экспозицию на действующем производстве Завода слоистых пластиков и публичную площадку, где проходят временные выставки и массовые мероприятия. На закрытой территории завода находится постоянная коллекция монументальных росписей современных уличных художников.
Цель постоянной экспозиции Музея стрит-арта — формировать историю современного уличного искусства, сохранять произведения, изучать жанры, стили, техники, направления, взаимосвязи субкультурных явлений и творчество отдельных художников. Первая работа в рамках постоянной экспозиции появилась на заводе в 2013 году. На сегодняшний день коллекция насчитывает уже более 70 работ современных авторов, которые можно увидеть в рамках экскурсии по территории и помещениям завода. В коллекции музея уже находятся произведения таких художников как Паша 183, SpY, Кирилл Кто, Escif, Тимофей Радя, Gio Pistone, Слава Птрк, Kouka Ntadi, Никита Nomerz, Guido Bisagni (108) и многих других. Постоянная экспозиция регулярно пополняется. В 2018 году музей выпустил первый каталог постоянной экспозиции.
В феврале 2022 года музей приостановил свою деятельность. Осенью 2023 года по требованию Государственной административно технической инспекции в Музее стрит-арта закрасили многие фасады с монументальными росписями. В том числе и работу на заглавном фасаде размером более 1600 м2 созданную в 2021 году.

### Выставка «Casus Pacis» / «Повод к миру» (2014)
Casus Pacis / «Повод к миру» — первая выставка Музея, открытая в рамках параллельной программы биеннале Манифеста. В выставке приняли участие около 60 художников из России, с Украины и из других стран. Выставка создавалась на пороге столетия с начала Первой мировой войны. Разрушенная индустриальная территория Музея стрит-арта стала площадкой для общего художественного высказывания молодых авторов разных жанров, объединив улицу и музей в одном пространстве. Проект Casus Pacis объединил художников из разных стран и представил угол рефлексии на современность как независимых уличных и медиахудожников, так и институционализированных художников, экспериментирующих с уличными практиками или же имеющими потенциал для работы на улице. Используя девиз «Повод к миру», кураторы выставки пытались вызвать художников на диалог не только на актуальные социальные и политические темы, но и пригласить их обратиться к традициям художественной рефлексии на тему войны и мира.
Кураторы выставки — Анна Нистратова, Вова Воротнев и Михаил Астахов.

### Выставка «Вспомни завтра» (2015)
Основной темой второго сезона Музея стрит-арта стало время: переживания прошлого, ожидание неизвестного будущего и способность художников его предвидеть и предчувствовать в настоящий момент. Политика и пропаганда вместо движения вперёд настойчиво предлагают обществу Прошлое. Так История блокирует Настоящее и отменяет Будущее. В этой экспозиции было предложено художникам стать прорицателями, прогнозистами, визионерами — представить своё альтернативное видение предстоящих перемен, вообразить варианты развития событий и тенденций, сделать видимыми «мгновения грядущего», передать свои мечты или опасения о завтра, высказать предостережения, показать угрозы. Одной из центральных работ стало изображение знамени с лозунгом «Назад нельзя» Тимофея Ради. Помимо монументальных росписей на выставке присутствовали небольшие объекты — например, интервенции Кати Рейшер или Славы Птрк в разных локациях. Игра с масштабами отсылает к игре с восприятием и поиском необходимой оптики, с лавированием между обращением к глобальным и личным проблемам. На выставке было несколько отсылок к коммунистическому прошлому страны. Тема побега от реальности, от «здесь и сейчас» представлена группой ZukClub, Андреем Оленевым. Ощущение будущего как сокрытого передали Марат Морик, Удмурт, Миша Most и другие. На открытии выставки был организован перформанс Ольги Кройтор, который аккумулировал в себе весь нерв переживания тем выставки. Проект отразил трезвый реалистичный взгляд на сегодняшнее отношение к завтрашнему дню.
Кураторы выставки — Наиля Аллахвердиева и Арсений Сергеев.

### Выставка «Через границы / Сквозь ограничения» (2016)
Основная тема проекта для третьего сезона «Через границы/Сквозь ограничения» имела отношение к миграционному кризису. Идея выставки отражена в её названии, в котором проводится сравнение двух понятий — границы и ограничения. По мнению куратора, границы имеют в себе интенцию к объединению и развитию, в то время как ограничения, наоборот, поддерживают состояние сегрегации. Для участия в выставке были приглашены 20 художников из CША, Великобритании, Нидерландов, Германии, Испании, Италии, Франции, России, Кореи и Индонезии, которым предложили подумать на тему пространственных и социальных рамок, постоянно сменяющих свой статус со стабильного на условный и наоборот. Художники Гайя и Мата Руда представили прямое высказывание на тему проблем миграции, взяв за основу образы режиссёра-документалиста и фотографов, которые фиксируют процессы современной миграции. SpY использовал поверхность дымовой трубы для создания надписи «Go home», которая является двусмысленным высказыванием, отражающим актуальную полемику вокруг миграционного кризиса. Помимо художественных произведений на выставке были представлены фотографии Алекса Куруниса, документирующие условия, в которых вынуждены находиться беженцы. Кроме того, Валерио Винченцо провел исследование бывших границ внутри Европейского союза, результатом которого стала фиксация несуществующих линий в ландшафте. В рамках выставки даже такой жест, как передача Аэропортом Пулково самоходного пассажирского трапа, который стал частью художественного пространства музея, приобрел символическое значение.
Куратором проекта стал британский антрополог и исследователь стрит-арта Рафаэль Шактер.

### Выставка «Праздник к Вам приходит» (2017)
Четвёртый сезон в Музее уличного искусства был посвящен празднованию столетия революции 1917 года. Выставка носила революционный характер не только в исторической привязке ко времени и месту (Музей расположен на шоссе Революции в Санкт-Петербурге), но и по сути жанра — тема революции крайне близка самому маргинальному из искусств. Выставка «Праздник к вам приходит» открылась 13 мая 2017 г., её кураторами стали Андрей Зайцев, директор Музея стрит-арта, и Яша Янг — руководитель проекта Urban Nation Museum for Urban Contemporary Art Berlin. По словам Андрея Зайцева, основной темой для участников выставки был выбран образ революции как искры, которая способна разжечь пожар и организовать массы для достижения определённой цели. Петербургские художники объединения Курил Что создали копию фасада Зимнего дворца, превратив пространство завода в импровизированную Дворцовую площадь. Перед дворцом художники установили памятник В. И. Ленину, выступивший в роли своеобразного реди-мэйда (ready-made). Кураторы не стали обходить стороной острые углы и решили включить в экспозицию работы, которые говорят и об опасностях революции. Свобода, которая зачастую становится идеалом революций, может граничить с произволом. Смена ролей угнетенных на угнетателей не меняет тип человеческих взаимоотношений, оставляя за человеком право на насилие. Польский художник Sepe посвятил свою роспись «Праздник к вам приходит» не просто опасности революции, а риску идеологизации сознания. Перед зрителем предстала странная смесь смеха и страха, праздника и траура, свободы и насилия. Выставка, можно сказать, аккумулировала энергию, озвучила сомнения и тревогу, которую испытывает современное общество в России сегодня. Отдельным блоком выставки выступил медиапроект под кураторством художника Максима Свищева.
Специальным проектом нового сезона также стала граффити-стена «Поколения», созданная под кураторством Николая Super. Стена рассказывала визуальную историю развития стрит-арта с 70-х годов в СССР и до России наших дней. В росписи стены принимали участие такие художники, как Крыс, Макс Навигатор, Баскет, SPP Crew, TAD Crew и DS Crew. В связи с тем, что стрит-арт -явление временное, оно зачастую способно существовать и передаваться только через фотографии. Граффити-стена стала возможностью воссоздать те изображения, которые родились ещё в прошлом веке на улицах Ленинграда, Калининграда и других городов. Общая площадь истории составила 300 квадратных метров.

### Выставка «Сказочная страна Стритартия» (2018)
Пятый, юбилейный сезон музея открылся выставкой «Сказочная страна Стритартия». Куратор, Андрей Зайцев, собрал более 40 художников, которые на протяжении процесса подготовки к выставке занимались интерпретацией современных мифов. Куратор предложил подумать над природой мифа, причиной его появления и развития в сознании общества. Кроме того, миф очень часто трансформируется или умирает, и на его месте возникает новый нарратив. Используя язык стрит-арта, инсталляций и объектов, каждый автор сконструировал свой подход к сюжетам, которые транслируются современной идеологией, политикой, наукой, массовой культурой, которые так или иначе формируют наши убеждения и предпочтения.
Центральная роспись в этом году принадлежит мадридскому художнику Sabek. В своей работе он отразил интерес к природе, мифическим и выдуманным персонажам. Некоторые художники подошли к заданной теме более иронично. Например, испанский художник Ампарито создал на одном из фасадов работу «Папка», изобразив ярлык, который находится на рабочем столе его компьютера. В этой папке, «SAM Stuff», он коллекционировал все идеи и задумки для нового сезона в Музее стрит-арта.

### Выставка «Хоть стой, хоть падай» (2019)
Куратором 6-го выставочного сезона стал петербургский художник Максим Има. Являясь ярким представителем уличного искусства, Максим выступил в роли куратора-инсайдера, связывающим не только искусство и зрителя, но и улицу и музей, граффити-райтеров и галерейных художников, искусство Петербурга и мировой опыт.

В пространстве одной выставки встретились галерейные художники с мировым именем, локальные стрит-артисты, граффити-райтеры и тату-мастера. Отбирая участников выставки «Хоть стой, хоть падай», Максим Има отталкивался от идеи доступности улиц для всех — эта общая территория, где могут встретится абсолютно разные виды и жанры искусства.
Отбрасывая все ярлыки и клише, мне интересно общаться и работать с художниками, независимо от того, где и что они создают. Привлекая авторов к проекту, мы предлагали им создать что-то несвойственное для себя. Тот, кто привык работать в мастерской или студии, будет рисовать на стене, и, напротив — тот, чьи работы живут только на улице, попробует себя в видео-арте, создании инсталляций или перформансе.
— Максим Има.
Проект объединил более 45 участников из России и стран Европы: Франции, Германии, Австрии, Финляндии и Украины. В выставке приняли участники художники OX, Kevin K, Fresh Max, Multi, локальную сцену представили Виталий Пушницкий, Слава ПТРК, Стас Добрый, Владимир Абих, Миша Маркер и многие другие. На территории в 9000 м² посетители смогли увидеть не только объекты уличного искусства, но и паблик-арт, холсты, аудио- и видео-инсталляции.

### Выставка «АУ!» (2021)
5 июня 2021 года в Музее стрит-арта открылась экспозиция выставки «АУ!». «Ау» — это то, что кричит человек, заблудившись в лесу, сигнал бедствия и связи с миром. В то же время это неожиданная alternative universe (AU) — альтернативная вселенная, которую можно обнаружить, когда потерялось, казалось бы, решительно все. Последние два года каждый из нас пережил чувство потерянности и безоружности перед будущим и выставка «Ау» стала путешествием по художественному лесу, который более 30 художников создали на территории завода. Куратор выставки: Майя Ковальски
Художники: Паша Бумажный, Иван Волков, Виктор Забуга, ТО «Затрещина» (Вадим Соболев, Павел Ермолаев), Дмитрий Каштальян, КМФ, Тигран Костан, Ксюша Ласточка, Илья Мозги, Полина Осипова, Павел Отдельнов, Дарья Правда, Дима Ретро, Иван Серый, Максим Трулов, Турбен, Курил Что, BOMSE, Никита Nomerz, Маша Psilocybe, PSOF, Xeat8, 100 % Заглавной работой проекта стала монументальная роспись «Когда уже звезды?» сделанная нижегородским художником Никитой Nomerz. Общая площадь работы более 1600м2.

Путешествие Данте, по сумеречному лесу «Божественной комедии», стало отправной точкой в образах многих работ участников проекта. Художники буквально вырастили посреди индустриальной среды лес из произведений искусства, который и есть та самая альтернативная вселенная.
Прошедшие два года под знаком пандемии поменял многое: общество находится в условиях постоянных изменений и нестабильности, в которых сложно сохранить базовое ощущение безопасности и ясности. Потерявшийся в лесу человек кричит «Ау» — просит помощи и пытается таким образом поддерживать связь с привычным миром.
Моя работа отсылает к философу-стоику Луцию Сенеке, автору выражения «Через тернии к звездам». Тернии в этом сумеречном лесу современного мира по прежнему повсюду, а вот небесные тела пока видно плохо.
— Никита Nomerz

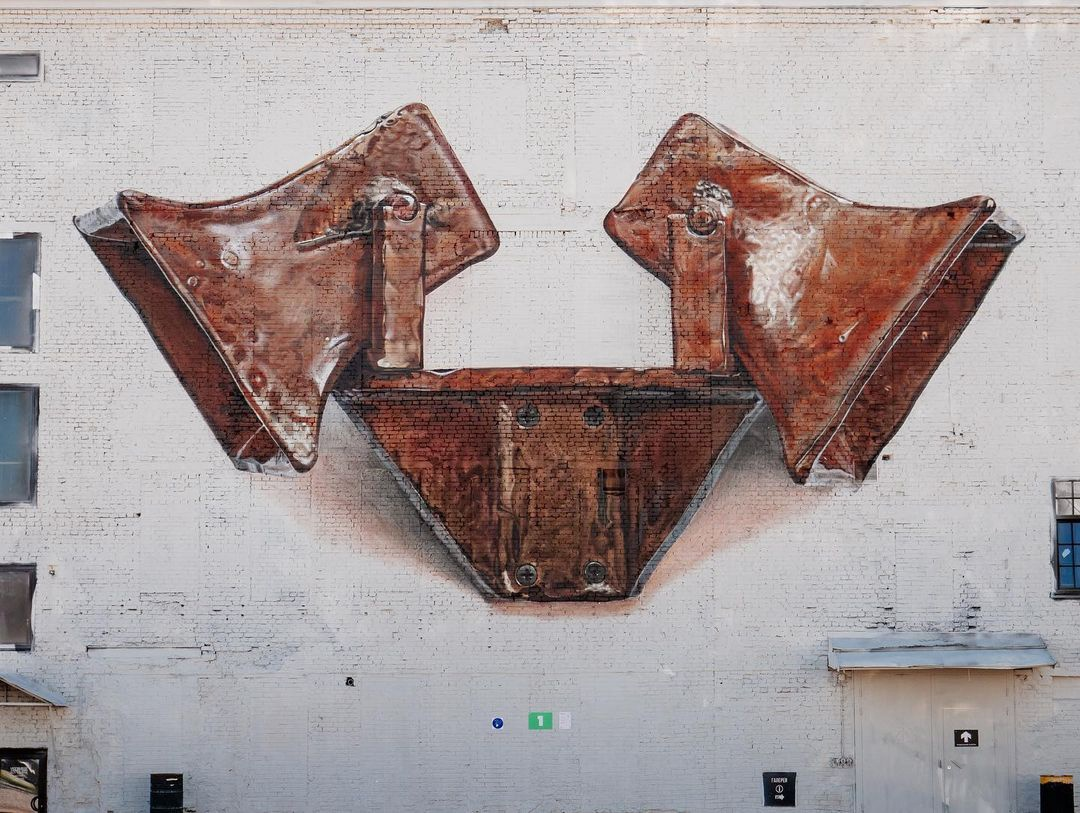
Иван Серый (2021)
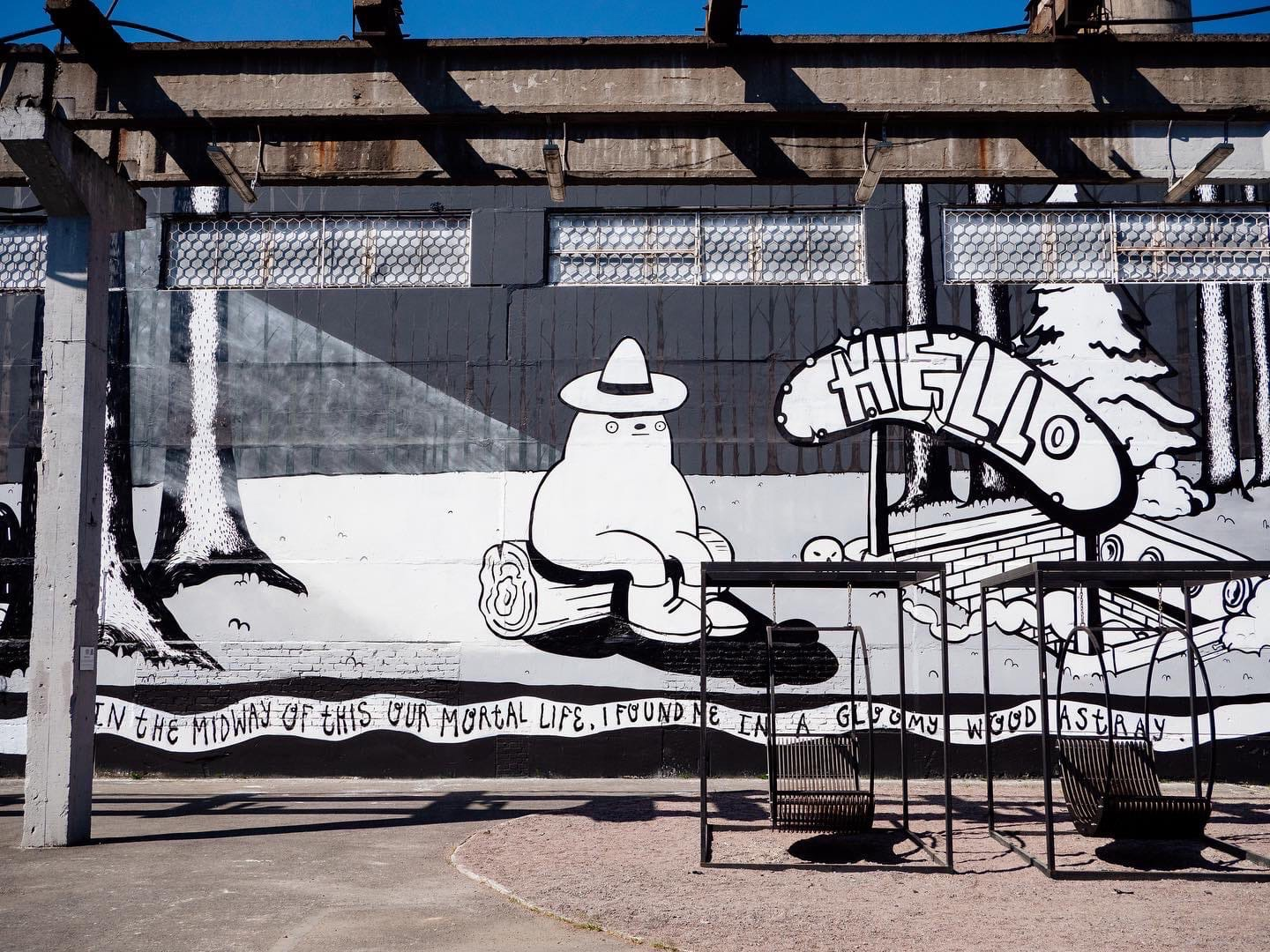
Максим Трулов и Ксюша Ласточка (2021)
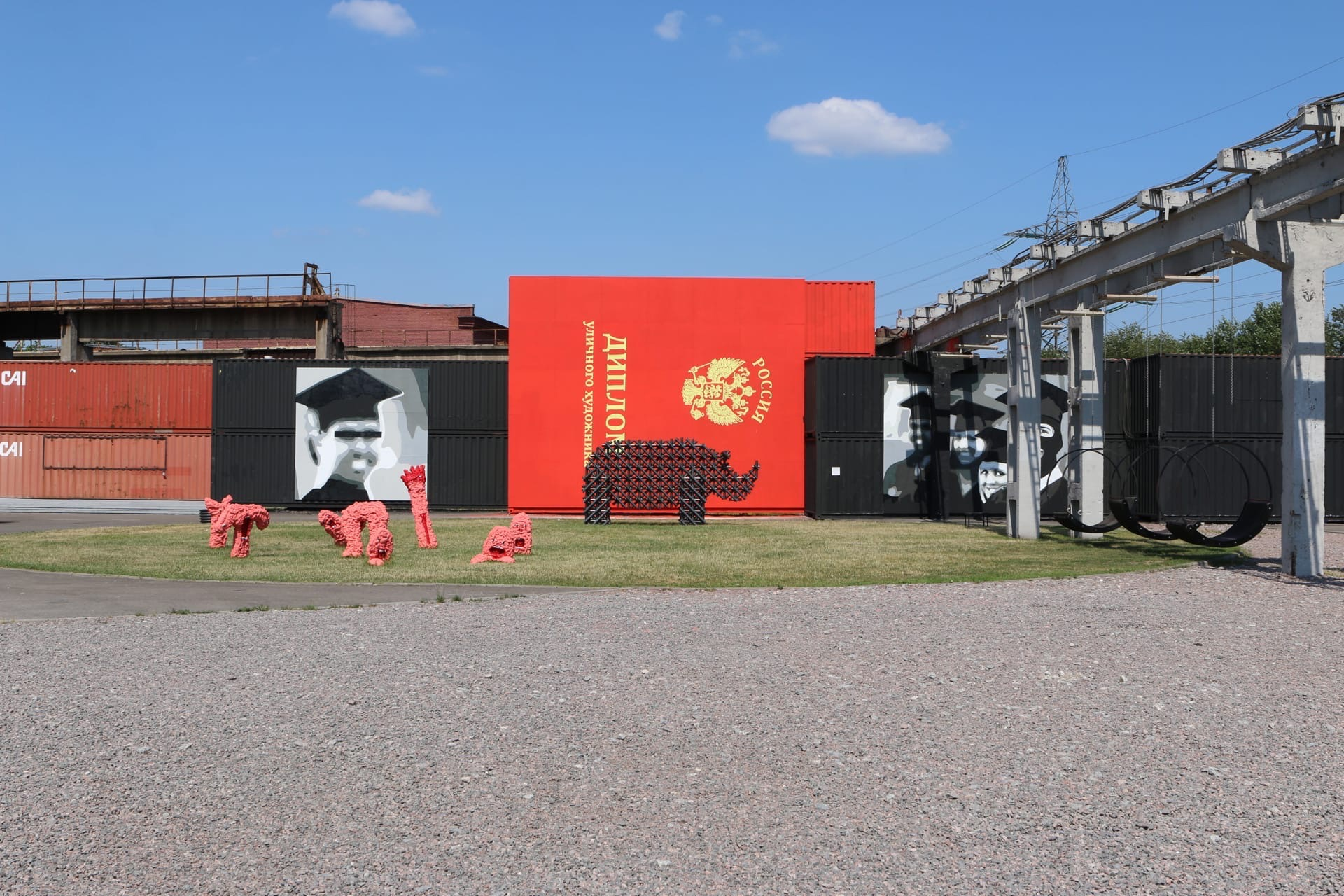
Илья Мозги и Константин Бенкович (2021)

## Биеннале искусства уличной волны
С 2014 года в Москве проходит биеннале искусства уличной волны «Артмосфера». Это первая и единственная российская биеннале, которая знакомит широкую публику с одними из самых знаковых представителей уличного искусства. Международный проект проходит в формате коллективной выставки художников с опытом в уличном искусстве.
Организатором биеннале «Артмосфера» с 2021 года является благотворительный фонд поддержки и развития современного искусства «Винзавод» в рамках своего стратегического направления Urban+Art.

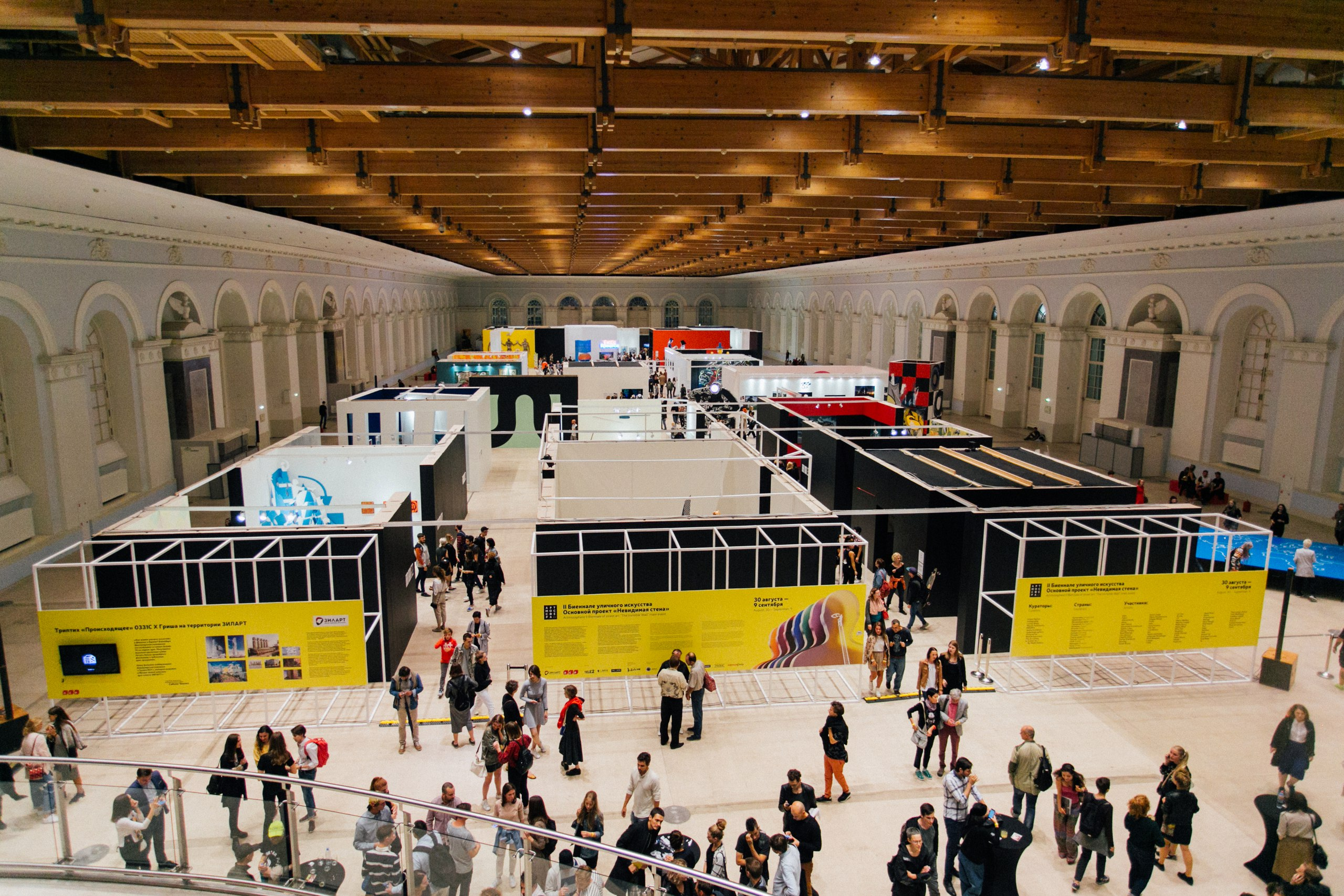
«Артмосфера» (2016)

### I «Артмосфера» (2014)
Первая биеннале уличного искусства «Артмосфера» прошла осенью 2014 года с основным проектом на территории центра «Art play». Работы можно было увидеть не только на большой выставке, но также на фасадах домов, в парках, на остановках и даже на троллейбусах. Всего в проекте участвовали 75 художников из 15 стран, среди которых Okuda, JR, Martha Cooper, Hyuro, Jan Kalab, Erosie, Дмитрий Аске, Кирилл Кто, Алексей Лука, Паша 183 и другие. В рамках основной и специальной программ биеннале прошли персональные и групповые выставки, лекции и мастер-классы.

### II «Артмосфера» (2016)
Основной проект II Биеннале с темой «Невидимая стена» прошел в 2016 году в ЦВЗ Манеж и объединил работы 42 иностранных и 26 российских художников из 15 стран. Художников представляли международные кураторы, музеи и галереи, сфокусированные на уличном искусстве. Хедлайнерами основного проекта выступили Miss Van, Spy и дуэт The London Police. Среди российских участников можно было увидеть работы Вовы Nootk, Миши Most, Zoom, Ивана Найнти, Владимира Абиха, а также Алексея Партола, Petro, Slak, Виталия Sy, Павла Rtue и многих других. Программа II биеннале охватила множество городских площадок: спецпроекты были показаны на ВДНХ, Стрелке, Зиларте, в универмаге Цветной, ДК Трехгорка. В рамках биеннале прошли арт-маркет, аукцион в поддержку уличного искусства (совместно с фондом Ruarts), дискуссии и кинопоказы. Выставка основного проекта биеннале попала в шорт-лист Премии The Art Newspaper Russia («Выставка года»).

### III «Артмосфера» (2018)
Основной проект 3-й биеннале «Артмосфера» под названием «Offline» проходил на Винзаводе в 2018 году. Выставка состояла из работ 68 участников со всего мира и условно делилась на несколько разделов: онлайн, офлайн и пост-интернет. В проекте принимали участие известные представители скандинавской граффити-сцены Finsta и EGS, американская художница FAITH XLVII, самая влиятельная граффити-команда из Берлина 1UP Crew и Bill Posters из Лондона, а также российские художники: Анатолий Акуе, Марат Морик, Назар ISUUE, Дарион Шаббаш, ZTWINS, арт-группа «Злые», Эльдар Ганеев (ЗИП), Dagnini и другие. В рамках спецпрограммы Дмитрий Аске и Антон Польский представили уникальный выставочный исследовательский проект об истории граффити и уличного искусства в России. Важным гостем биеннале стал американский художник Шепард Фейри. В ММОМА прошла его персональная выставка, а в городе появилось несколько муралов.

### IV «Артмосфера» (2023)
В 2023 году биеннале расширила пространство присутствия и вышла в город с Основным проектом. Данная практика была реализована впервые, биеннале охватила разные локации, включая арт-квартал вдоль Яузской набережной и центр дизайна Artplay, с сердцем проекта в ЦСИ Винзавод. Тема основного проекта звучит как «Община: Партнерство — Коллективность — Утопия». По мысли куратора, Андрея Паршикова, одной из важных задач в наши дни становится налаживание новой жизни в новых условиях с новым историческом багажом. Общность, коллективность и партнерство должны стать важными элементами адаптации к этим условиям — взяв эти темы за основу художники предложили свои варианты осмысления и обустройства окружающей их действительности. Участники Основного проекта: Арис Онер (ARIS ONER, Германия), Маттео Черетто Кастельяно (Matteo Ceretto Castigliano, CT, Италия), XPOME, Амаро (Amaro Abreu, Бразилия), Пабло Аримбат (Pablo Harymbat, Аргентина), IHAR (Беларусь), Гая Софоян (GAYA SOFO, Грузия), Мария Боковня (Россия-Германия), Филип Радонич (Filip Radonjic, Сербия), DOMA Collective (Аргентина), Акоп Балаян (Acop Balayan, Аргентина), Анастасия Литвинова, Саша Фролова, Артем Стефанов, Дмитрий Венков, Миша Most, Саша Браулов, Женя Белякова, Любовь Винк, ГАЦТК им. С. В. Образцова, Филипп Киценко, Григорий Орехов, Маша Смородина, Алена Троицкая и Ксения Шарапова, Fork, Александр Гущин, аут-группа «Муха», KTK, «Аня, приём!», Анна Тарарова, Елена Холодова, Александра Кузнецова, «Озерки», Андрей Шкарин и Мария Ефимова, Галина Андреева, Красил Макар, Двадцать два, Новые городские художники (zoika), Иван Волков, Сергей Навасардян (Yerevantropics), бюро «Чехарда», Алексей Лука, Данила Шмелев (Shozy), Ася Заславская, Катика.

## Стрит-арт хранение
«Стрит-арт хранение» — это единственная в России институция, которая ставит перед собой задачи коллекционирования, долгосрочного хранения, изучения, а также популяризации творчества художников «уличной волны». Главное качество пространства — открытость во всех ее проявлениях. Исследователи стрит-арта могут изучать собрание и архив работ, а гости — посещать экспозицию в составе экскурсионных групп и образовательные мероприятия.
«Стрит-арт хранение» расположено на территории Севкабель Порта в Санкт-Петербурге. Небольшое пространство институции устроено по инновационному принципу «открытого хранения», позволяющему экспонировать большее количество работ и создавать комфортные условия для хранения искусства: особый температурно-влажностный режим и хранение в темных секциях, чтобы предотвратить выцветание. На 88 м² также разместились библиотека, зона для работы исследователей и магазин, в котором посетители могут приобрести мерч и продукцию «Стрит-арт хранения», специализированную литературу, зины и тиражные работы художников.
В «Стрит-арт хранении» происходит экспонирование предметов искусства тех художников, кто активно работает в легальном и нелегальном поле на улицах городов. Произведения художников, которые входят в коллекцию «Стрит-арт хранения», не только являются демонстрацией актуального искусства, но и сохраняют эстетику и энергию уличного творчества. На данный момент в коллекции находится более 350 предметов живописи, графики, ассамбляжей, скульптур и др. Среди ключевых задач САХ — создание условий для научного осмысления искусства художников с уличным бэкграундом в России. В САХ по предварительной заявке исследователям предоставляется доступ к библиотеке, электронной базе коллекции, информации о художниках и представленных работах.
Проект курирует команда фонда Inloco, который в сотрудничестве с Институтом исследования стрит-арта занимается поддержкой художников с уличным бэкграундом, проводит конференции и выставки, выпускает печатные издания и пополняет свою коллекцию.

## Печатные издания

### «Outline»
Первый российский граффитижурнал под названием «Outline» вышел в 1999 году в Москве. Его выпустил Антон Make Польский — художник, участник одной из первых московских граффити команд RUS Crew. Это время сами деятели субкультуры обозначают как начало третьей волны российского граффити.

### «Улица»
В 2003 году в качестве дипломной работы Дмитрий Каданцев сделал журнал «Улица», который стал одним из первых полноценных печатных журналов о Московском граффити. В «Улице» были собраны работы почти всех основных представителей граффити-сцены Москвы того времени: RUS, BTK, CGS, Зачем, FU, 13STB, 56, KGB, ISP, MDT, Окей, А24 и другие. Этот журнал стал предшественником журнала «Code Red», так как вместо второго выпуска было решено выпустить журнал с новым названием, оформлением и концепцией.

### «Code Red»
В 2005 году вышел первый выпуск всероссийского журнала «Code Red». С 2005 по 2010 годы вышло шесть номеров журнала. В нём были размещены статьи и интервью, который рассказывали о граффити, стрит-арте и дизайне в России и других странах. С 2009 «Code Red» стал функционировать как блог, который стал продолжением печатного издания. Создателем и редактором журнала стал московский уличный художник Дмитрий Аске. С 2006 года «Code Red» существует как бренда одежды.

### «Urban Roots»
В 2006 году состоялся выпуск первых двух номеров всероссийского журнала «Urban Roots». Создателем и редактором журнала стал нижегородский граффити художник Александр Stan. Изначально основное внимание уделялось классическому граффити-райтингу в городах СНГ, а затем в номерах журнала были представлены и зарубежные художники. В 2012 году состоялся крайний выпуск печатного журнала, со временем проект стал функционировать только в формате интернет-блога с обзором отечественного и зарубежного граффити и стрит-арта.

### «Petrograff»
Petrograff — петербургский журнал о граффити культуре и уличном искусстве. Первый номер журнала Petrograff вышел в январе 2011 года. Изначально издание было посвящено исключительно петербургской граффити сцене. Первые два номера журнала носили локальный характер. Начиная с третьего выпуска, география журнала расширилась на всю Россию, на страницах появились работы райтеров от Калининграда до Владивостока. В журнале публикуются эксклюзивные фотографии, статьи, интервью, архивные и исторические материалы о российской граффити культуре и уличном искусстве. В 2022 году вышел 7 номер граффити журнала.

### «Части стен»
В 2014 году вышла книга Алексея Партолы «Части стен». Автор в течение двух лет работал над проектом, в котором приняли участие уличные художники из разных городов России. Они рассказали свои истории, поделились взглядами на граффити, уличное искусство и творчество в целом, а также создали работы специально для книги и выставки. Художники проекта: Герман IX, Алексей Партола, Андрей Адно, Анатолий Акуе, Алексей Kio, Кримос, Трун, Абер, Сахар18, Алексей Лука, Алексей Медной, Марат Морик, Дмитрий Аске, Макс 13, Нутк, Петро, Ведро, Змогк, Ремо, ZukClub, Ским, Слэк, Томар, Мульти, Виталий Царенков, Робе.

### «Искусство и город»
В 2016 году Игорь Поносов написал и издал первую русскоязычную книгу про уличное искусство «Искусство и город», за которую в этом же году был удостоен премии Сергея Курёхина в номинации «Лучший текст о современном искусстве», а в 2019-м был номинирован на премию Кандинского в номинации «Научная работа. Теория и история современного искусства».

### «Нижегородская Чертовщина»
В 2017 году в Нижнем Новгороде состоялся выпуск первого номера малотиражного локального журнала «Нижегородская Чертовщина». Основное внимание его авторы уделили граффити-бомбингу. Параллельно в поддержку проекта стал функционировать одноименный паблик с обзором граффити Нижнего Новгорода. Авторы проекта — нижегородские райтеры Никита Этогде и Никита Мера.

### «Части стен 2»
В 2018 году вышла книга «Части стен 2», масштабное исследование уличного искусства России от Калининграда до Петропавловска-Камчатского, попытка зафиксировать работы наиболее заметных граффити и стрит-арт художников, совершенно разных и непохожих друг на друга, рисующих как нелегально, так и в легальных местах, их подходы и методы работы на улице. Концепция проекта строится в первую очередь на исследовании городской среды и уличной культуры в каждом отдельном российском городе. Альбом построен на материале, отснятом Алексеем Партола в ходе его полуторагодового фотографического исследования и состоит из 2 томов: документация создания работ художников, тексты и творческие манифесты художников составляют первый том альманаха, второй том состоит только из фотографий, на которых зафиксированы работы на улице. Презентация книги состоялась вместе с масштабной одноимённой выставкой в Центральном выставочном зале «Манеж» (Санкт-Петербург) и в галере современного искусства «RuArts» (Москва).

### «Краткая история нижегородского уличного искусства»
В 2019 году вышла книга «Краткая история нижегородского уличного искусства». В издании нижегородское уличное искусство определяется как художественное направление, сформировавшееся в 2010-е годы и объединившее локальных художников Андрея Дружаева, Федора Махлакжа, Антона Морокова, Андрея Оленева, Артема Филатова, Якова Хорева, Владимира Чернышева и команду «ТОЙ». Книга включает в себя множество фотографий, документирующих проекты художников. Авторы книги: Артем Филатов и Алиса Савицкая.

### «Тезаурус»
«Тезаурус» — краткий справочник по терминологии российского уличного искусства. Издан малым тиражом в 2019 году Институтом исследования стрит-арта по материалам симпозиума по терминологии российского уличного искусства, который состоялся в декабре 2017 года в Санкт-Петербурге. Автор/Редактор: Мария Удовыдченко, Альбина Мотор, Дмитрий Пиликин.

### «Энциклопедия российского уличного искусства»
В 2019 году творческое объединение «Артмосфера» выпустили «Энциклопедию российского уличного искусства» — издание, впервые объединившее биографические статьи об уличных художниках, авторскую хронологию уличного искусства и глоссарий основных терминов, относящихся к граффити и стрит-арту. Это первое фундаментальное издание о российском уличном искусстве в русскоязычном поле, выпущенное в энциклопедическом формате. Основной раздел энциклопедии содержит биографические статьи о 187 российских художниках с бэкграундом в граффити и уличном искусстве. Объём книги, иллюстрированной фотографиями, документирующими развитие уличного искусства в России в течение последних 3-х десятилетий.

### «Энциклопедия уличного искусства Нижнего Новгорода (1980—2020)»
В 2022 году была презентована печатная «Энциклопедия уличного искусства Нижнего Новгорода (1980—2020)». Издание посвящено уличному искусству Нижнего Новгорода, которое включает в себя многие художественные практики — граффити, стрит-арт, городские интервенции, уличные перформансы, акции и т. д. Энциклопедия содержит биографические справки о ключевых нижегородских уличных художниках разных поколений и направлений, словарь с терминологией, относящейся к граффити и стрит-арту, обзор знаковых для уличного искусства локаций и работ приезжих авторов. Основой издания стала статья, содержащая подробную хронологию уличного искусства Нижнего Новгорода с 1980 по 2020 год. В ней отражены ключевые события, оказавшие влияние на стиль локальной сцены, — от его зарождения в пространстве одного города до трансформаций в контексте общероссийского и мирового стрит-арт-опыта. Составителем энциклопедии выступил Никита Nomerz.

### «Беседы с самим собой …»
В 2022 году Институт исследования стрит-арта при поддержке фонда InLoco выпустил книгу Кирилла Лебедева (Кто) «Беседы с самим собой Пашей 183, Худым, Шухером, Чубом, Реном, Баскетом, Ликвидом, Шоном, Поносовым, Алексом, Блезом, Целуйко, Акуе, Мэйком, Максом Навигатором». В книге с каждым собеседником Кирилл обсуждает разные темы, но общим знаменателем всё равно остаётся диалог двух схожих по духу людей. Книга бесед знаковой фигуры российского уличного искусства Кирилла Лебедева (Кто) с наиболее заметными четырнадцатью представителями граффити-движения конца 2000-х даёт возможность заглянуть внутрь этого закрытого сообщества. Документальное и одновременно художественное повествование о современности, улице и искусстве. Работа над книгой продолжалась с 2009 по 2022 год.

## Фильмы
- 2004 — «Гоп-стоп граффити»[226] — документальный фильм от московской команды «Зачем!», совместно снятый с объединением московских граффити команд «Go Vegas».
- 2010 — «Innapau — Russian Steel» — российский фильм про граффити-культуру.
- 2011 — «Stenograffia»[227] — документальный фильм про фестиваль уличного искусства «Стенограффия».
- 2011 — «Девиантное поведение»[228] — документальный фильм от московской команды «Зачем!».
- 2013 — «Паша 183»[229] — документальный фильм про уличного художника Павла Пухова. Режиссёр Никита Nomerz.
- 2016 — «Теплые стены»[230] — документальный фильм про фестиваля уличного искусства «Новый Город: Древний». Режиссёр: Дмитрий Степанов
- 2017 — «В открытую»[231] — документальный фильм про уличное искусство в России. Режиссёр Никита Nomerz.
- 2018 — «Место’18»[232] — документальный фильм про фестиваль уличного искусства «Место». Режиссёр Антон Семериков и Никита Nomerz.
- 2019 — «Okrasheno»[233] — документальный фильм про фестиваль уличного искусства «Okrasheno». (Центр «Альтаир»)
- 2019 — «Стрит-арт. Философия прямого действия»[234] — документальный фильм про уличное искусство в России. (Телеканал Культура).
- 2020 — «Карт Бланш»[235] — документальный фильм про фестиваль уличного искусства «Карт Бланш». Режиссёр Роман Власов.
- 2020 — «Движ»[236] — документальный фильм про уличное искусство в России. (Телеканал Москва 24).
- 2020 — «Место’20»[237] — документальный фильм про фестиваль уличного искусства «Место». Режиссёр Борис Дементьев.
- 2021 —  «Oh my Град: Нижний Новгород»[238]. Режиссёр: Глеб Мамонов
- 2021 —  «Граффити 800»[239] — документальный фильм про граффити продакшен «Граффити 800». Режиссёр: Виктор Осин.
- 2021 — «Ау!»[240] — документальный фильм про выставку в Музее уличного искусства. Режиссёр Павел Мачихин.
- 2022 — «Место’21»[241] — документальный фильм про фестиваль уличного искусства «Место». Режиссёр Борис Дементьев.

## Закон
Любая надпись и рисунок на стене является нелегальной, если не было получено разрешение от собственника. За вандализм и не санкционированные художественные работы установлена и административная, и уголовная ответственность — в зависимости от тяжести преступления. Если рисунок или надпись расценят как экстремизм, возбуждение ненависти, вражды по признакам пола, расы, национальности, языка, происхождения, отношения к религии, то при квалификации действий виновного лица будут применены соответствующие статьи Уголовного кодекса Российской Федерации или Кодекса Российской Федерации об административных правонарушениях.
За несовершеннолетних, совершивших указанные выше преступления или административные правонарушения, но не достигших 14 или 16 лет, соответственно, в силу части 1 статьи 1073 Гражданского кодекса Российской Федерации, за вред, причинённый несовершеннолетним, не достигшим возраста привлечения к уголовной или административной ответственности, отвечают его родители (усыновители) или опекуны, которые понесут также и административную ответственность в соответствии с положениями ч. 1 ст. 5.35 КоАП Российской Федерации — Неисполнение или ненадлежащее исполнение обязанностей по воспитанию, влечёт предупреждение или наложение штрафа в размере от ста до пятисот рублей.

### Административная ответственность
Административная ответственность наступает при достижении возраста 16 лет.
Согласно статье 7.17 Кодекса Российской Федерации об административных правонарушениях — уничтожение или повреждение чужого имущества, если эти действия не повлекли причинение значительного ущерба, влечет наложение административного штрафа в размере от трехсот до пятисот рублей.
В соответствии с частью 1 статьи 20.1 КоАП Российской Федерации — мелкое хулиганство, то есть нарушение общественного порядка, выражающее явное неуважение к обществу, сопровождающееся уничтожением или повреждением чужого имущества, влечет наложение административного штрафа в размере от пятисот до одной тысячи рублей или административный арест на срок до пятнадцати суток.

### Уголовная ответственность
Уголовная ответственность может наступить уже при достижении возраста 14 лет.
Согласно ч. 1 ст. 214 УК Российской Федерации — вандализм, то есть осквернение зданий или иных сооружений, порча имущества на общественном транспорте или в иных общественных местах, наказывается штрафом в размере до сорока тысяч рублей или в размере заработной платы или иного дохода осужденного за период до трех месяцев, либо обязательными работами на срок до трехсот шестидесяти часов, либо исправительными работами на срок до одного года, либо арестом на срок до трех месяцев.